# Internationale Bauausstellung 1987
Die Internationale Bauausstellung 1987 (IBA) war eine 1978 durch Beschluss des Abgeordnetenhauses institutionalisierte Architekturausstellung des Senats in West-Berlin mit dem stadtplanerischen Konzept einer Neubauerstellung unter Einbezug der Grundstruktur der historischen Stadt. Im Verlauf der Vorbereitungen und unter dem Druck der Öffentlichkeit erfolgte jedoch ein Kurswechsel von der praktizierten Flächensanierung hin zur Behutsamen Stadterneuerung.
Die Idee stammte von dem damaligen Berliner Senatsbaudirektor Hans-Christian Müller. Führende Architekten der IBA waren Josef Paul Kleihues für den Schwerpunkt Kritische Rekonstruktion, der sich mit dem Neubau in innerstädtischen Gebieten im Sinne einer Stadtreparatur beschäftigte, und später Hardt-Waltherr Hämer für den Schwerpunkt Behutsame Stadterneuerung, der auf die Sanierung von Altbaugebieten ausgerichtet war.
Im Rahmen des Schwerpunkts Behutsame Stadterneuerung entstanden die 12 Grundsätze der Stadterneuerung, die zur Grundlage des Berliner Stadterneuerungsprozesses wurden. Die Projekte entstanden in den damaligen Ortsteilen Tiergarten (südliches Tiergartenviertel), Kreuzberg (südliche Friedrichstadt – früher Luisenstadt – und SO 36) sowie vereinzelt in Tegel und Wilmersdorf (Prager Platz).

## Hintergrund und Ziel der IBA: Anerkennung des Bestandes
Der frühe Städtebau der Nachkriegszeit in Deutschland lehnte die historischen Baustrukturen (hoch verdichtete Blöcke mit Hinterhäusern, teilweise noch mittelalterliche Bebauung) ab. In den alten Innenstädten waren die hygienischen Verhältnisse und die Infrastruktur mangelhaft, zudem sprach die Erfahrung des Bombenkrieges gegen eine zu enge Bebauung. Gesundes und sicheres Leben wäre also nur in einer völlig neuen Stadt möglich. Dazu war tabula rasa nötig: Die alte Stadt sollte möglichst komplett weichen.
So wurden Stadtteile abgerissen und durch völlig neue Strukturen ersetzt (z. B. die Bebauung rund um das Kottbusser Tor in Berlin-Kreuzberg oder das Rollbergviertel in Berlin-Neukölln). Andere bestehende Gebäude – auch guter Qualität – wurden bewusst dem Verfall preisgegeben, um alsbald durch Büro-Hochhäuser ersetzt zu werden (in Westdeutschland z. B. Frankfurt-Westend). Die Stadtentwicklung der 1960er und 1970er Jahre war durch weitgehende Ignoranz gegenüber dem historischen Bestand geprägt. Das Konzept wurde „Flächensanierung“ genannt.
Gegen diese Praxis regte sich in den 1970er Jahren Widerstand bei betroffenen Bewohnern und auch unter Studenten und Universitätsdozenten, vor allem in den Bereichen Architektur und Stadtplanung. So sandte der Professor der Berliner Hochschule für bildende Künste, Hardt-Waltherr Hämer, seine Studenten in die gefährdeten Gebiete und machte den Entwurf von Alternativen zum Gegenstand gemeinsamer Arbeit.

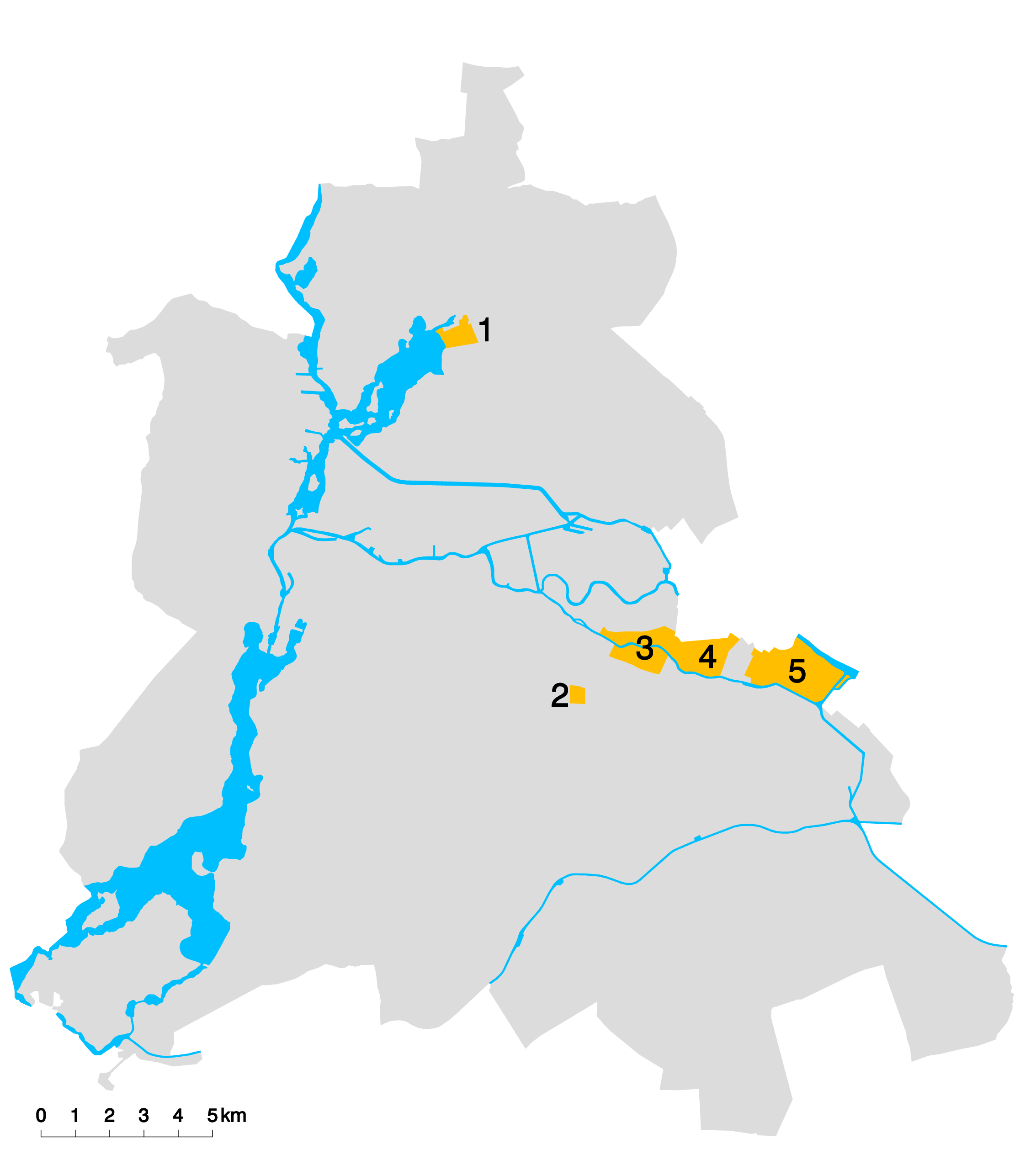
Lage der IBA-Demonstrationsgebiete in West-Berlin:
1. Tegeler Hafen,
2. Prager Platz,
3. Südliches Tiergartenviertel,
4. Südliche Friedrichstadt,
5. Luisenstadt und SO 36

Die „Sanierungskonzepte für das Sanierungsgebiet Kreuzberg Kottbusser Tor und für das Sanierungsgebiet Charlottenburg Klausenerplatz respektierten erstmals in einem größeren Gebiet den historischen Straßengrundriss. Sie verzichteten darauf, die historische Straßen- und Platzstruktur zu zerstören. Aber auch diese Konzepte waren mit einem nahezu kompletten Abriss der vorhandenen Bausubstanz verbunden. Es war vorgesehen, einige wenige Gebäude des Blockrandes zu modernisieren, die meisten sollten durch Neubauten ersetzt werden.“
Einen Kurswechsel signalisierte dann die Auseinandersetzung um den Block 118 am Klausenerplatz. Erstmals wurde „ein erheblicher Teil der Bebauung innerhalb eines Baublocks nicht abgerissen. Dieses von Hardt-Waltherr Hämer verantwortete Konzept ist im Rahmen erheblicher sozialer Konflikte gegen die offizielle Senatspolitik und gegen den Sanierungsträger, die gemeinnützige Wohnungsbaugesellschaft „Neue Heimat“, durchgesetzt worden. Der Block 118 wurde im Europäischen Denkmalschutzjahr 1975 vorgeführt, das auch für die Bundesrepublik Deutschland und West-Berlin einen Wendepunkt im Städtebau markierte.“

## Vorbereitung der Bauausstellung
Auch wenn mit dem Senatsbeschluss von 1978 die IBA formell begann, hatte es doch schon länger zuvor – parallel von mehreren Seiten – Bestrebungen gegeben, die Berliner Stadtplanung zu reformieren. 1978 war der Punkt, an dem eine bereits bestehende Bewegung zu einem offiziellen Vorhaben wurde. Eine Keimzelle der Gedanken, die dann zur IBA führten, war unter anderem eine Ausstellung im Jahr 1968, die im Architekturgebäude der Technischen Universität Berlin stattfand. Die Ausstellung Diagnose zum Bauen in West-Berlin der Aktion 507 benannte bereits viele der Aspekte, die später bei der IBA zum Tragen kommen sollten. Mehrere der an der Diagnose-Ausstellung und der Aktion 507 beteiligten Architekten wurden später zu wichtigen Planern der IBA.
Ein Beispiel für die Form von Protest, die Architekten gegen die Flächensanierungen und Autobahnplanungen hervorbrachten, ist eine Collage von Georg Kohlmaier von 1969. Kohlmaier legte eine Zeichnung des geplanten Autobahnknotenpunktes für den Oranienplatz maßstabsgerecht über ein Luftbild des bestehenden Kreuzberg Quartiers. Diese Collage markierte einen Wendepunkt. Planer wie Kohlmaier sahen die bestehende Verkehrs- und Stadtplanung Berlins als Problem und nicht als Lösung.
1973 wurden beim Ideenwettbewerb zur Modernisierung des Diplomatenviertels und des Stadtgebietes um den Landwehrkanal Ideen formuliert, die später einen wichtigen Einfluss auf die IBA haben würden. Die drei Teams, die die prämierten Entwürfe für den Wettbewerb abgegeben hatten, wurden damit beauftragt, weiter an Planungen für das Gebiet um den Landwehrkanal zu arbeiten. Ergebnisse dieser Planungen flossen in die IBA-Vorbereitungen mit ein. 1976 wurde die offizielle Autobahnplanung für Berlin aufgegeben. Die Änderung der Autobahnplanung eröffnete die Möglichkeit, auch Teile von Kreuzberg in den Planungsprozess miteinzubeziehen. Einer der an diesem Verfahren beteiligten Architekten, Bernd Jansen, formulierte 1977 gemeinsam mit Dietmar Grötzebach ein Konzeptpapier, das als Senatsvorlage für den Beschluss zur IBA diente. Grötzebach hatte seit Beginn der 1970er Jahre im Sanierungsgebiet Kreuzberg-Nord (auch Bethanien-Viertel oder Bethanienviertel) gearbeitet. Nach seinem Entwurf wurden in der Naunynstraße, Waldemarstraße und Manteuffelstraße Neubauten als Blockrandbebauung geplant. Grötzebach setzte dabei nicht auf komplette Abrisse, sondern auf Schließung der Baulücken. Die Altbausubstanz der Blockränder wurde mit einbezogen, allerdings wurden die Hinterhäuser in den Blockinneren abgerissen und durch Neubauten mit geringerer Bebauungsdichte ersetzt. Grötzebach erstellte seine Planung für das Bethanienviertel bereits vor dem Beschluss zur IBA. Dennoch waren hier bereits Elemente der späteren IBA-Planungen enthalten. Grötzebach selbst war einer der maßgeblichen Planer mehrerer IBA-Projekte.
Weitere Aktivitäten anderer Planer und Institutionen, die im Vorfeld der IBA stattfanden, waren folgende:
- Josef Paul Kleihues veröffentlichte im Auftrag des Berliner Senats 1973 den sogenannten Berlin-Atlas. Die darin enthaltenen Gedanken zum Stadtbild machte Kleihues in den folgenden Jahren zum Thema seiner Lehre an der Universität Dortmund und baute weiter darauf auf.
- Im Rahmen von Lehrveranstaltungen an der Universität Stuttgart beschäftigte sich Rob Krier ab 1973 mit Entwürfen für eine Neubebauung der Südlichen Friedrichstadt, die er 1975 und 1977 veröffentlichte.
- An der Akademie der Künste wurde 1976 die Kommission Bauausstellung gegründet, der Werner Düttmann, Hans Christian Müller, Rudolf Hillebrecht, Walter Rossow und auch H. W. Hämer angehörten.
- Oswald Mathias Ungers veranstaltete 1977 und 1978 sogenannte Sommerakademien im Internationalen Design Zentrum Berlin (IDZ), bei denen er mit Rem Koolhaas, Peter Riemann, Hans Kollhoff und Arthur Ovaska konkrete Entwürfe für die zukünftigen IBA-Demonstrationsgebiete erarbeitete.

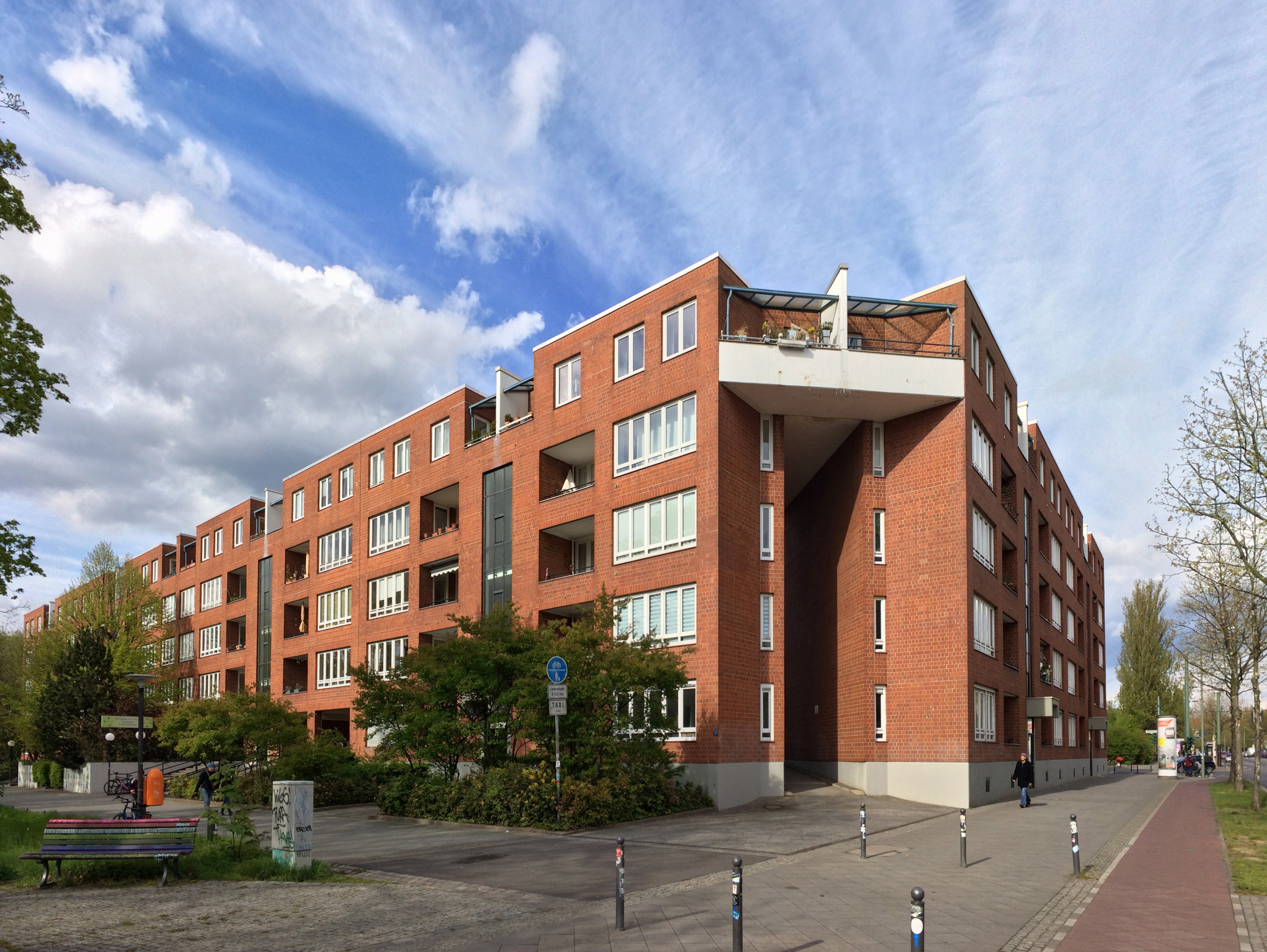
Wohnbebauung Vinetaplatz, Bernauer Straße, 1971–1978, Josef Paul Kleihues, Manfred Schonlau, Berlin-Wedding – Wiederherstellung der Figur eines früheren Baublocks in Blockrandbebauung als Prototyp der Kritischen Rekonstruktion der Stadt

Parallel zu diesen Planungen fand ein anderer Prozess statt, in dessen Zentrum die Arbeit von H. W. Hämer stand – die Behutsame Stadterneuerung. In Kreuzberg organisierte der Pfarrer Klaus Duntze ab 1977 Wettbewerbe zur behutsamen Stadterneuerung in Kreuzberg. Die Initiative von Duntze wurde schrittweise in offizielle Planungsverfahren des Berliner Senats integriert. Dem Beispiel vom Klausenerplatz-Kiez folgend, wurde 1978 der Mieterladen Dresdener Straße am Kottbusser Tor gegründet. 1979 stieg die Zahl der Hausbesetzungen in Kreuzberg stark an. Diese Aktionen hatten zur Folge, dass mit der Gründung der IBA-GmbH 1979 auch die Behutsame Stadterneuerung in Kreuzberg in die Bauausstellung einbezogen wurde.
Ein unmittelbarer Vorläufer der IBA war die Wohnanlage Ritterstraße-Süd, genannt Konzepta, in Berlin-Kreuzberg. Dieses Projekt entstand zu einem Zeitpunkt, als die IBA bereits beschlossen war, jedoch gehörte es nicht zum eigentlichen Programm der IBA. Allerdings stellt das Konzepta-Projekt das Bindeglied zwischen der Planung der 1970er Jahre und IBA-Neu dar, sowohl in Bezug auf den eigentlichen Entwurf als auch in Bezug auf das Planungsverfahren und die beteiligten Personen. Der städtebauliche Entwurf von Rob Krier für die Konzepta-Wohnanlage korrespondiert genau mit der Wohnanlage Ritterstraße-Nord, die kurze Zeit später als IBA-Projekt direkt gegenüber entstand.

## Beginn der IBA
Zwar war mit J. P. Kleihues noch ein „kritischer“ Neubau-Architekt zum Leiter der für 1984 vorgesehenen Bauausstellung ernannt, doch wurde schon bald H. W. Hämer als zweiter Direktor an seine Seite gerückt. Damit stellte die neue IBA einen Kontrast zur Interbau von 1957 (Berlin-Hansaviertel) dar. Erstmals in der Geschichte der Bauausstellung war das zentrale Anliegen die Erneuerung der Altbaubestände und allenfalls das Einfügen von Neubauten in den Bestand. Die Bauausstellung Berlin GmbH wurde 1979 vom Senat von Berlin gegründet. Kern der IBA Berlin 1978–1987 waren somit zwei Ansätze zur Stadtentwicklung:
- die IBA-Neubau (IBA-Neu), Kleihues, und
- die IBA-Altbau (IBA-Alt), Hämer

Als Beginn der IBA kann entweder der Senatsbeschluss von 1978 oder Gründung der IBA-GmbH betrachtet werden. Die GmbH wurde gegründet, damit die IBA-Planungen außerhalb der üblichen Verwaltungsstrukturen vorangehen konnten. Geschäftsführer der IBA-GmbH waren J.P. Kleihues und H.W. Hämer. Die einzelnen Planungsbereiche waren zu Beginn noch nicht klar voneinander getrennt. Hämer war außer für die Luisenstadt auch für ein geplantes Gebiet in Spandau verantwortlich. Neben Kleihues war auch O.M. Ungers ein Planungsdirektor. Während Kleihues für das Tiergartenviertel verantwortlich war, war Ungers verantwortlich für die Friedrichstadt. Weitere der ursprünglichen Planungsdirektoren waren Ulrich Pfeiffer und Thomas Sieverts.
Aufgrund innerer Konflikte traten bereits noch im Herbst 1979 Ungers, Pfeifer und Sieverts von ihren Posten zurück. Weitere Rücktritte, politische Differenzen auf Landes- und Bundesebene sowie die Garski-Affäre führten dazu, dass es in den Jahren 1980 und 1981 langsamer als erwartet mit den IBA-Planungen voranging. 1981 wurden dann Kleihues und Hämer als Geschäftsführer abgesetzt und zu reinen Planern zurückgestuft. Die Struktur der Teilung in IBA-Alt und IBA-Neu wurde fest etabliert. Kleihues war Planungsdirektor für alle Bereiche von IBA-Neu, Hämer für alle Bereiche von IBA-Alt. Im Zuge dieser Entwicklungen wurde das Datum der IBA offiziell von 1984 auf 1987 geändert.

## Kritische Rekonstruktion (IBA-Neubau)
Der Begriff Kritische Rekonstruktion wurde durch J. P. Kleihues popularisiert. Ihm ging es um „die Rekonstruktion der Stadt unter Berücksichtigung moderner Ansprüche:
1. um die Erhaltung, Erneuerung und Verbesserung des Stadtgrundrisses. Denn die Nutzungsverteilung, der Flächenzuschnitt und die Erschließung bilden die konstituierende Basis für den Aufbau der Stadt.
2. um die Geometrie des Aufbaus der Stadt, welche den öffentlichen, den halböffentlichen und den privaten Raum der Stadt definiert.
3. um die Stadt im Kontext zur Landschaft, welche die Grundlage und natürliche Voraussetzung des Lebens in der Stadt garantiert und sich in den grünen Flächen der Parks und Gärten sowie den grünen Adern der Allee- und Straßenbäume sinn- und bildhaft manifestiert.
4. um das Bild der Stadt, denn in der Physiognomie ihrer Häuser bringt die Stadt in besonderer Weise die geistigen und kulturellen Bestandteile ihrer Geschichte zum Ausdruck.“

Kritische Rekonstruktion der Stadt bedeutet Priorität des Städtebaus vor der Architektur und deren Unterordnung unter einen städtebaulichen Rahmen, der „die Geschichte des Ortes respektiert und neu interpretiert“. Verstanden wird sie nicht als ein starres Dogma, sondern als flexibler Arbeitsrahmen. Im Neubaublock am Vinetaplatz wurde dieses Konzept erstmals im Rahmen des Ersten West-Berliner Stadterneuerungsprogramms umgesetzt, geplant ab 1971, realisiert 1975 bis 1977. Im Rahmen von Wettbewerben mit internationalen Architekten wurden zwischen 1979 und 1987 eine Vielzahl an Neubauprojekten umgesetzt, hauptsächlich in der südlichen Friedrichstadt, dem südlichen Tiergartenviertel und dem Tegeler Hafen. 1979–1987 war der Berliner Architekt Josef Paul Kleihues Planungsdirektor für die Neubaugebiete der Internationalen Bauausstellung (IBA) Berlin. Der Neubau-Ansatz von Kleihues war keine Rechtfertigung von Flächensanierung, deren Programm „das Ziel hatte, das System von Plätzen, Straßen und Baublöcken zu überwinden, das die Stadt des späten neunzehnten Jahrhundert hervorgebracht hatte.“ Im Gegensatz dazu hatte Kleihues in zwei Studien zu seinem Berlin-Atlas markiert, „‚an welchen Stellen die vorhandene städtebauliche Struktur unterbrochen oder gestört ist.‘ […] Als ‚Störung‘ galt die neue Stadt der 1950er und 1960er Jahre, und gestört wurde die ‚historische Stadt‘, die Stadt des späten 19. Jahrhunderts. Das war damals eine radikal neue Sichtweise, aber auch eine scharfe Kritik an der bisherigen Sanierungspolitik.“ Kleihues wollte die städtebauliche Struktur, „das System von Plätzen, Straßen und Baublöcken“, als Grundmuster erhalten und mittels einer Neubebauung gleichsam rekonstruieren, was in der Berliner Ruinenlandschaft auch eine „Wiederherstellung der Randbebauung“ bedeutete. Das Konzept zielte „auf das Prinzip der ‚kritischen Rekonstruktion der Stadt‘, der Wiederherstellung, der Orientierung an den historischen Fragmenten, die noch vorhanden waren.“
IBA-Neu beinhaltet die Demonstrationsgebiete Tegeler Hafen, Prager Platz, Südliches Tiergartenviertel und Südliche Friedrichstadt. Die Bereiche waren bereits 1979 festgelegt worden. Erste projekte entstanden bereits in der Zeit von 1979 bis 1984, so zum Beispiel die Wohnbebauung an der Westseite des Lützowplatzes von O. M. Ungers oder das Stadtvillenquarter Rauchstraße. 1984 veröffentlichte J. P. Kleihues einen vollständigen städtebaulichen Rahmenplan für die Demonstrationsgebiete von IBA-Neu.

### Demonstrationsgebiet Tegeler Hafen
Die Projekte im Gebiet Tegeler Hafen beinhalten die Phosphat-Eliminierungsanlage, die Humboldt-Bibliothek sowie zahlreiche Wohnbauten. Den städtebaulichen Wettbewerb zur Bebauung am Tegeler Hafen gewann 1980 das Architekturbüro Moore-Ruble-Yudell aus den USA. Das Büro baute in Tegel eine Wohnanlage, eine Stadtvilla und die Bibliothek. Entlang der Straße Am Tegeler Hafen entstanden weitere Stadtvillen (Antoine Grumbach, Paolo Portoghesi, Stanley Tigerman, Robert A. M. Stern, John Hejduk, Regina Poly) sowie Reihenhäuser (BJSS, Poly-Steinebach-Weber). Gustav Peichl plante die Phosphat-Eliminierungsanlage sowie Wohnbauten in der Schloßstraße. Bis 1990 wurden ca. 400 Wohnungen im Bereich Tegeler Hafen fertiggestellt.

Phosphat-Eliminierungsanlage, Gustav Peichl
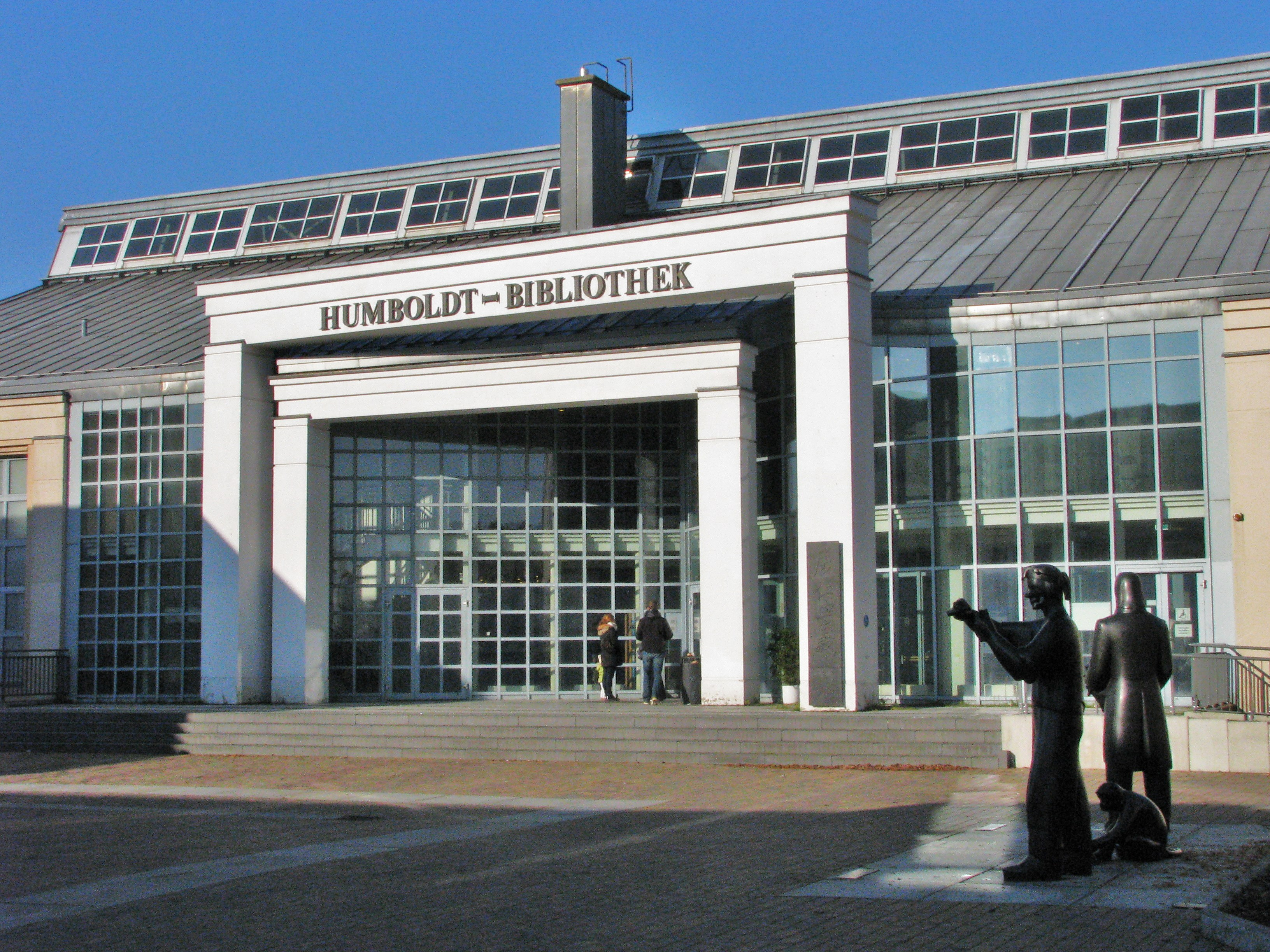
Humboldt-Bibliothek, Moore-Ruble-Yudell
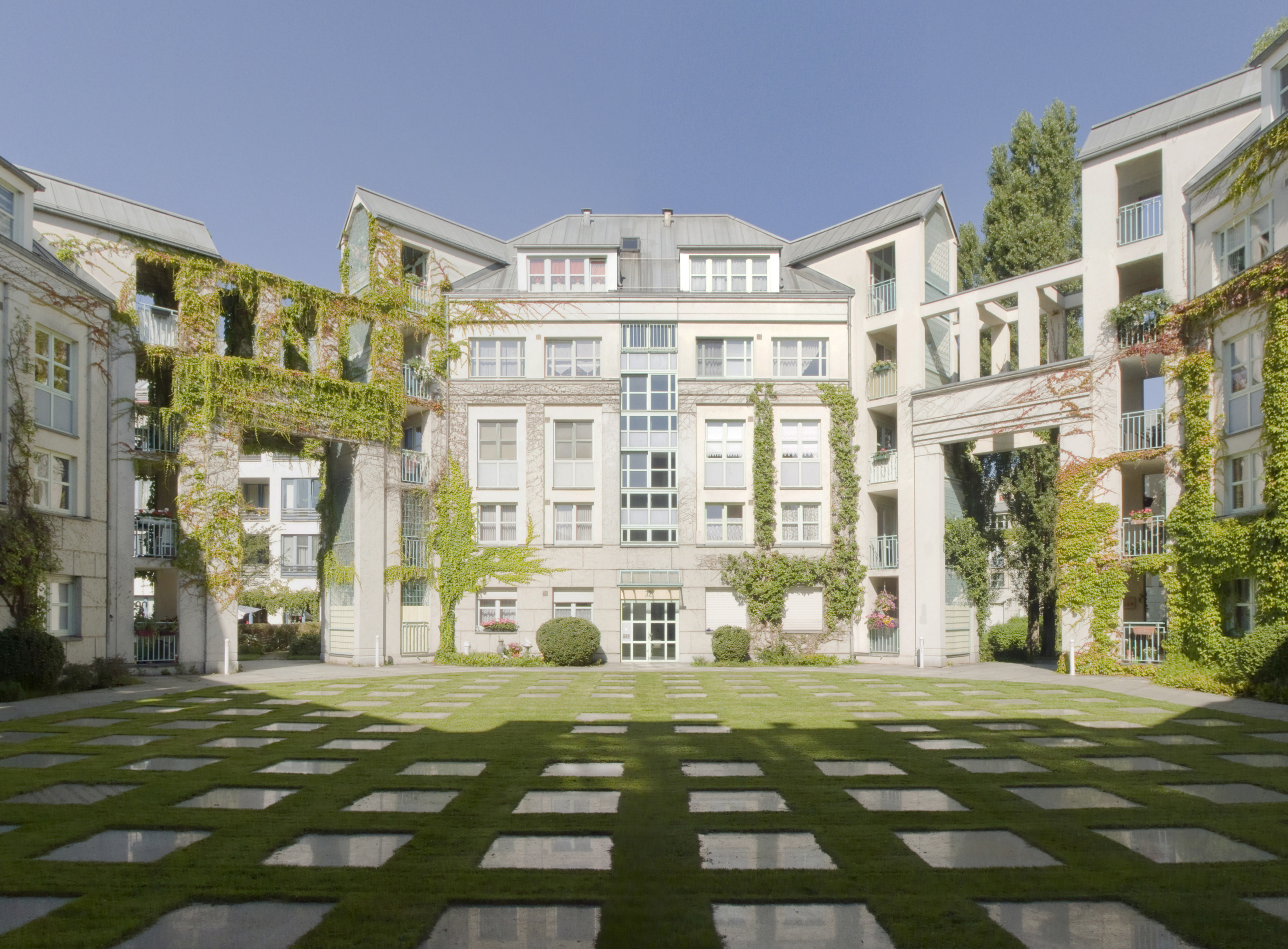
Wohnanlage, Moore-Ruble-Yudell
Wohnschlange, BJSS
Stadtvilla, Stanley Tigerman
Stadtvilla, Moore-Ruble-Yudell
Stadtvilla, John Hejduk

### Demonstrationsgebiet Prager Platz
Bereits 1977 fand ein Planungsseminar statt, dessen Ergebnisse die Grundlage zur Bebauung des Prager Platz bildeten. Beteiligt an dem Seminar waren Gottfried Böhm und Rob Krier. Carlo Aymonino hatte bereits 1976 einen Entwurf eingereicht. Gottfried Böhms städtebauliches Gutachten wurde nach dem Seminar zur weiteren Bearbeitung ausgewählt. Die Platzgestaltung selbst stammt von 1986. Böhm selbst entwarf die südwestliche Randbebauung, sie wurde 1989 fertiggestellt. Die Bauten von Krier und Aymonino entstanden ebenfalls im Laufe der 1980er Jahre. Insgesamt umfasst das Demonstrationsgebiet rund 130 Wohnungen, 46 davon waren 1990 fertiggestellt. Die nordwestliche Platzbebauung entstand ab 2000. Die Planer hierfür waren die Architekten Pächter & Partner sowie Bassenge, Puhan-Schulz, Heinrich und Schreiber.

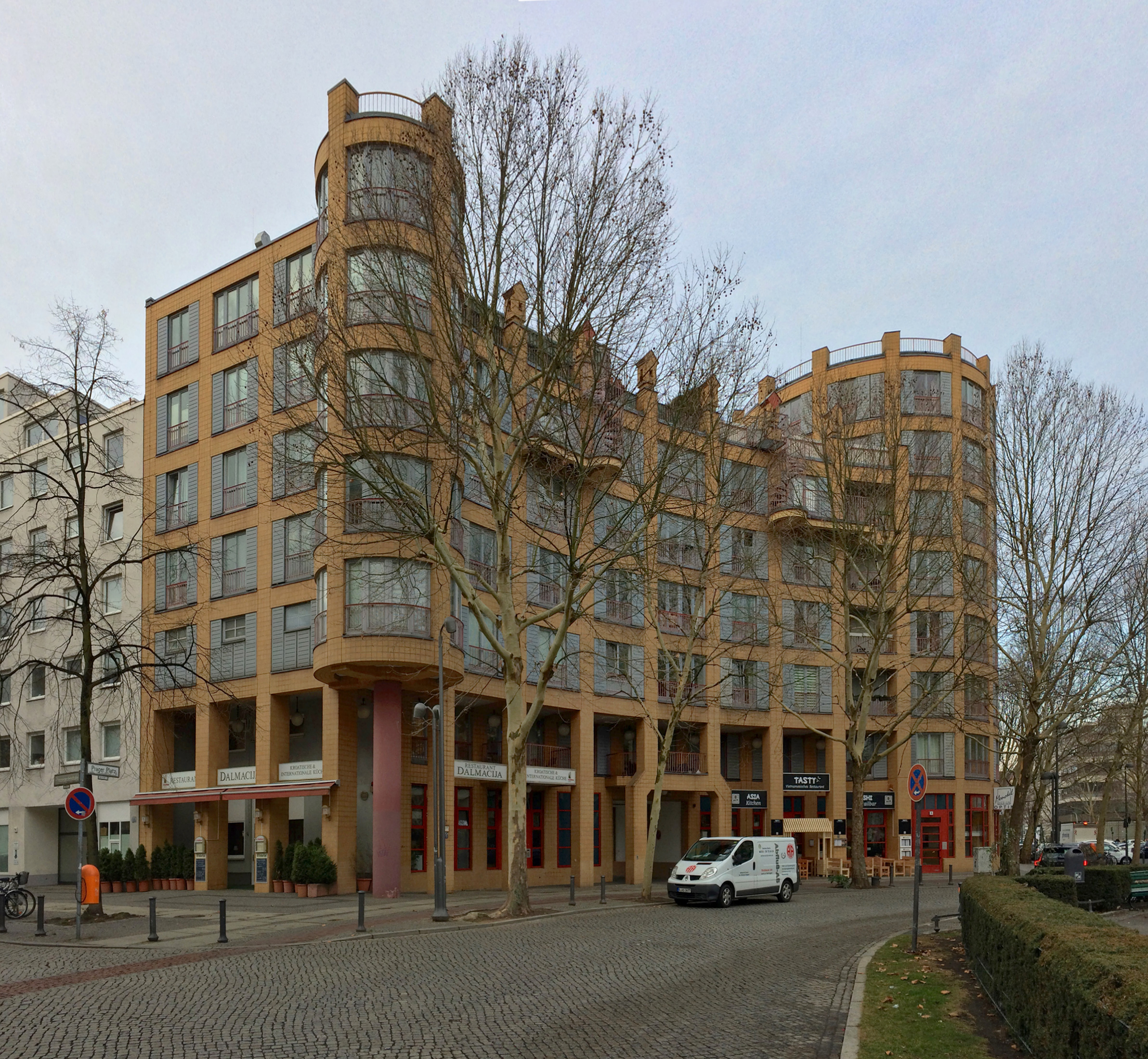
Wohn- und Geschäftshaus, Gottfried Böhm
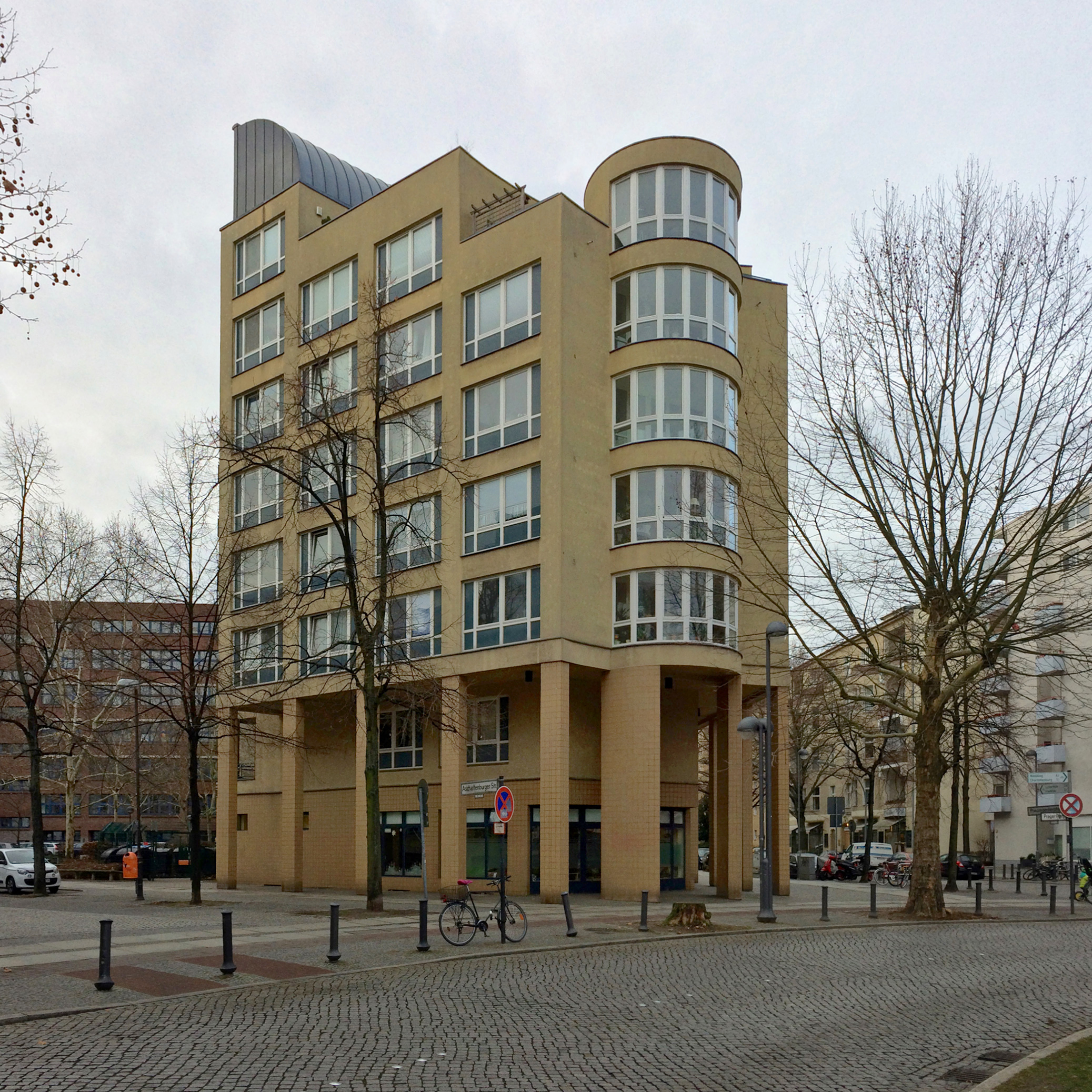
Wohnhaus, Carlo Aymonino
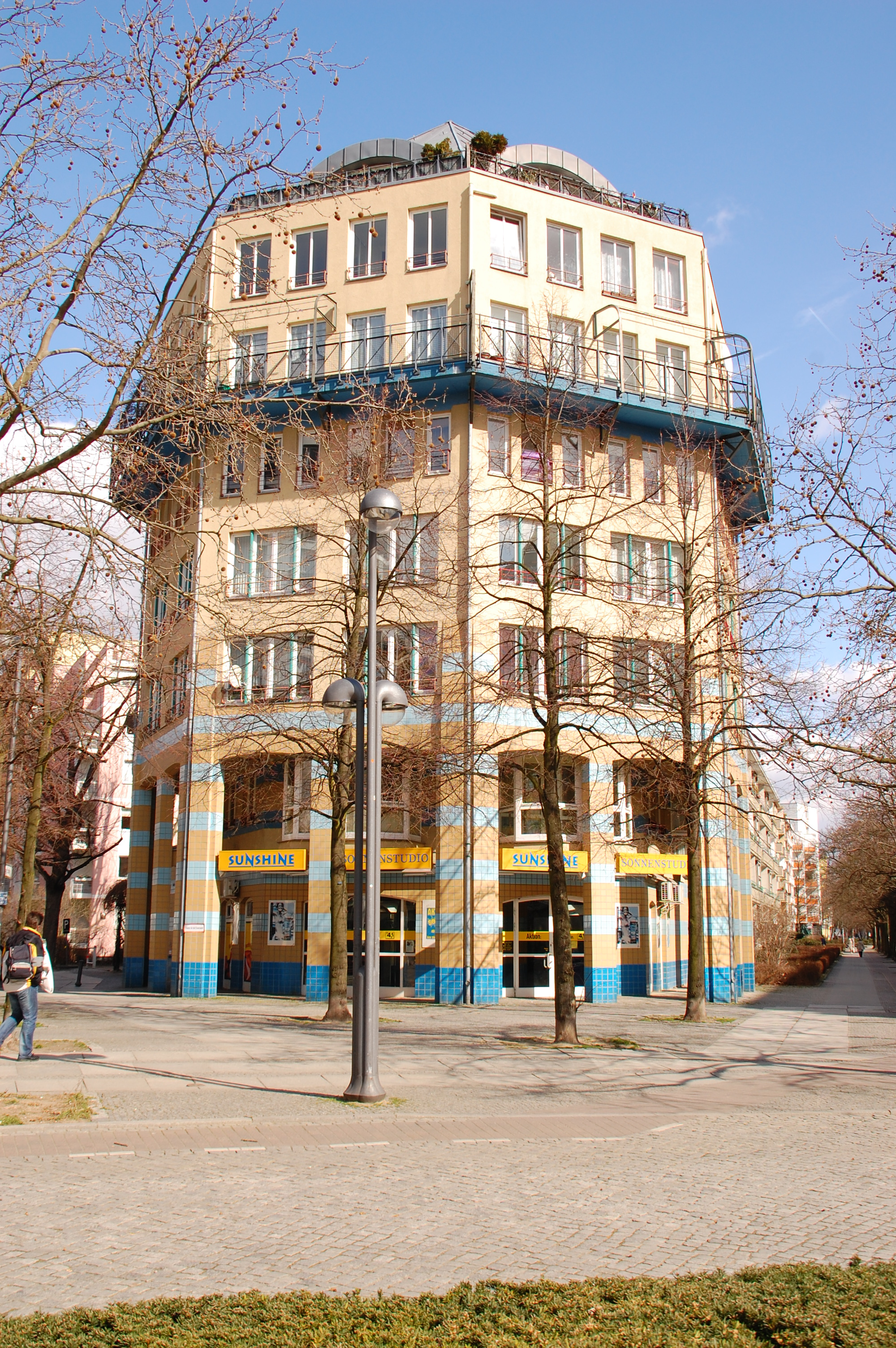
Wohn- und Geschäftshaus, Rob Krier
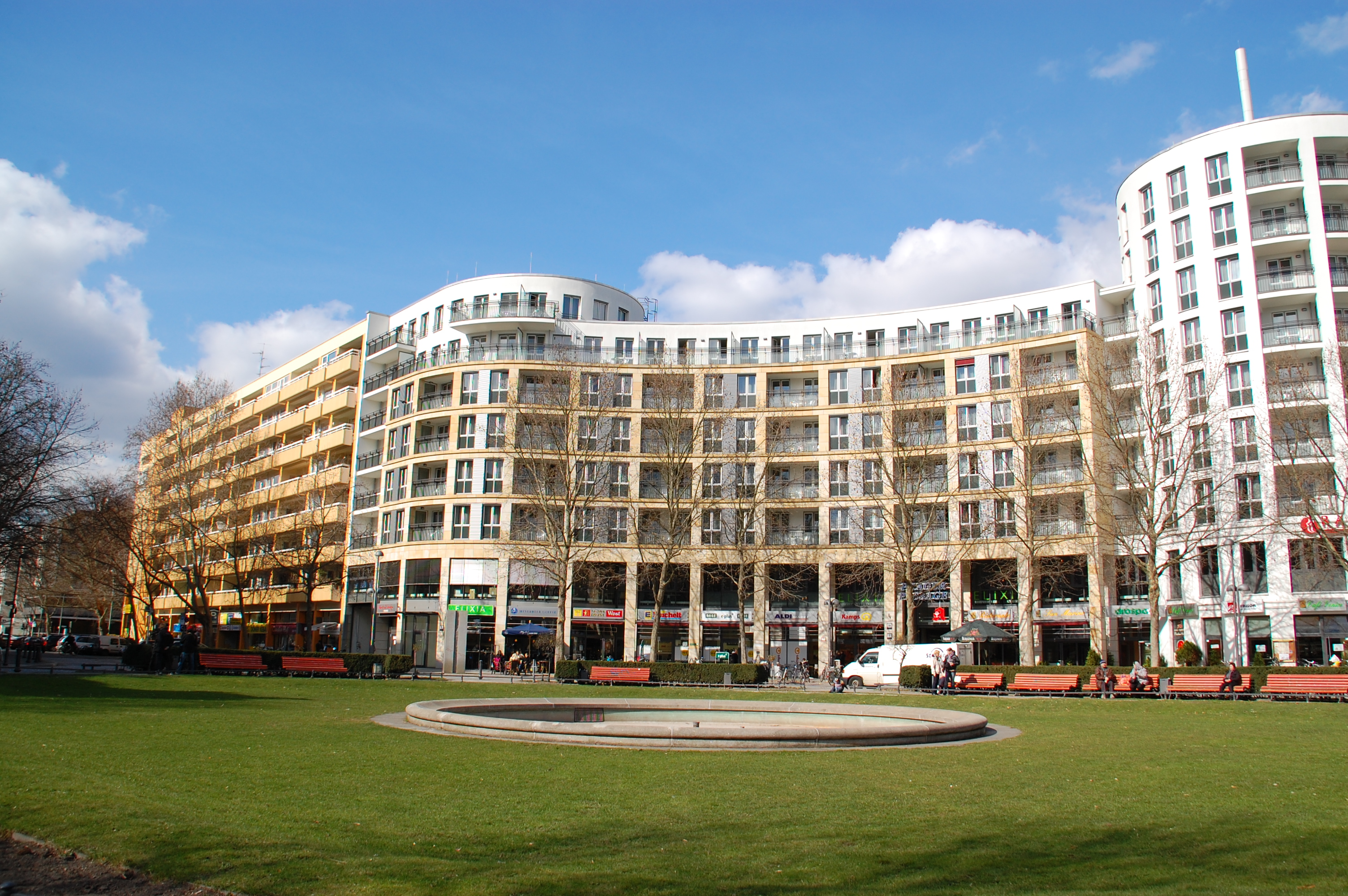
Prager Passage, Pächter & Partner mit Bassenge, Puhan-Schulz, Heinrich und Schreiber

### Demonstrationsgebiet Südliches Tiergartenviertel
Zum IBA-Bereich im Tiergartenviertel gehört das Stadtvillenquartier Rauchstraße. Der städtebauliche Entwurf stammt von Rob Krier. Ausgeführt wurden das Stadtvillenquertier bis 1984. Weitere Bauten des Demonstrationsgebiets sind der Wohnpark am Lützowplatz, die Lützowplatz-Randbebauung von O. M. Ungers, das Hotel Berlin, Berlin, die Energiesparhäuser am Landwehrkanal, das Wissenschaftszentrum Berlin für Sozialforschung, das Stadthausquartier Lützowstraße, der Magdeburger Platz, mehrere Bauten in der Pohlstraße, Wohnbebauungen Am Karlsbad, die Kita Lützowstraße sowie die Großwärmepumpe in der Flottwellstraße. Insgesamt entstanden in diesem Gebiet rund 1800 Wohnungen, wovon 1990 rund 1300 fertiggestellt waren.

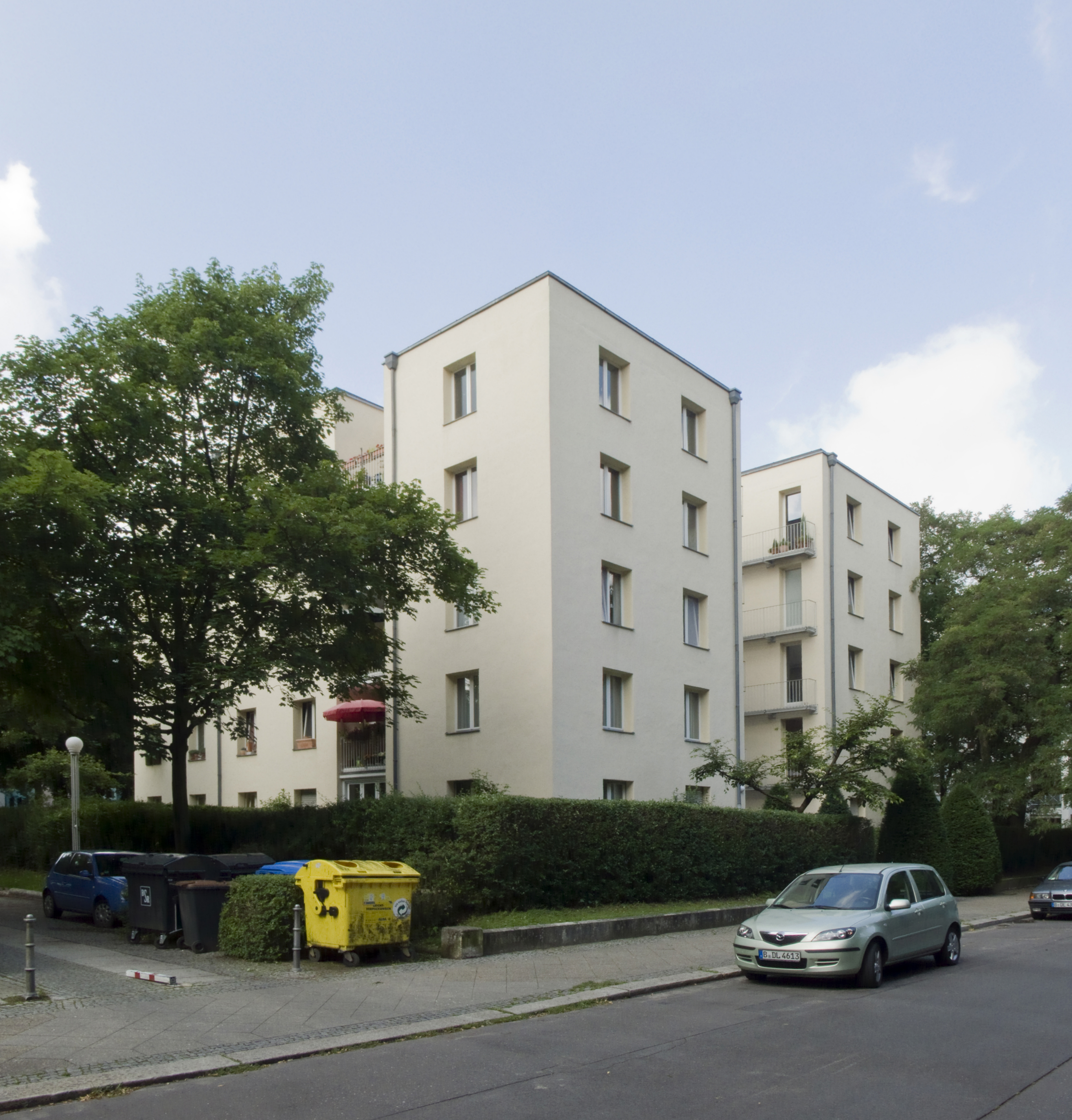
Stadtvillenquartier Rauchstraße, Haus Giorgio Grassi
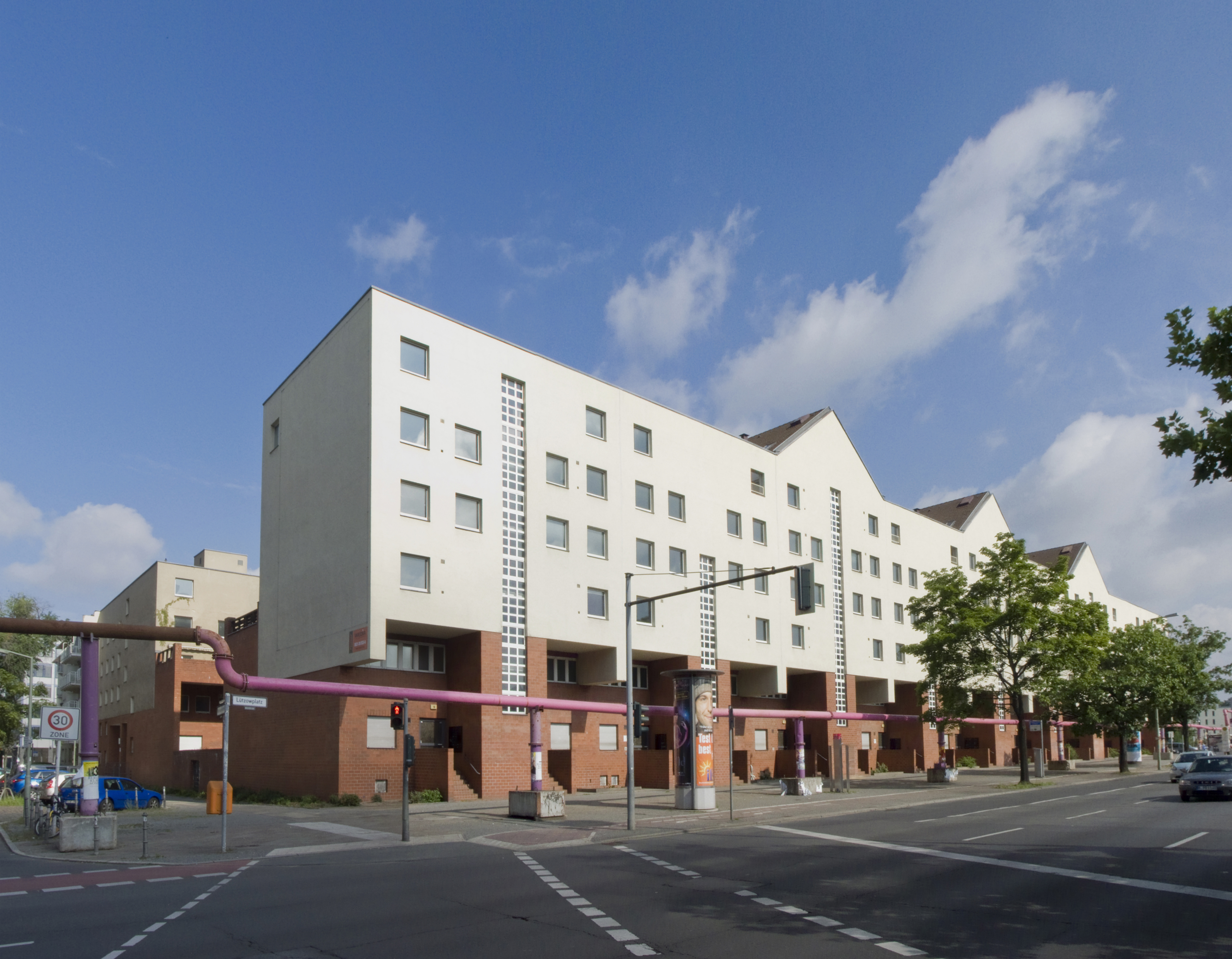
Wohnanlage Platzrandbebauung Lützowplatz Oswald Mathias Ungers (Abriss 2013)
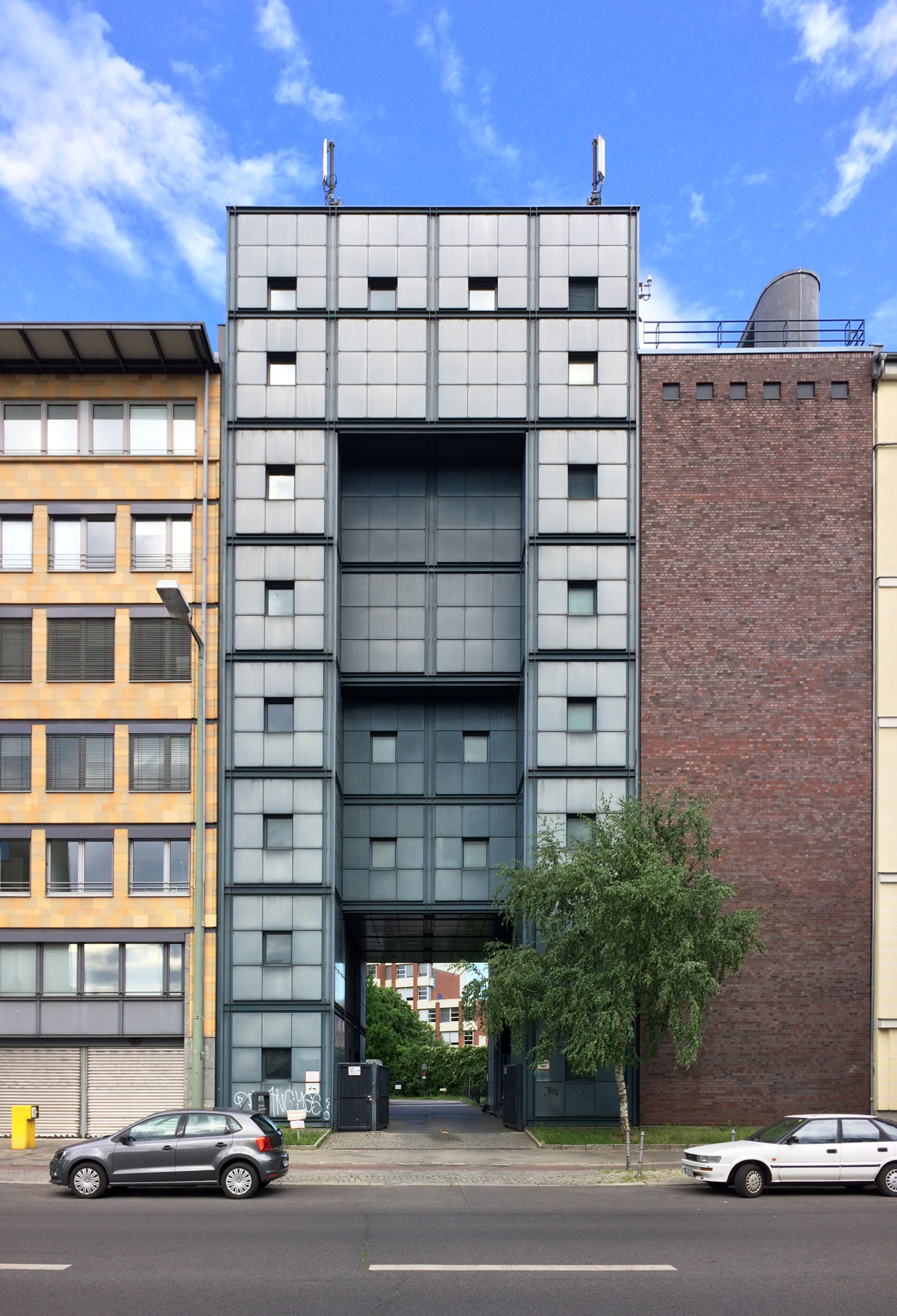
Wohnpark am Lützowplatz, Umspannwerk, Karl und Max Dudler
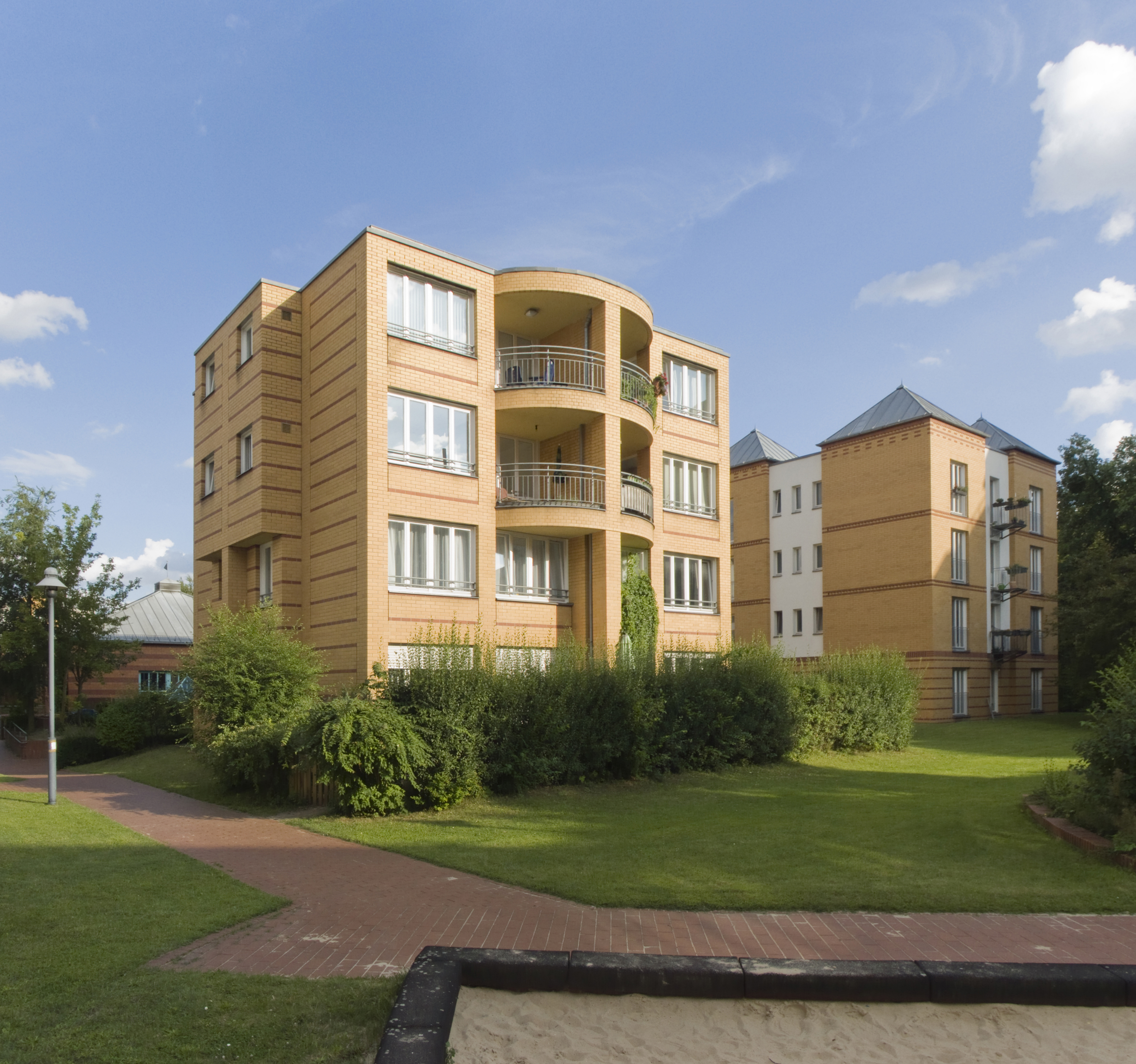
Wohnpark am Lützowplatz, Stadtvilla
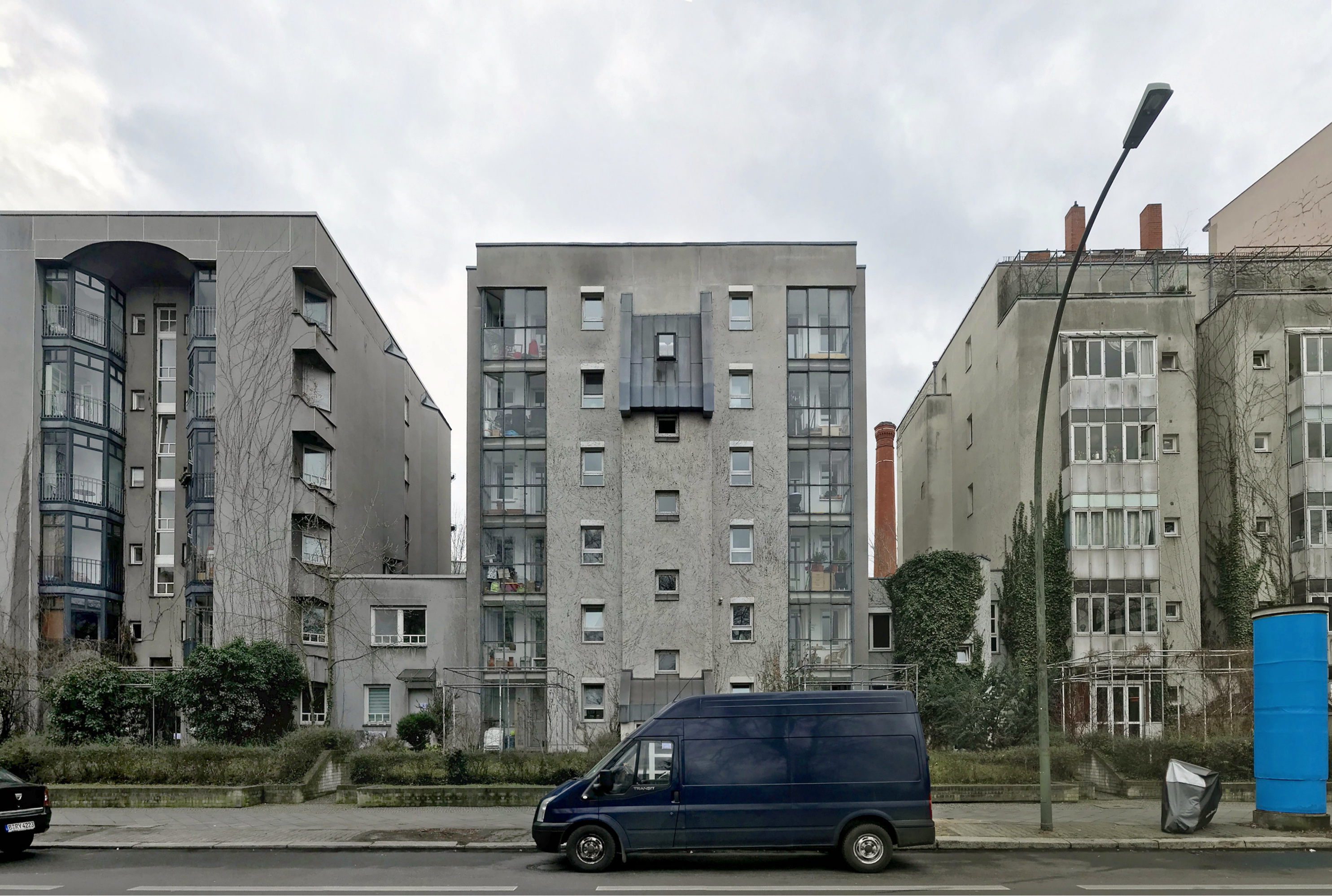
Energiesparhäuser am Landwehrkanal
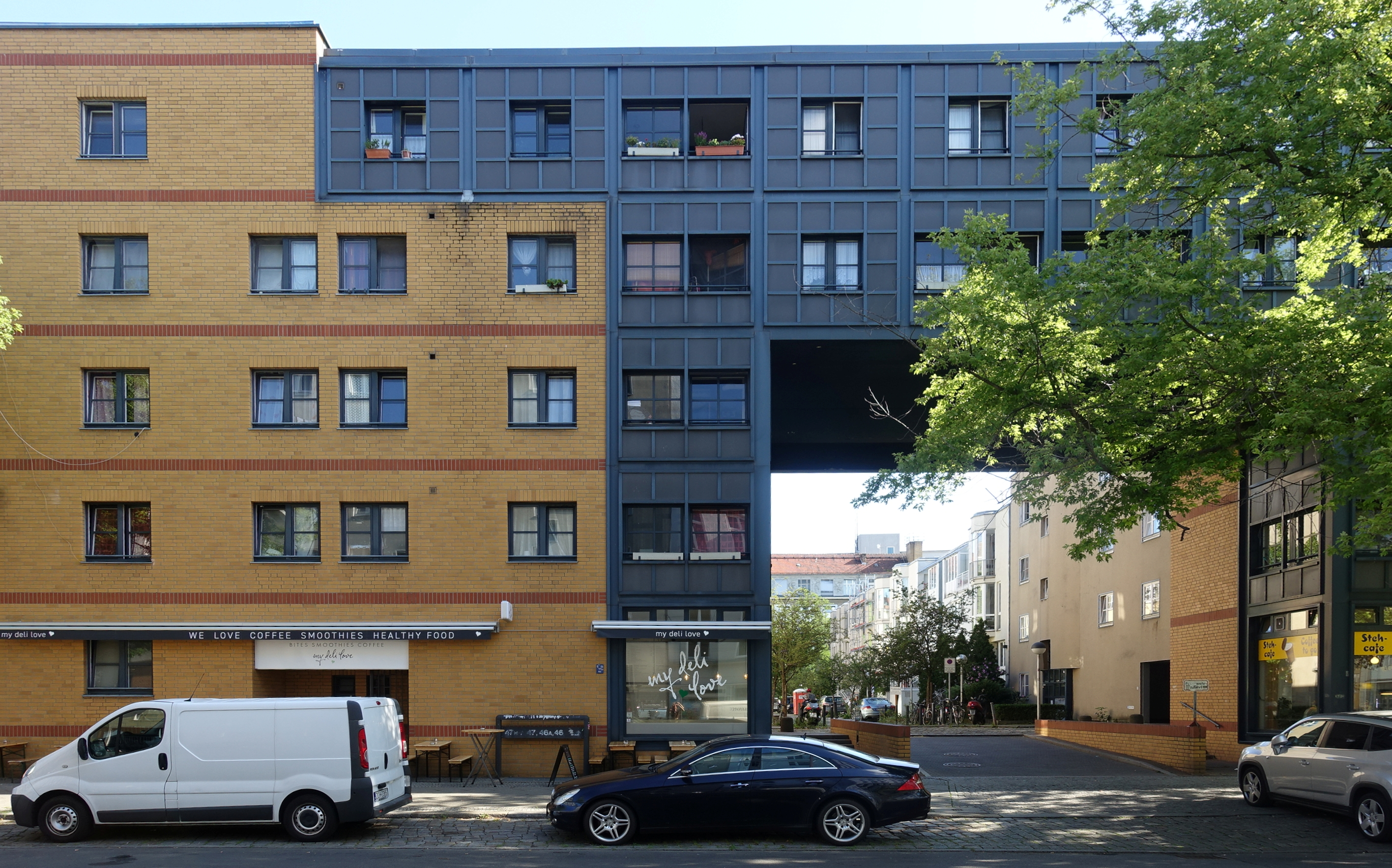
Stadthausquartier Lützowstraße, Bauteil Vittorio Gregotti
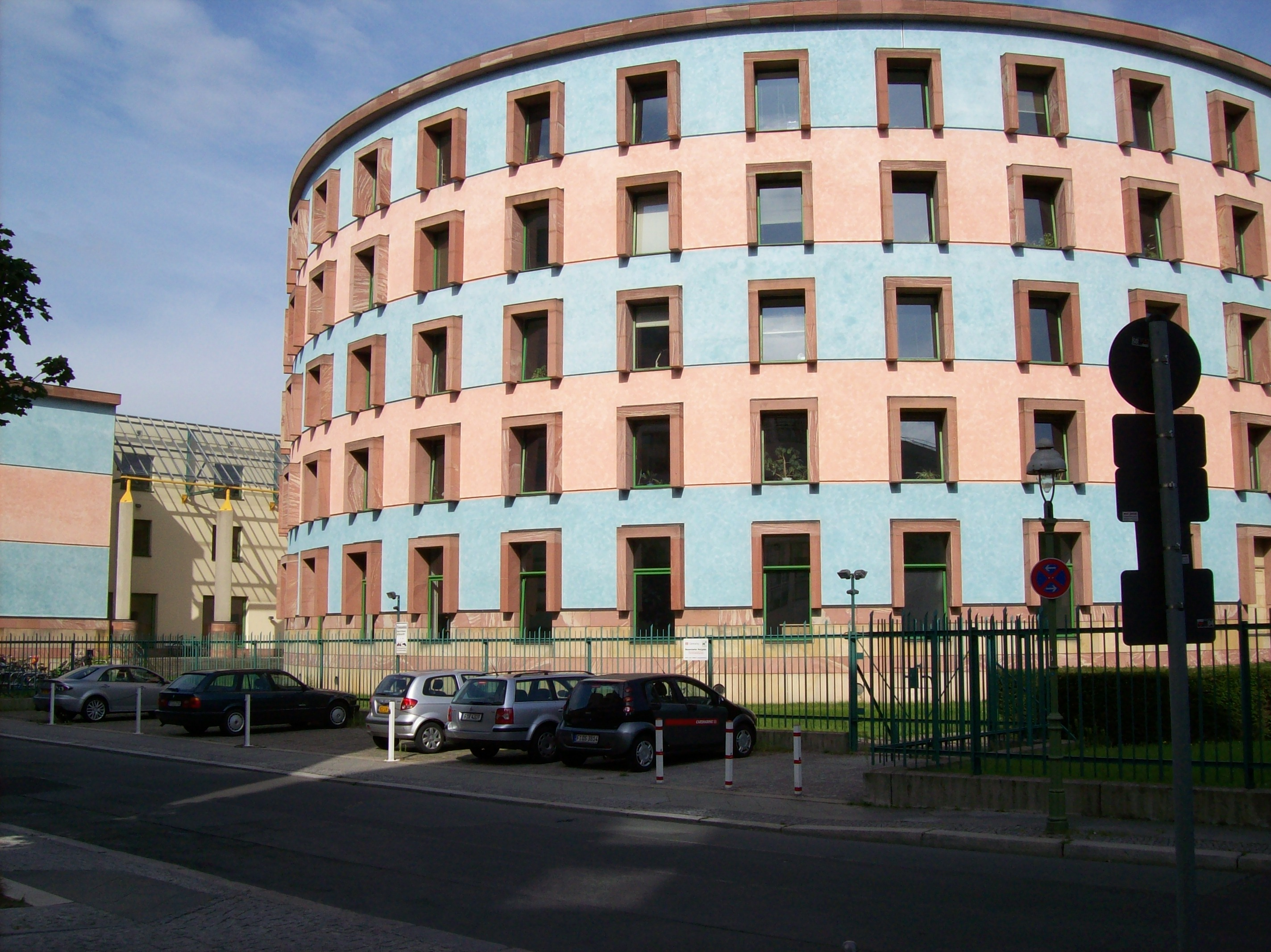
Wissenschaftszentrum Berlin für Sozialforschung, James Stirling

### Demonstrationsgebiet Südliche Friedrichstadt
Dieses Demonstrationsgebiet stellt gewissermaßen das Herzstück der IBA-Neu dar. Hier wurden ganze Stadtquartiere neu gebaut. O. M. Ungers und Bernd Faskel erstellten 1981 detaillierte städtebauliche Entwürfe für den Bereich zwischen Landwehrkanal, Stresemannstraße und Friedrichstraße. Im Dreieck zwischen Potsdamer Platz, Askanischer Platz und Hafenplatz wurden die Blöcke 1, 2, 6 und 7 quasi komplett neu bebaut. Block 2 wurde größtenteils von Architektinnen geplant (Myra Warhaftig, Christine Jachmann, Zaha Hadid). Im Bereich Kochstraße, Zimmerstraße, Wilhelmstraße, Friedrichstraße befindet sich die konzentrierteste Ansammlung von IBA-Neubauten. Hier planten u. a. Aldo Rossi, Peter Eisenman, Raimund Abraham, John Hejduk, Rave Architekten, Rem Koolhaas, Klaus Zillich und Helge Bofinger. Der östlichste Bereich des Demonstrationsgebietes befindet sich zwischen Lindenstraße, Alter Jakobstraße und Oranienstraße. Hier befinden sich zwei große Wohnanlagen: der Wohnpark am Berlin-Museum sowie die Wohnanlage Ritterstraße Nord. Insgesamt beinhaltet dieses Demonstrationsgebiet rund 2500 Wohnungen, wovon bis 1989 rund 1650 fertiggestellt waren.

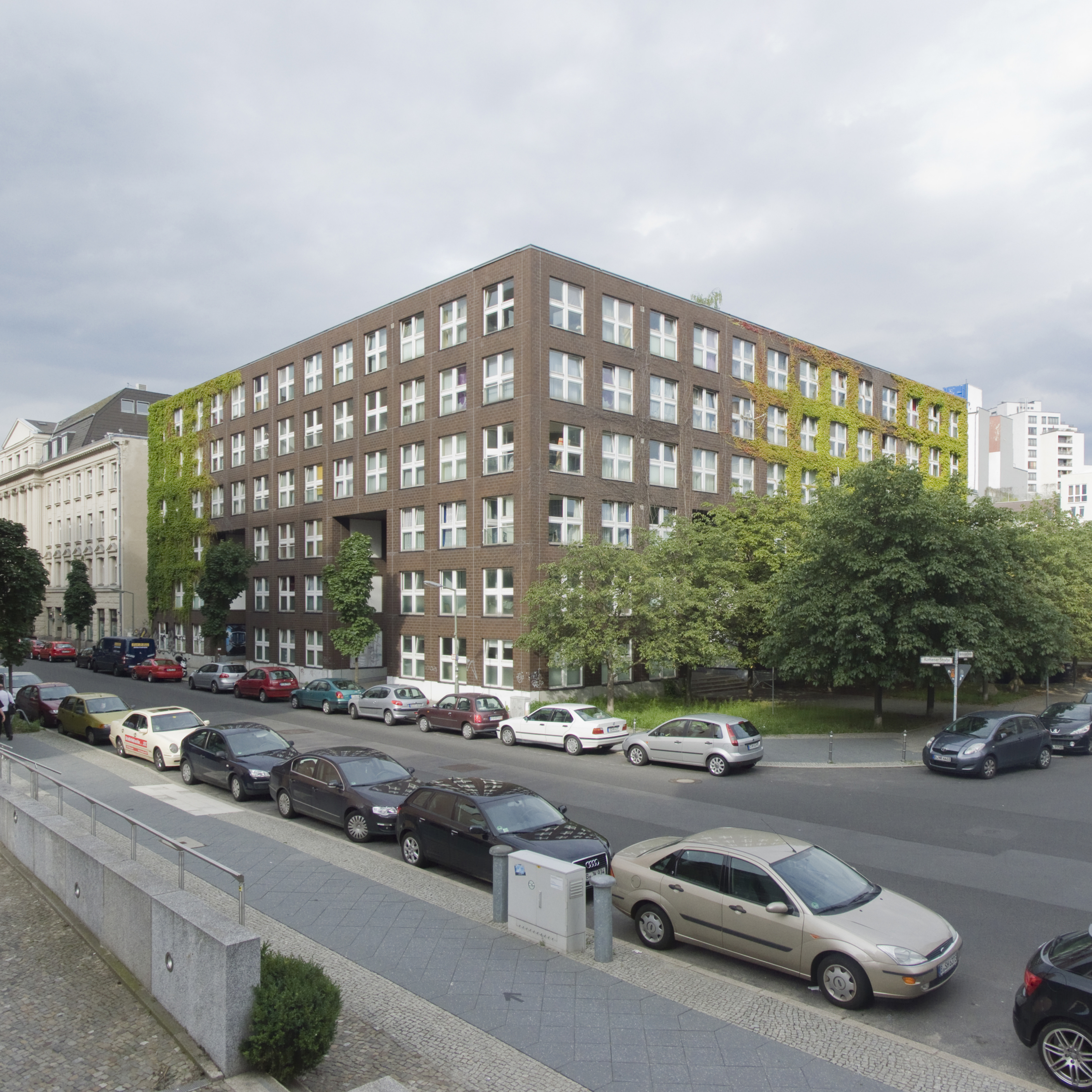
Block 1, Wohnhaus O. M. Ungers
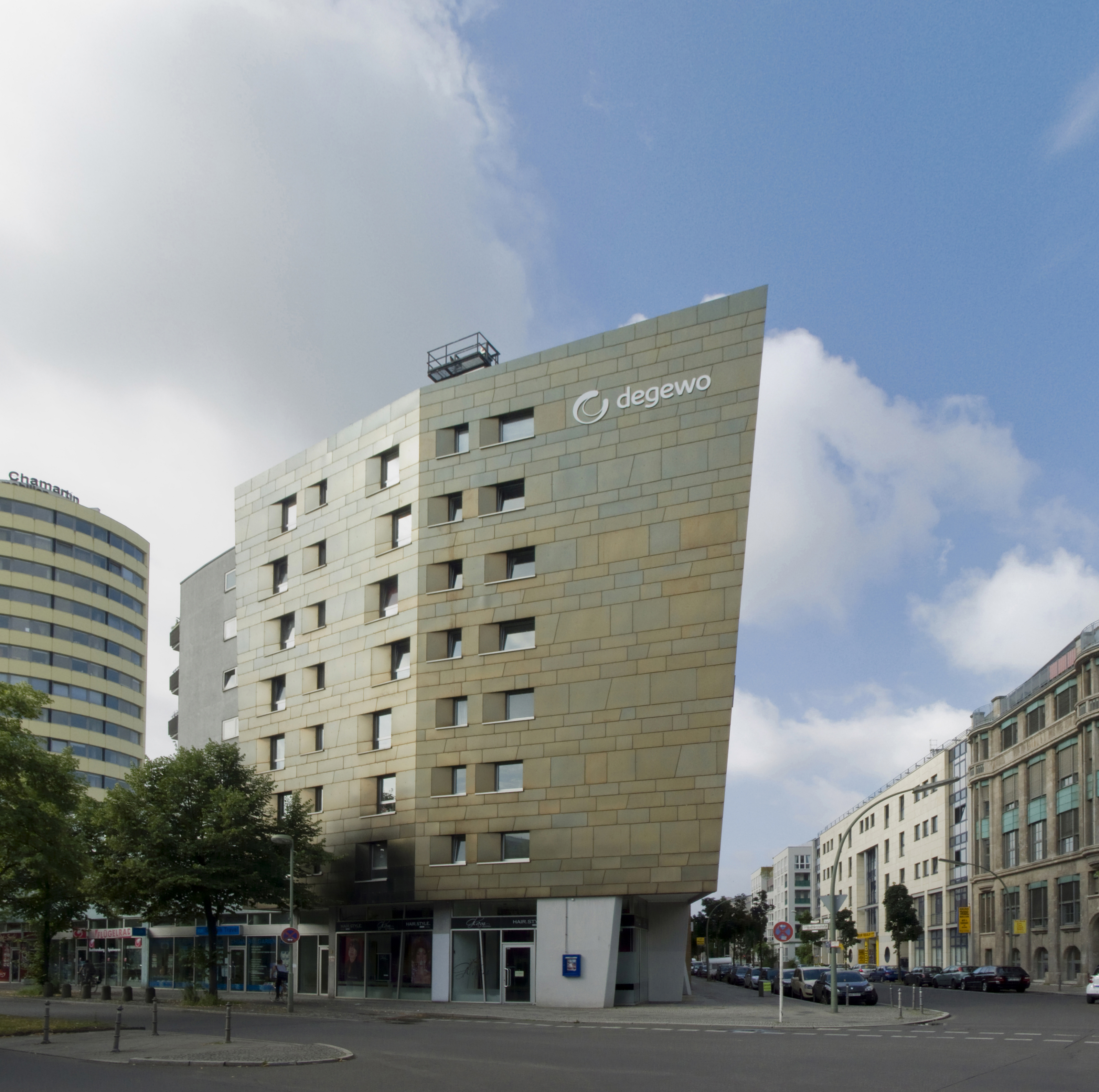
Block 2: Wohn- und Geschäftshaus, Zaha Hadid
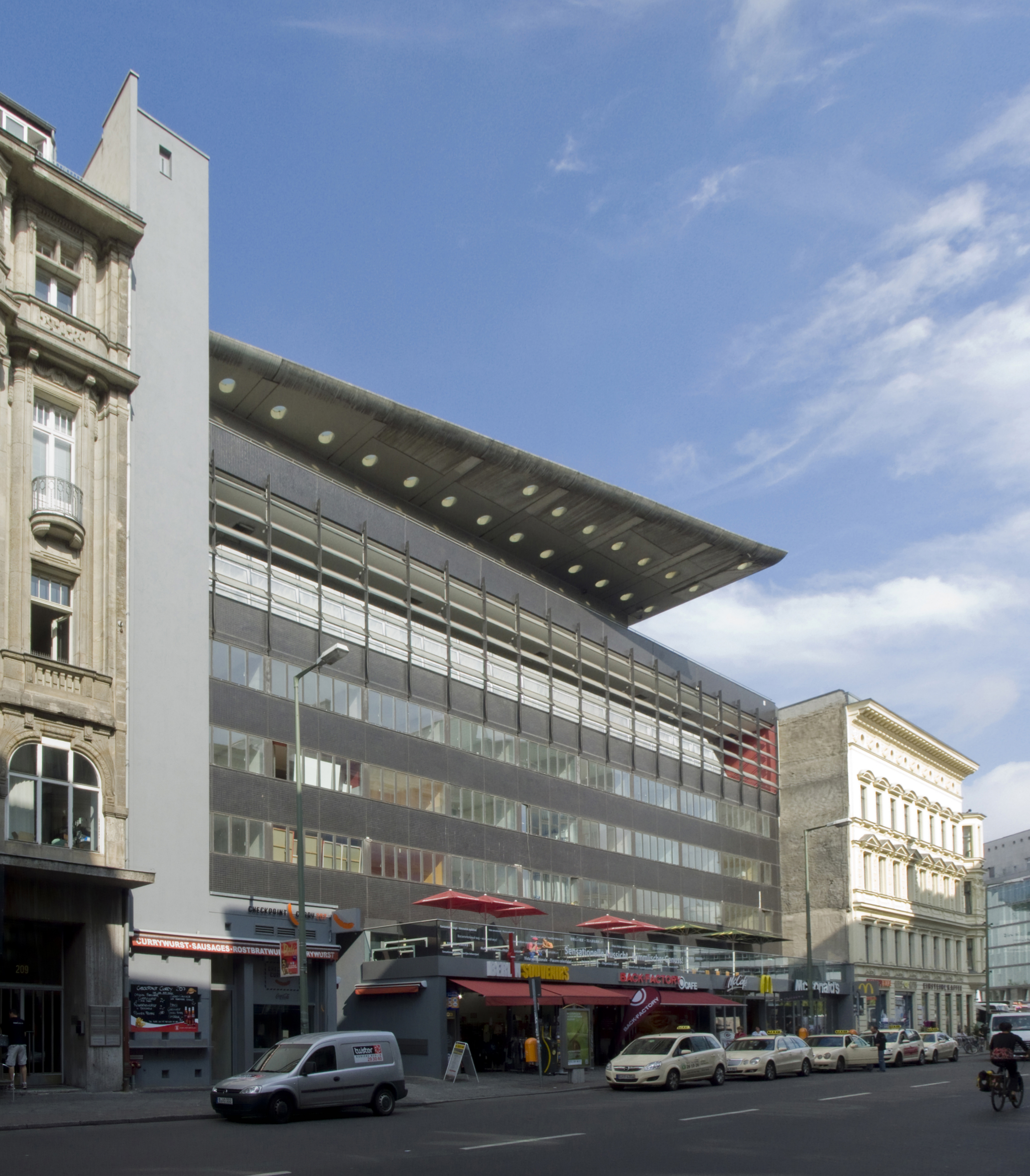
Block 4: Wohn- und Geschäftshaus, Elia Zenghelis/Rem Koolhaas für OMA
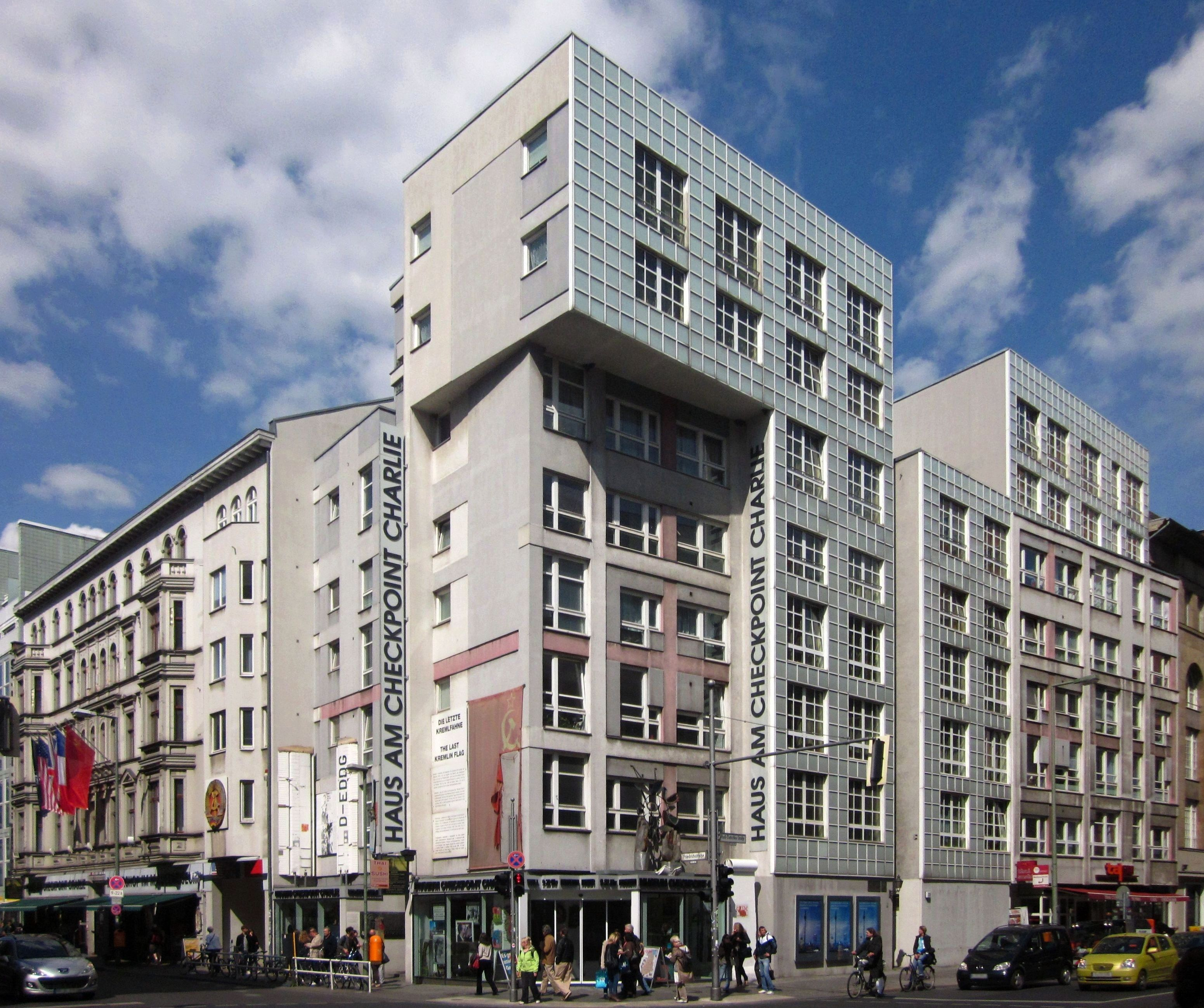
Block 5: Haus am Checkpoint Charlie, Peter Eisenman
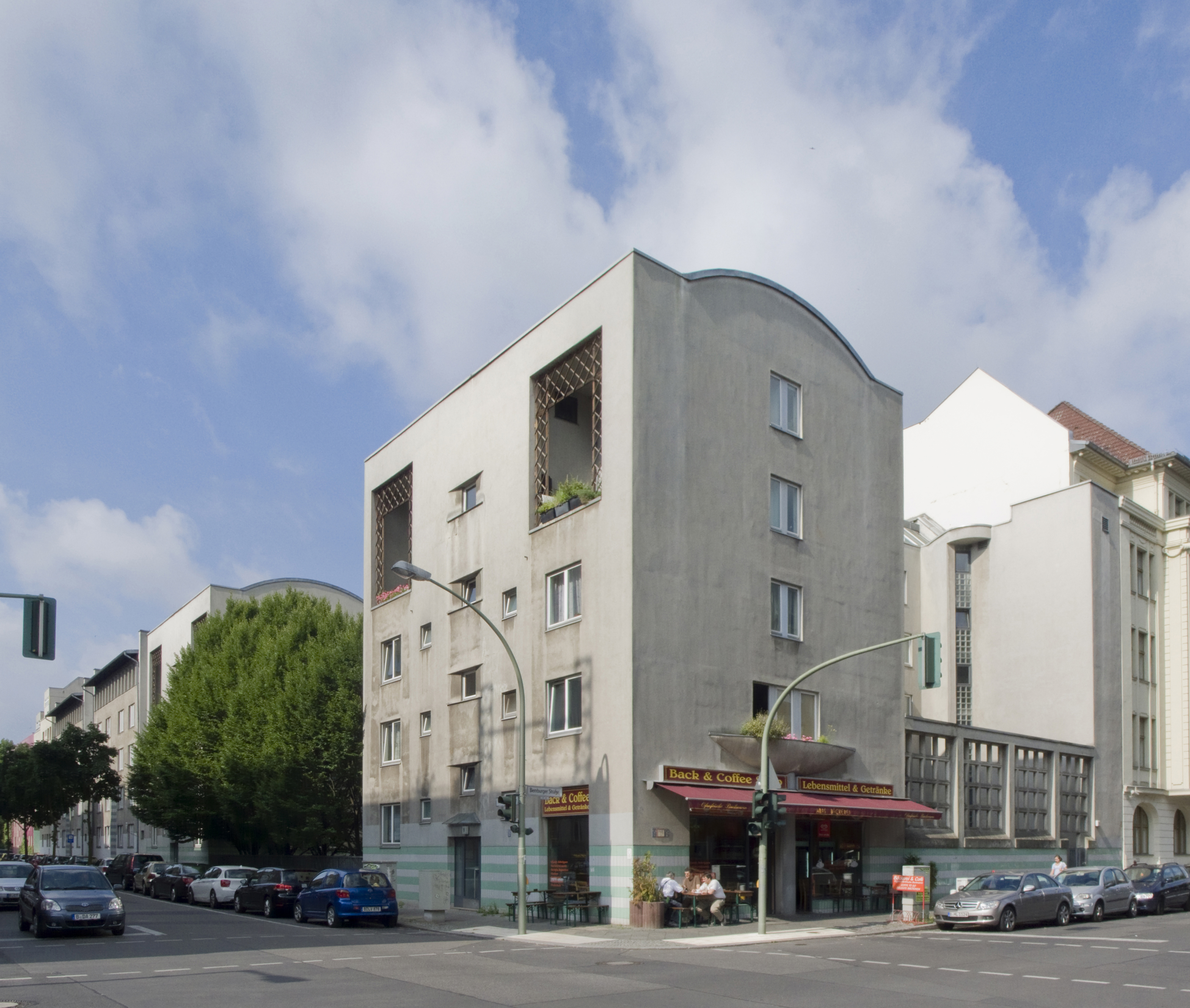
Block 6: Wohnbebauung, Rave Architekten
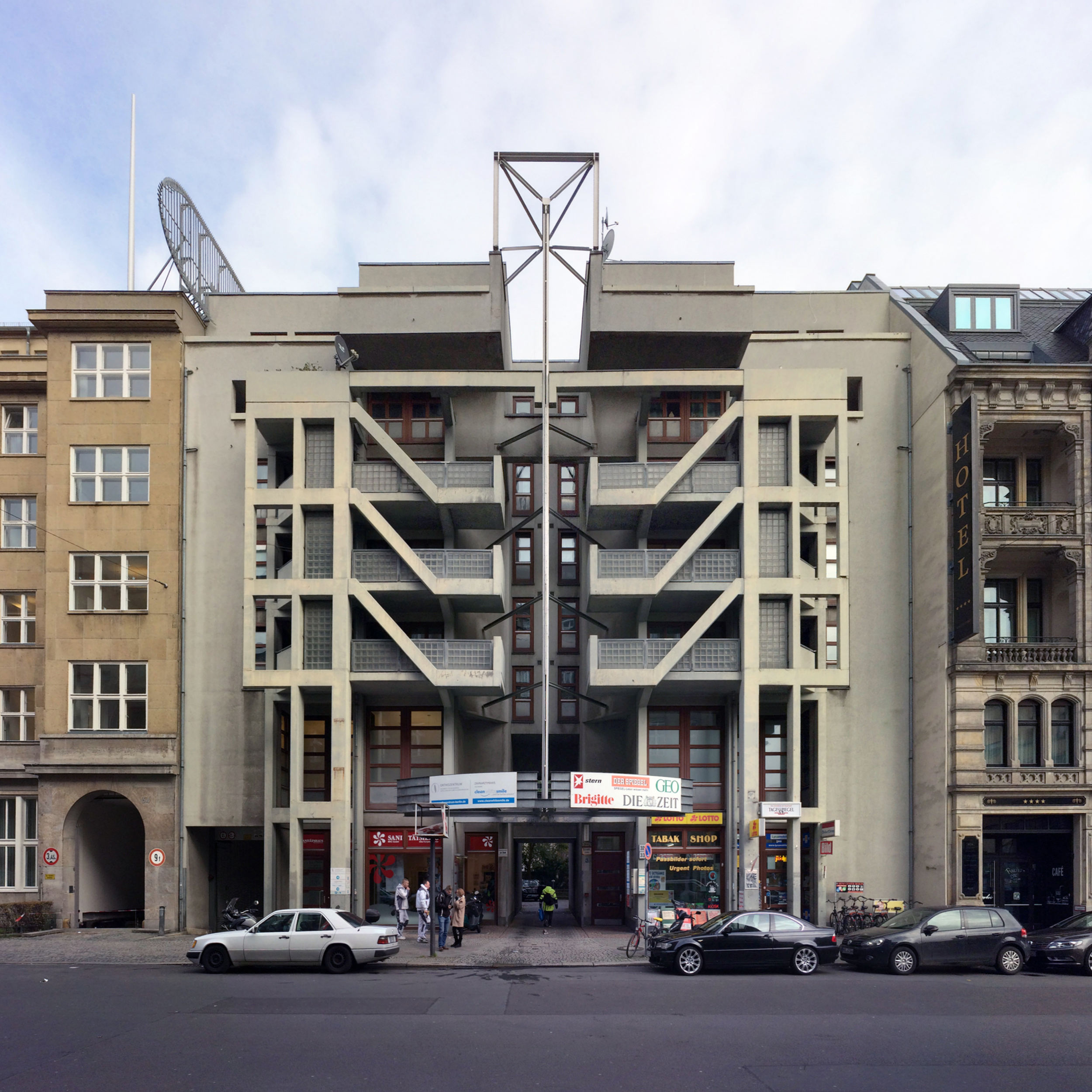
Wohn- und Geschäftshaus Friedrichstraße, Raimund Abraham
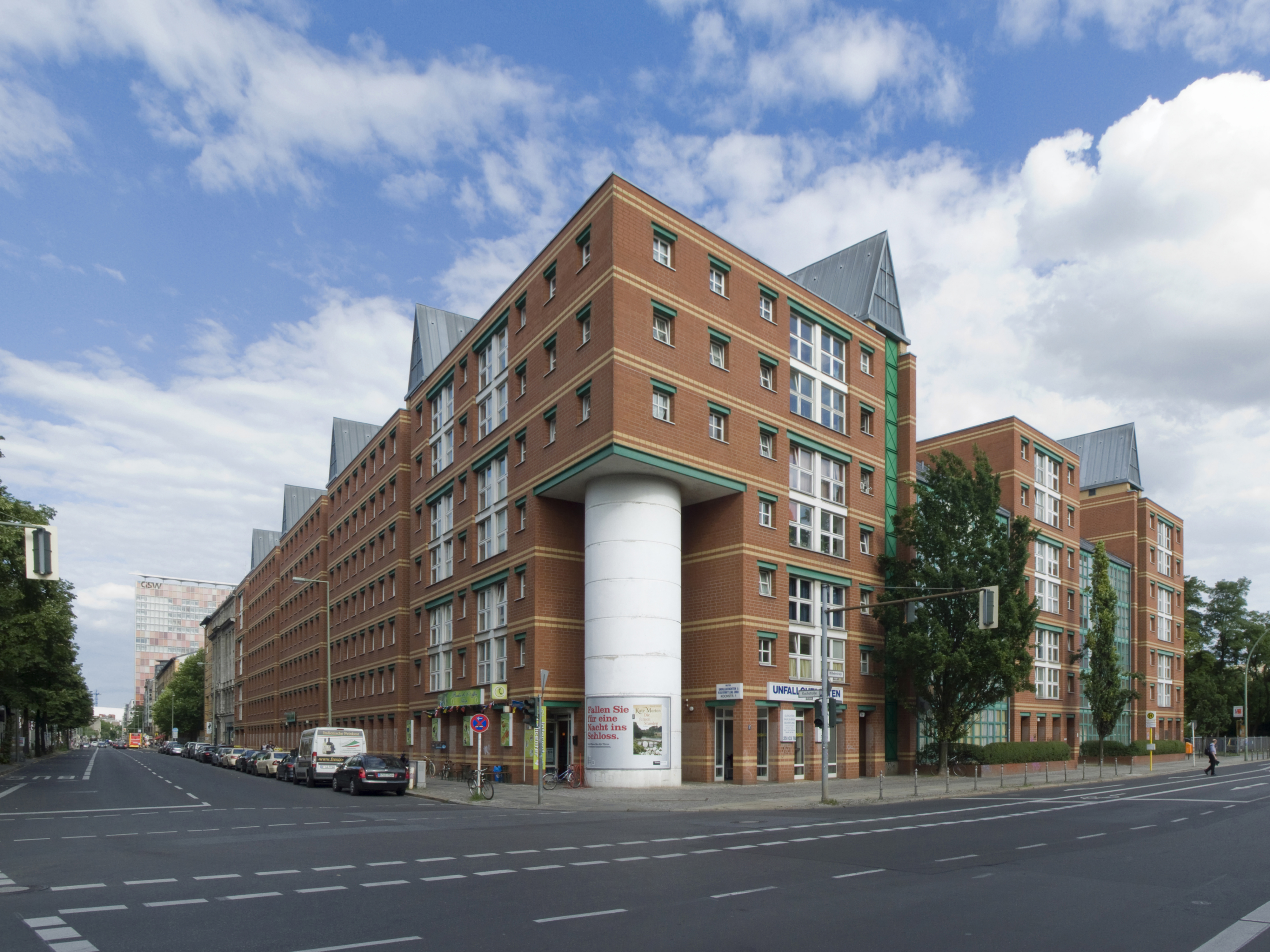
Wohn- und Geschäftshaus Kochstraße, Aldo Rossi
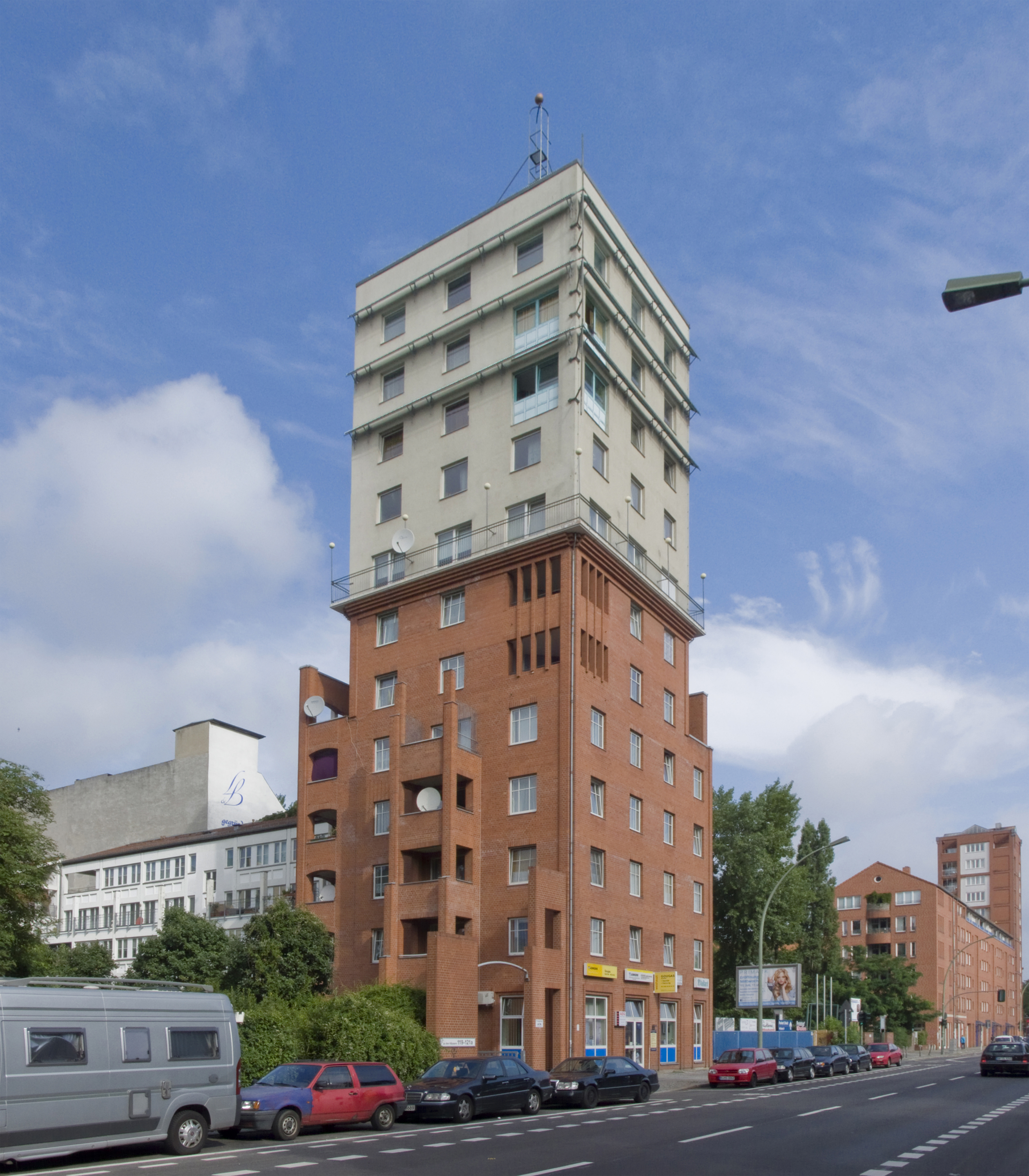
Block 9: Wohnturm, Pietro Derossi
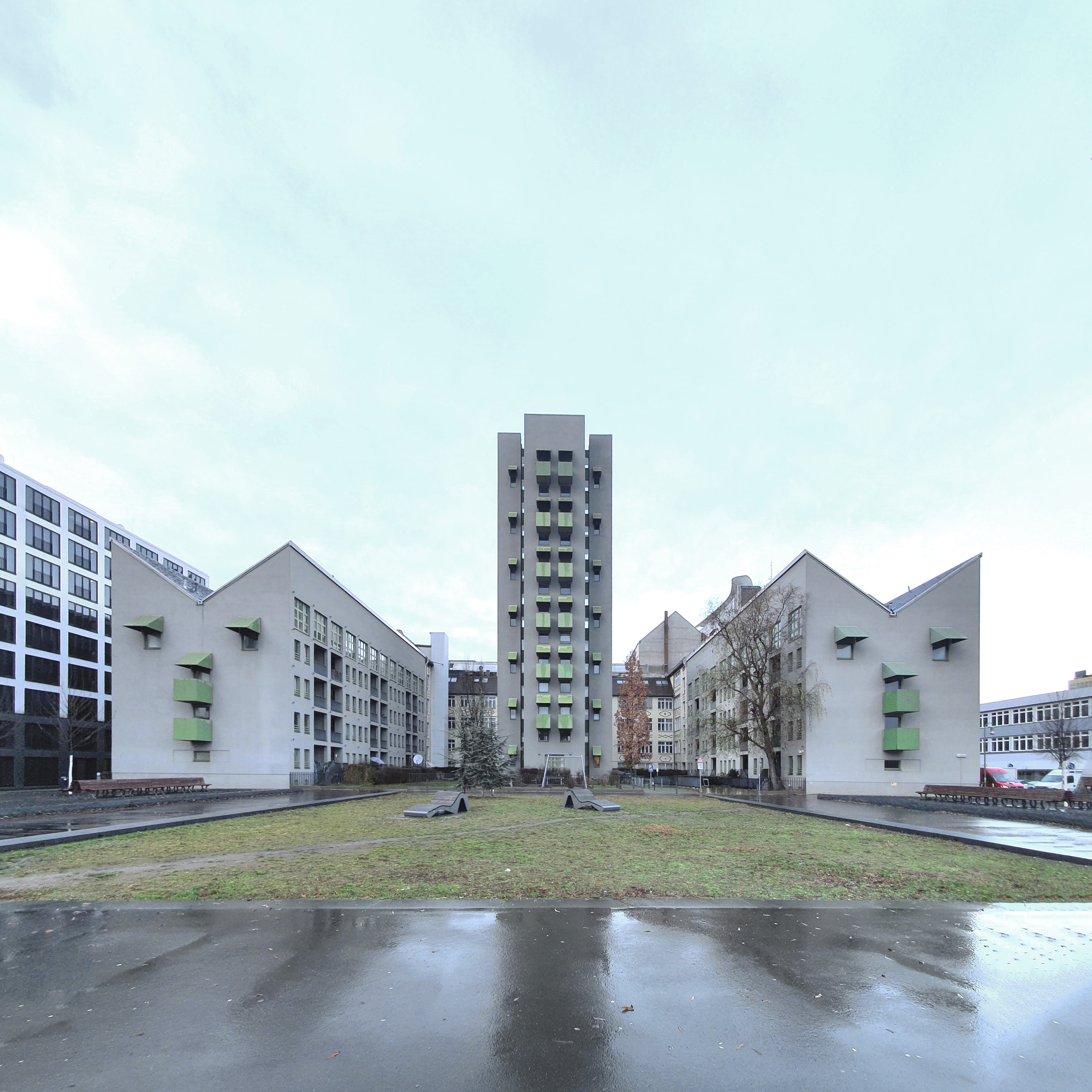
Besselstraße, Kreuzberg-Tower, John Hejduk
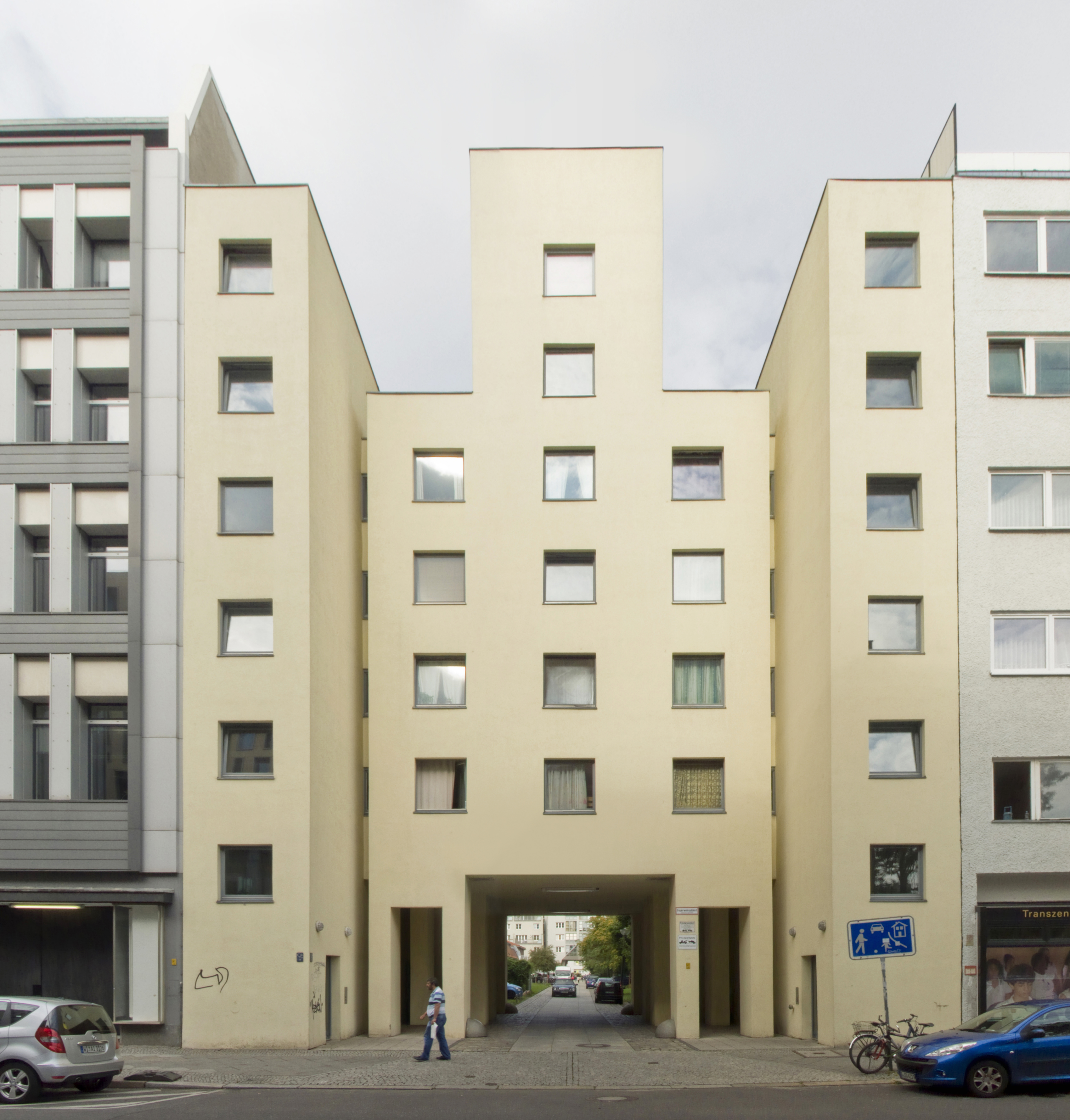
Block 20: Tor- und Uhrenhaus, John Hejduk
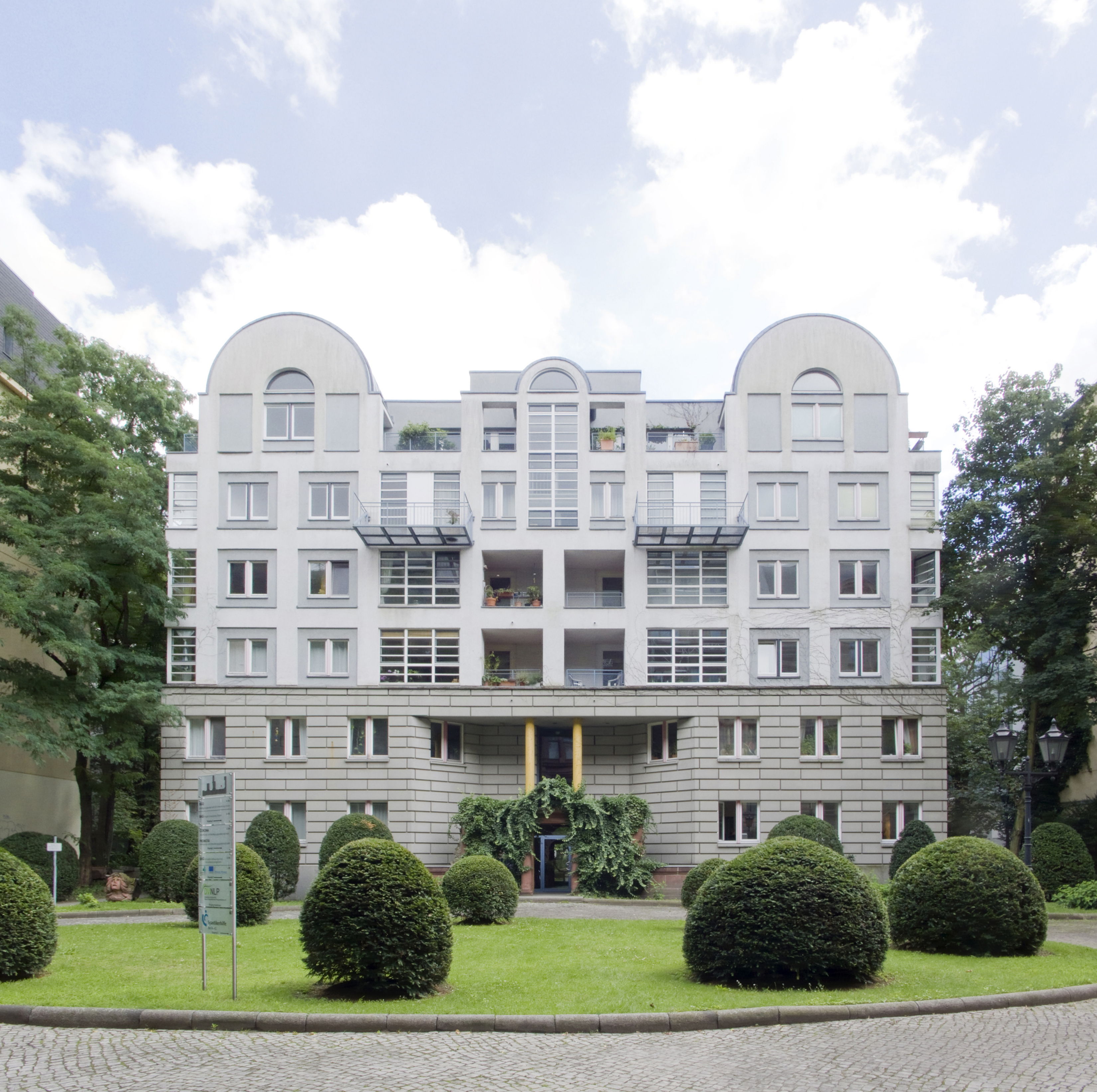
Wohnpark am Berlin-Museum, Bauteil Arata Isozaki
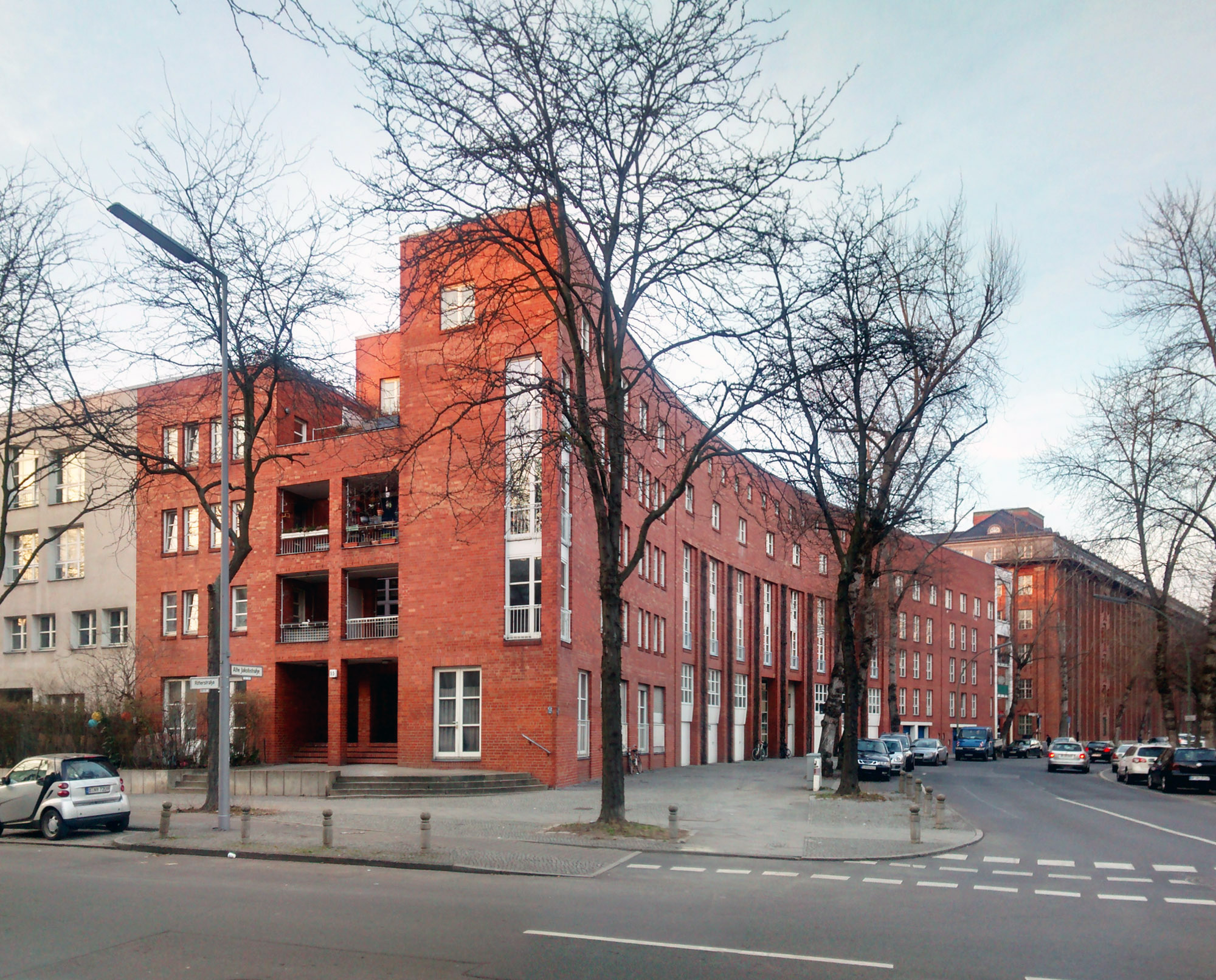
Wohnanlage Ritterstraße-Nord

## Behutsame Stadterneuerung (IBA-Altbau)
Abriss und Wohnungsnot führten zu massiven Protesten, die 1977 den Wettbewerb Strategien für Kreuzberg und ab 1979 die illegale „Instand(be)setzung“ zahlreicher leerstehender Häuser im Ortsteil zur Folge hatten. Dies war der Ausgangspunkt für die IBA-Altbau. Zu ihren wesentlichen Anliegen zählt die Erhaltung, Stabilisierung und Weiterentwicklung der vorhandenen sozialen und funktionalen Strukturen der Stadt sowie die Durchsetzung von Prozessen wie Selbsthilfe- und Mietermodernisierung. Planungsdirektor war von 1979 bis 1985 der Berliner Architekt, Stadtplaner und spätere Ehrensenator der Universität der Künste, Hardt-Waltherr Hämer. In dieser Phase wurde das Konzept der Behutsamen Stadterneuerung entwickelt, das die Flächensanierung ablöste.
Von 1975 bis Januar 1981 war Harry Ristock der zuständige Senator für Bau- und Wohnungswesen. In der Zeit von 1979 bis 1981 nahm die Zahl der Hausbesetzungen in Kreuzberg zu. Angesichts dessen wurde von der IBA-Alt ein erster Wettbewerb Strategien für Kreuzberg initiiert. Dies war ein erster Schritt für die Kreuzberger IBA-Projekte. Ein weiterer Schritt in diese Richtung war die Regierungserklärung des Berliner Senats von 1981, die eindeutig festhielt, die Instandsetzung von Altbauten zur Priorität zu machen. Dennoch kam es im Lauf des Jahres 1981 zu teilweise gewalttätigen Auseinandersetzungen in Kreuzberg wegen Hausbesetzungen. Erst 1982 beruhigte sich die Situation. Sowohl Berliner Senat als auch Kreuzberger Bezirksregierung bekräftigten ihre Absicht, die Mietskasernen in Luisenstadt und SO 36 zu erhalten und weitere Abrisse zu stoppen.
Im Februar 1982 verlas Hardt-Waltherr Hämer die 12 Grundsätze der Stadterneuerung bei einer Veranstaltung in der Amerika-Gedenkbibliothek. Kurz darauf wurden die 12 Grundsätze vom Kreuzberger Bezirksparlament als offizielle Planungsrichtlinie übernommen. 1983 debattierte auch der Berliner Senat über die 12 Grundsätze und stimmte ihnen zu. Vom März 1983 bis Ende Dezember 1985 dauerte die Hauptphase der Planung der IBA-Alt an. Ab 1986 trat eine andere Organisation für die Ausführung der Projekte der IBA-Alt ein. Aus der IBA-GmbH wurde der Teil für IBA-Alt ausgegliedert in eine eigene GmbH. Ab dem 1. Januar 1986 war die Gesellschaft für behutsame Stadterneuerung mbh S.T.E.R.N. für den Teil der IBA-Projekte in Kreuzberg Luisenstadt und SO 36 zuständig. Die Idee war, dass die S.T.E.R.N. auch noch nach dem Ende der IBA weiter an Stadterneuerungsprojekten arbeiten kann, was auch genau so eintrat.
Ein wesentlicher Bestandteil der IBA-Alt war, illegale Hausbesetzungen in einem kooperativen Verfahren in legale Wohnverhältnisse umzuwandeln. Zusätzlich zu Instandsetzungen und Modernisierungen wurden auch hier zahlreiche Bauten neu errichtet. Beispiele hierfür sind die Bauten von Hinrich Baller und Inken Baller am Fraenkelufer sowie das Selbstbauprojekt Wohnregal in der Admiralstraße. Eins der herausragenden Umbau-Projekte der IBA-Alt ist die Einrichtung einer Kindertagesstätte in einem ungenutzten Parkhaus hinter dem Neuen Kreuzberger Zentrum in der Dresdener Straße. Die Architekten waren Gerhard Spangenberg und Dieter Frowein.

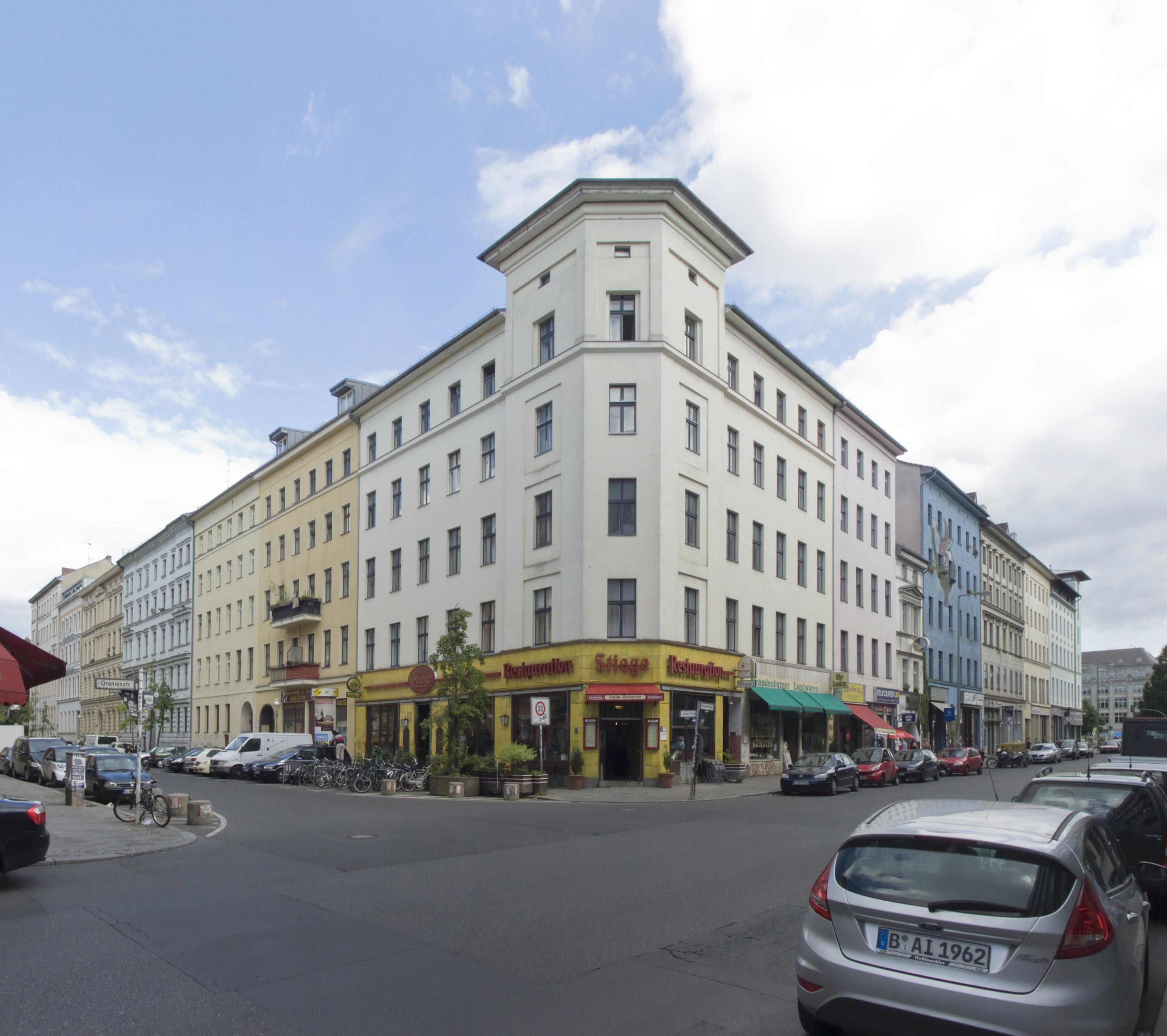
Instandsetzung und Modernisierung Block 57
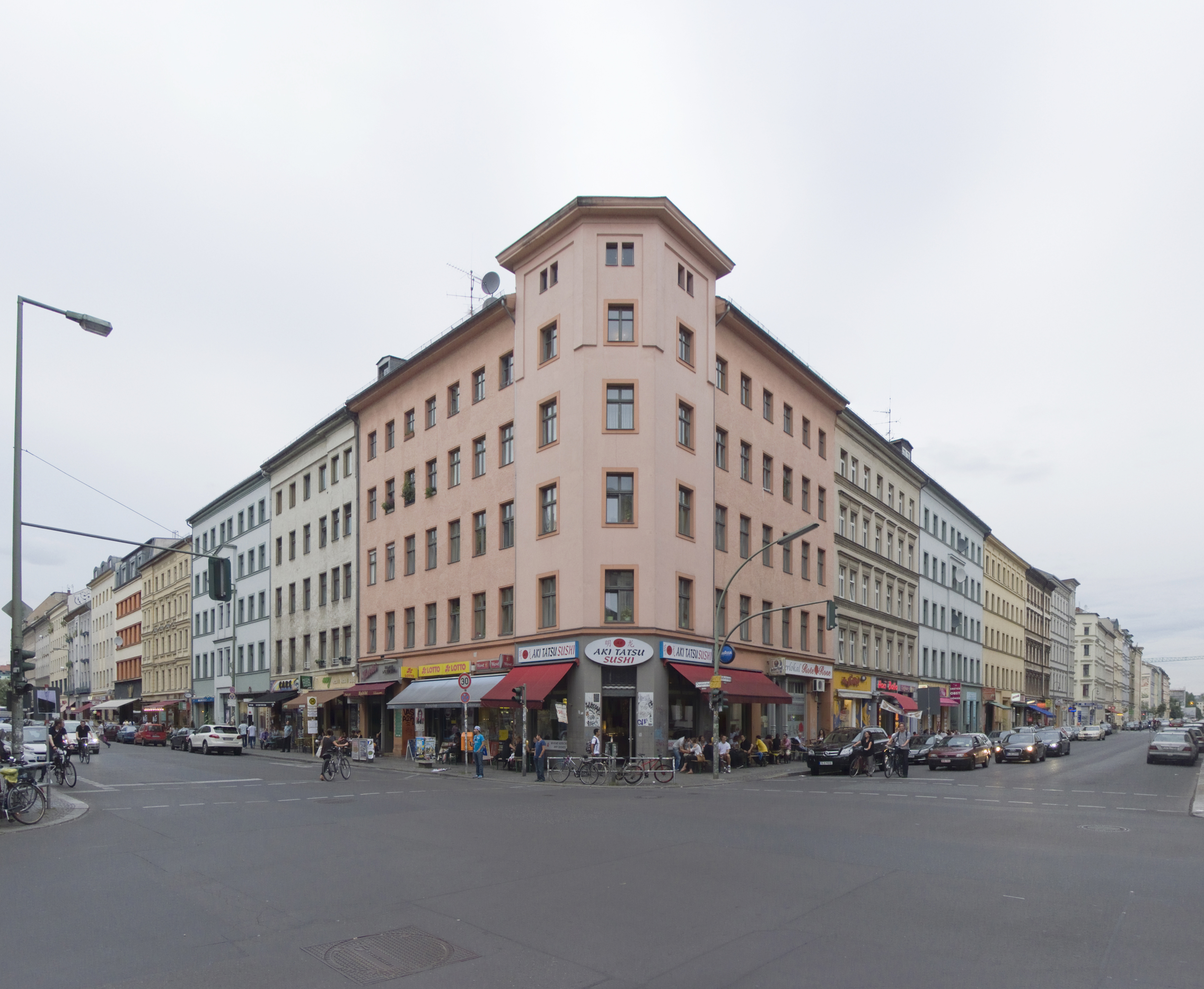
Instandsetzung und Modernisierung Block 78
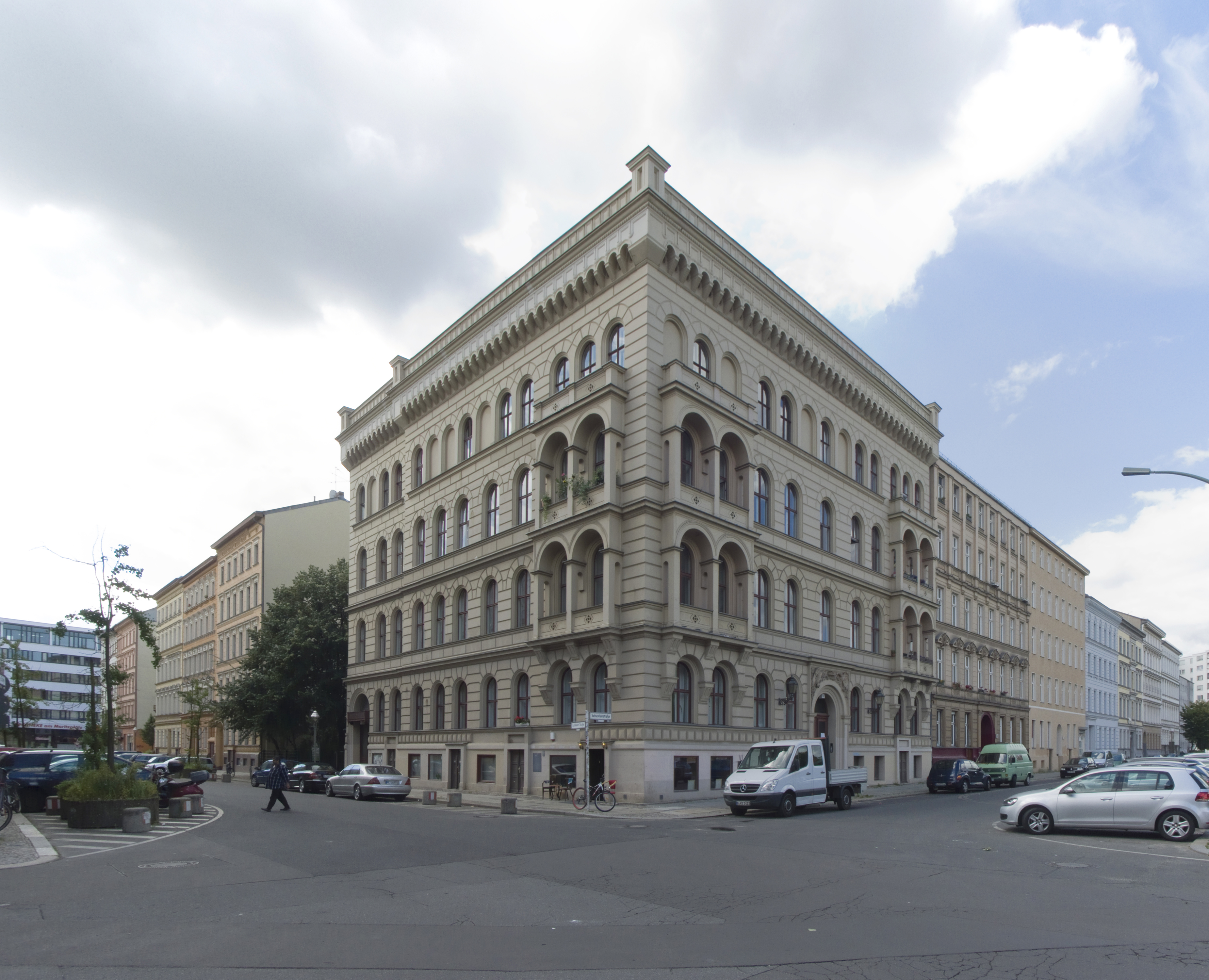
Instandsetzung und Modernisierung Block 56
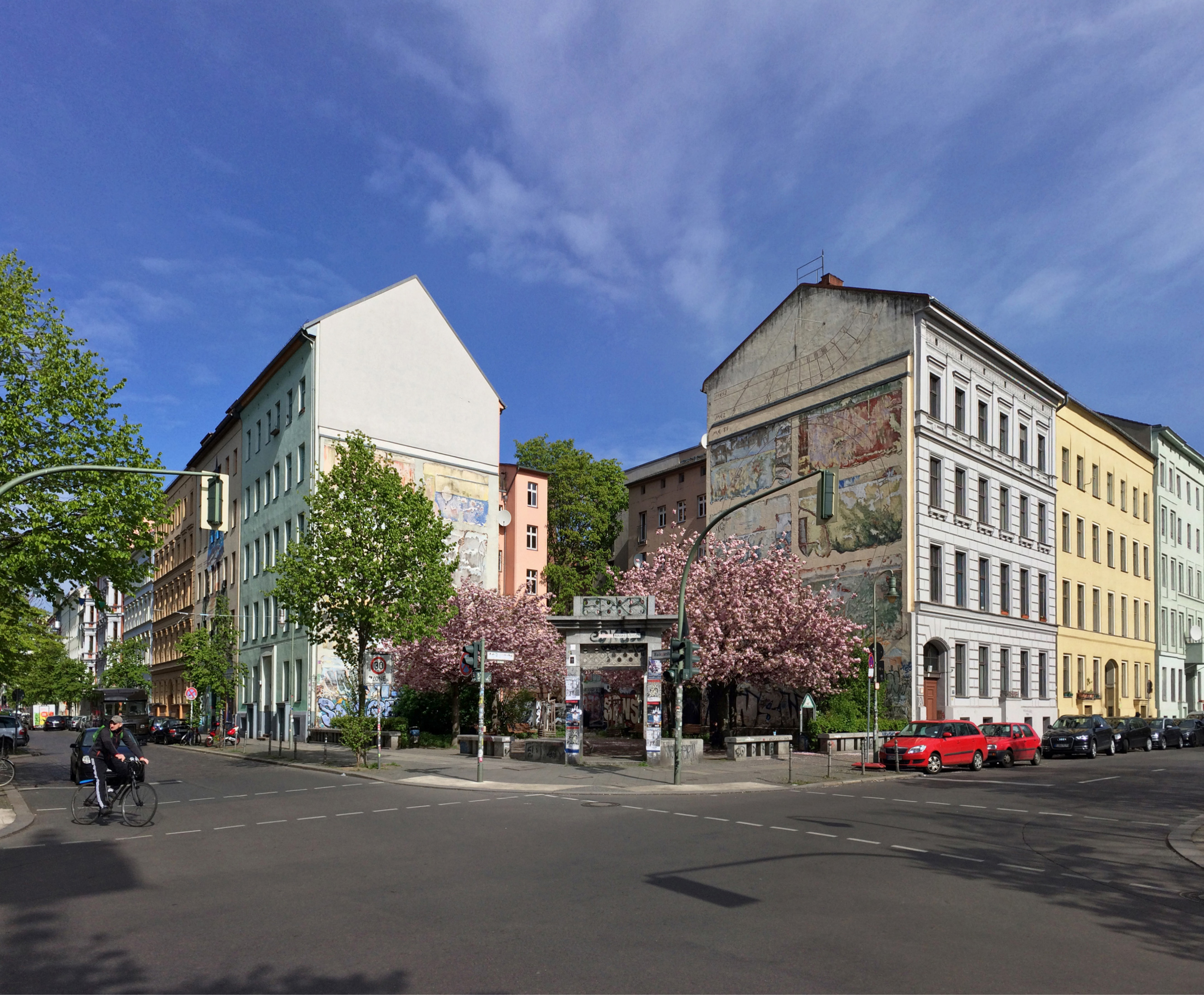
Block 73, Walde-Eck
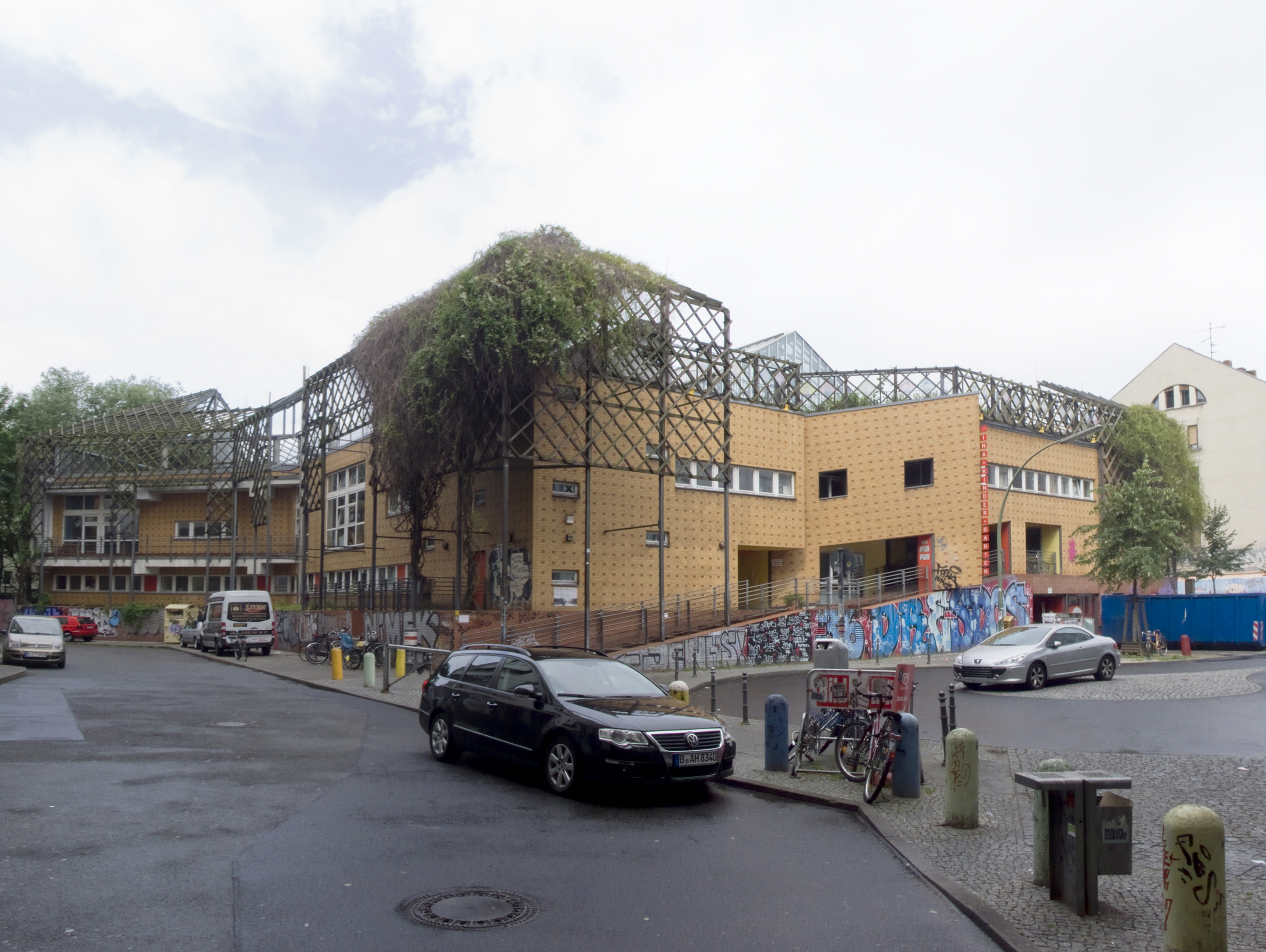
Kindertagesstätte im ehemaligen Parkhaus Dresdener Straße
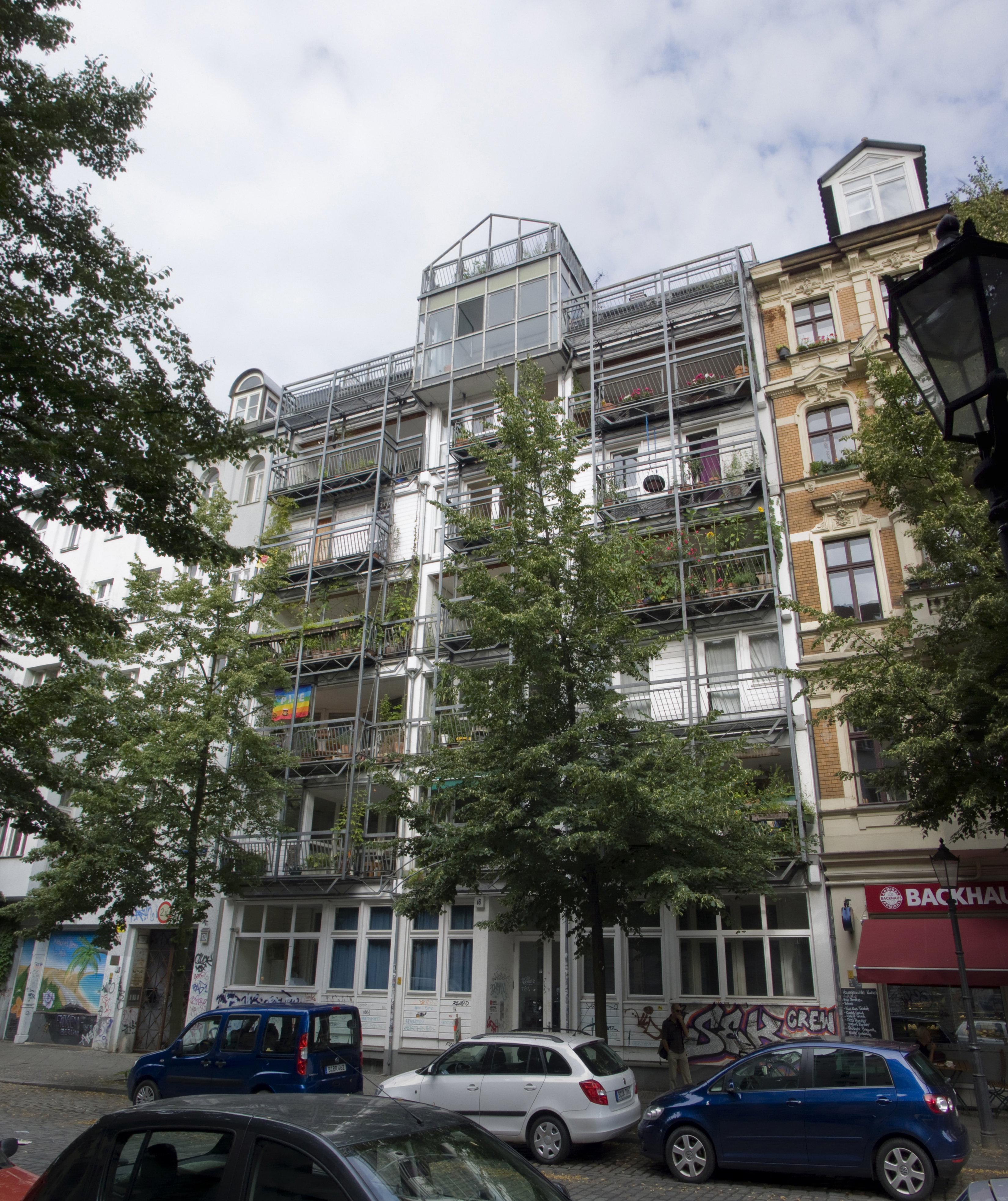
Selbsthilfe-Neubauprojekt „Wohnregal“
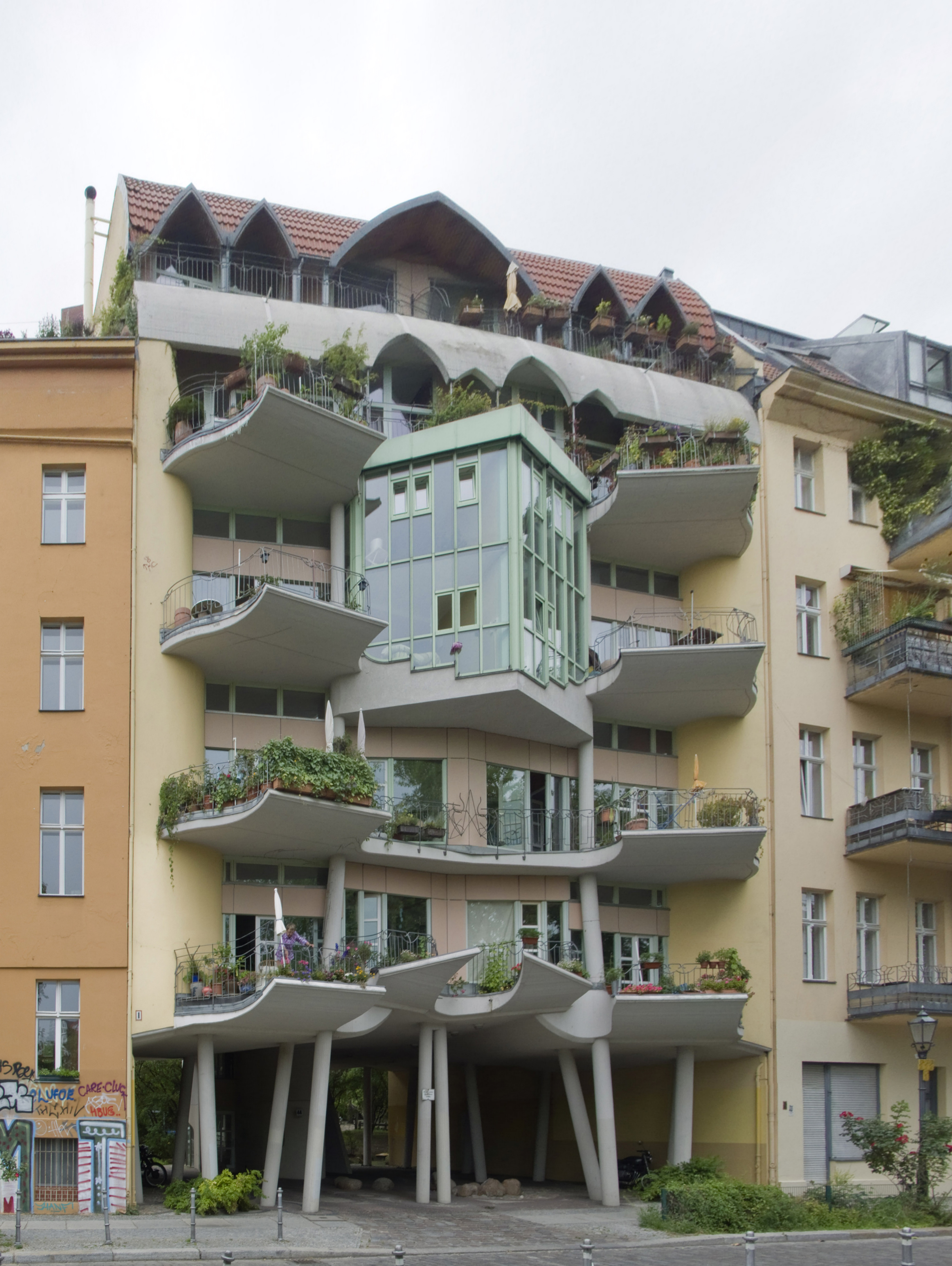
Wohnbebauung Block 70, Fraenkelufer

### Demonstrationsgebiet Luisenstadt
In dem Bereich zwischen Moritzplatz, Fraenkelufer, Skalitzer Straße und Manteuffelstraße wurden ganze Blöcke komplett renoviert. Das Stadtquartier entlang von Oranienstraße und Naunynstraße ist das Herzstück der IBA-Alt. Im Block 103 wurden stadtökologische Sonderprojekte umgesetzt. Es entstand das Frauenstadtzeilzentrum Schokofabrik. Zahlreiche Innenhöfe wurden begrünt, Straßenräume neu gestaltet. Es entstand der Stadtteilpark entlang der Skalitzer Straße, zwischen Mariannenstraße und Wiener Straße – sowie ein Stadtplatz am westlichen Ende der Naunynstraße. Der ehemalige Luisenstädtische Kanal wurde – zusammen mit dem Oranienplatz – neu als öffentliche Grünfläche gestaltet. Die IBA übernahm das bereits begonnene Sanierungsgebiet Kreuzberg Nord, welches bereits seit Mitte der 1970er Jahre von Dietmar Grötzebach geplant wurde. Die Modernisierung von Block 77 (Waldemarstraße, Mariannenstraße, Adalbertstraße) wurde noch nach Grötzebachs Entwurf begonnen, dann aber nach Plänen der IBA fertiggestellt. Ähnlich verlief die Planung für die Blöcke 70 und 88. Hier war die 1970er-Jahre-Planung ebenfalls noch nicht fertig ausgeführt. Der Entwurf der Planungsgruppe Sanierungsgebiet Kreuzberg Süd wurde der IBA entsprechend abgewandelt. Das Kottbusser Tor selbst war auch Gegenstand der IBA. Obwohl die IBA die Paradigmen der 1960er und 1970er Jahre ablehnte – sowohl in Bezug auf Planungspolitik als auch in Bezug auf Ästhetik – wurden die Bauten direkt am Kottbusser Tor auch als wertvolle Bausubstanz betrachtet und in die IBA mit einbezogen. Die schrittweise Instandsetzung der Altbaublöcke dauerte von 1981 bis in die 1990er Jahre. Bis 1990 wurden in diesem Demonstrationsgebiet rund 3000 Altbauwohnungen erneuert. Rund 300 Wohnungen wurden bei baulichen Selbsthilfe-Projekten geschaffen sowie 230 Neubauwohnungen. Hier entstanden 17 Kindertagesstätten mit insgesamt 783 Plätzen.

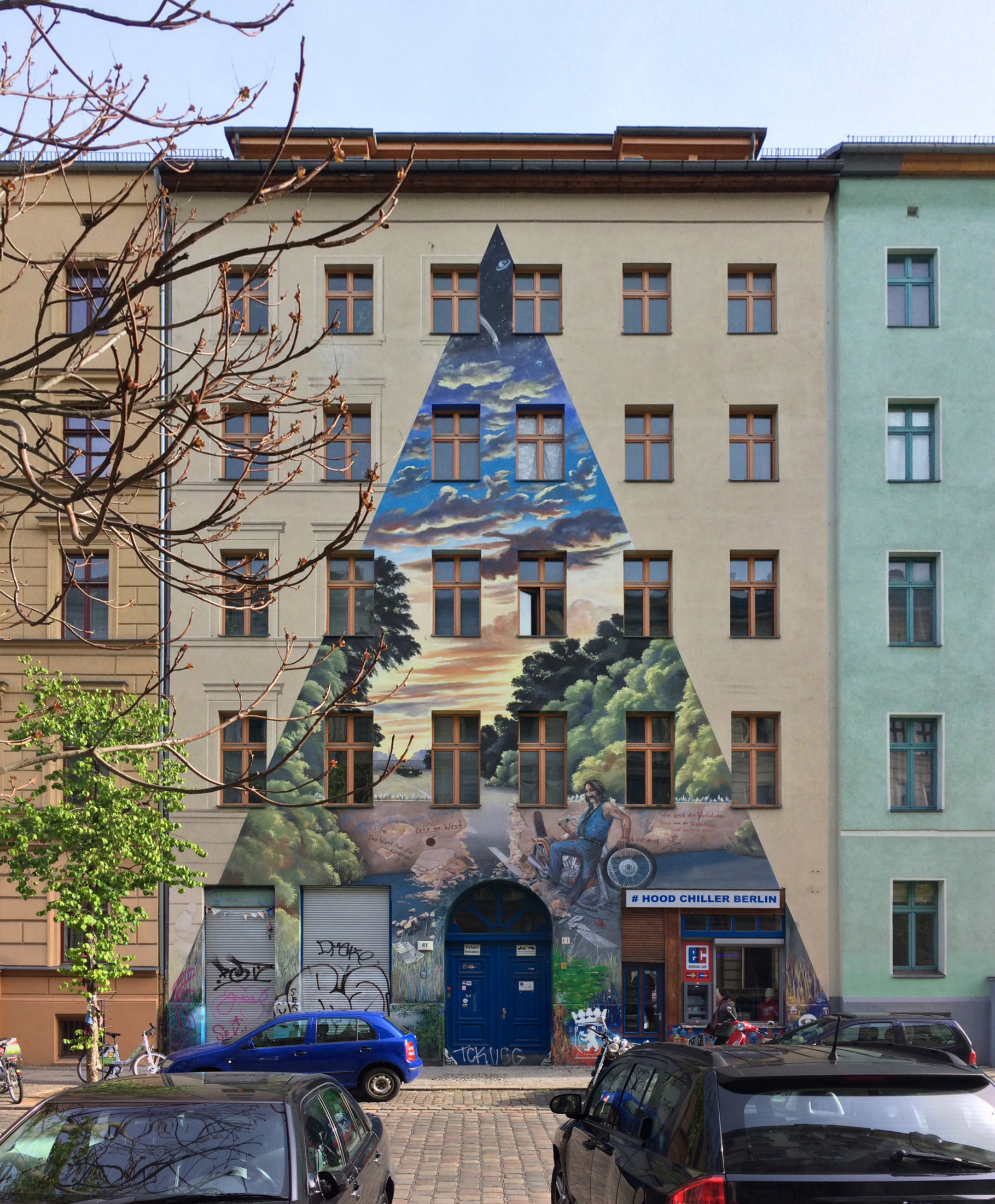
Instandsetzung und Modernisierung Waldemarstraße, Block 73
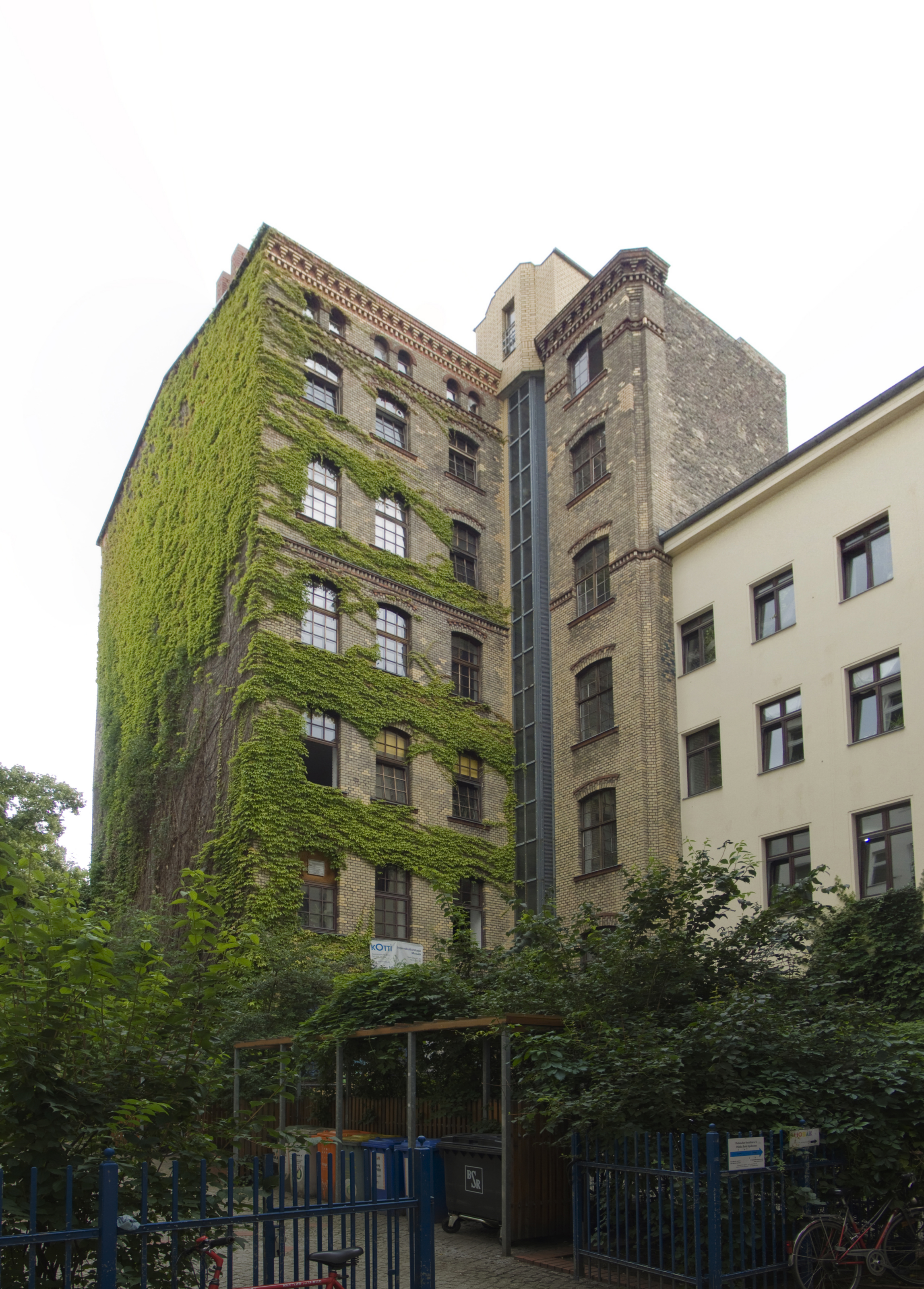
Nachbarschaftshaus für interkulturelle Begegnungen ORA 34
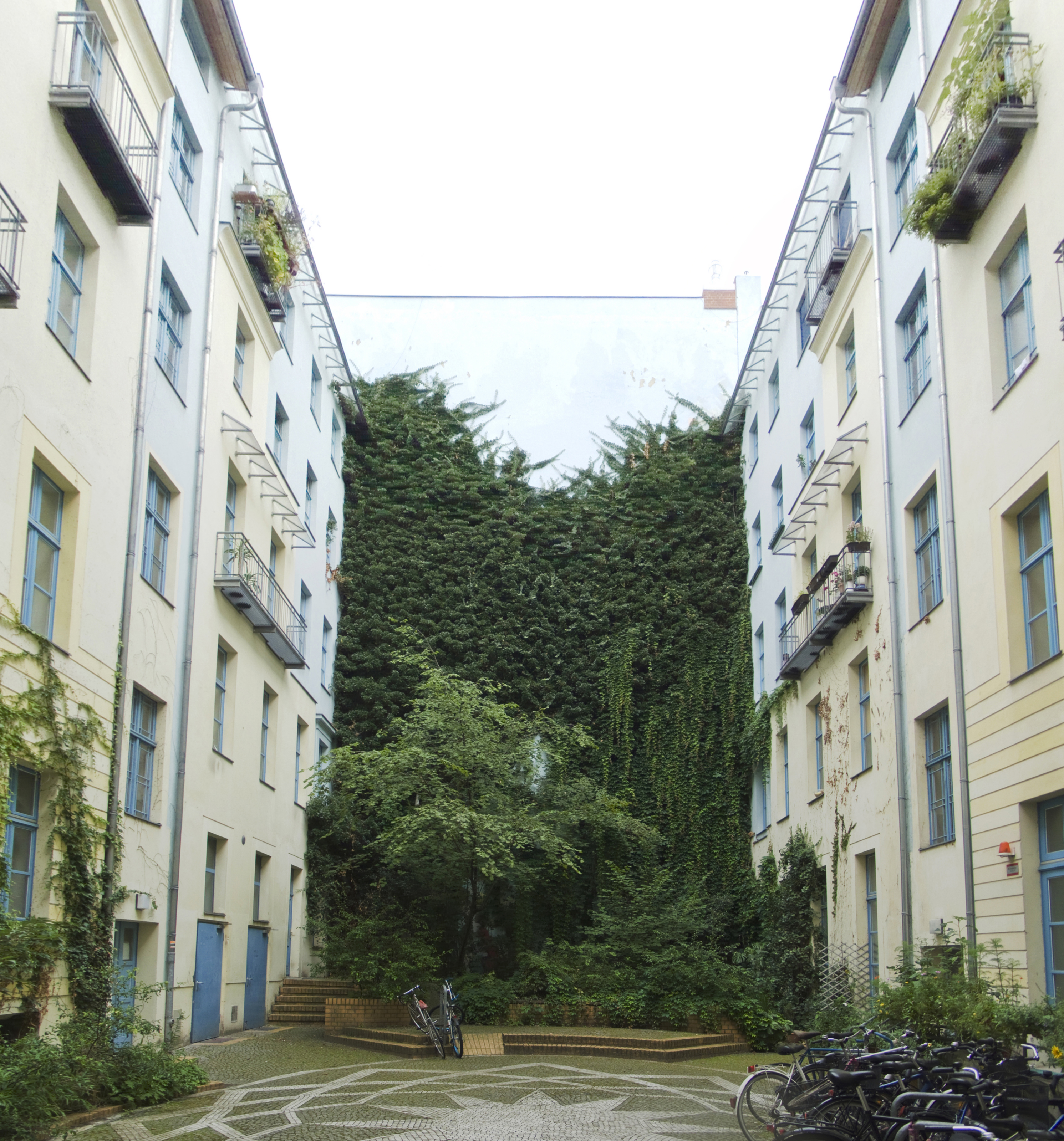
Hinterhofgestaltung Block 79, Naunynstraße 62
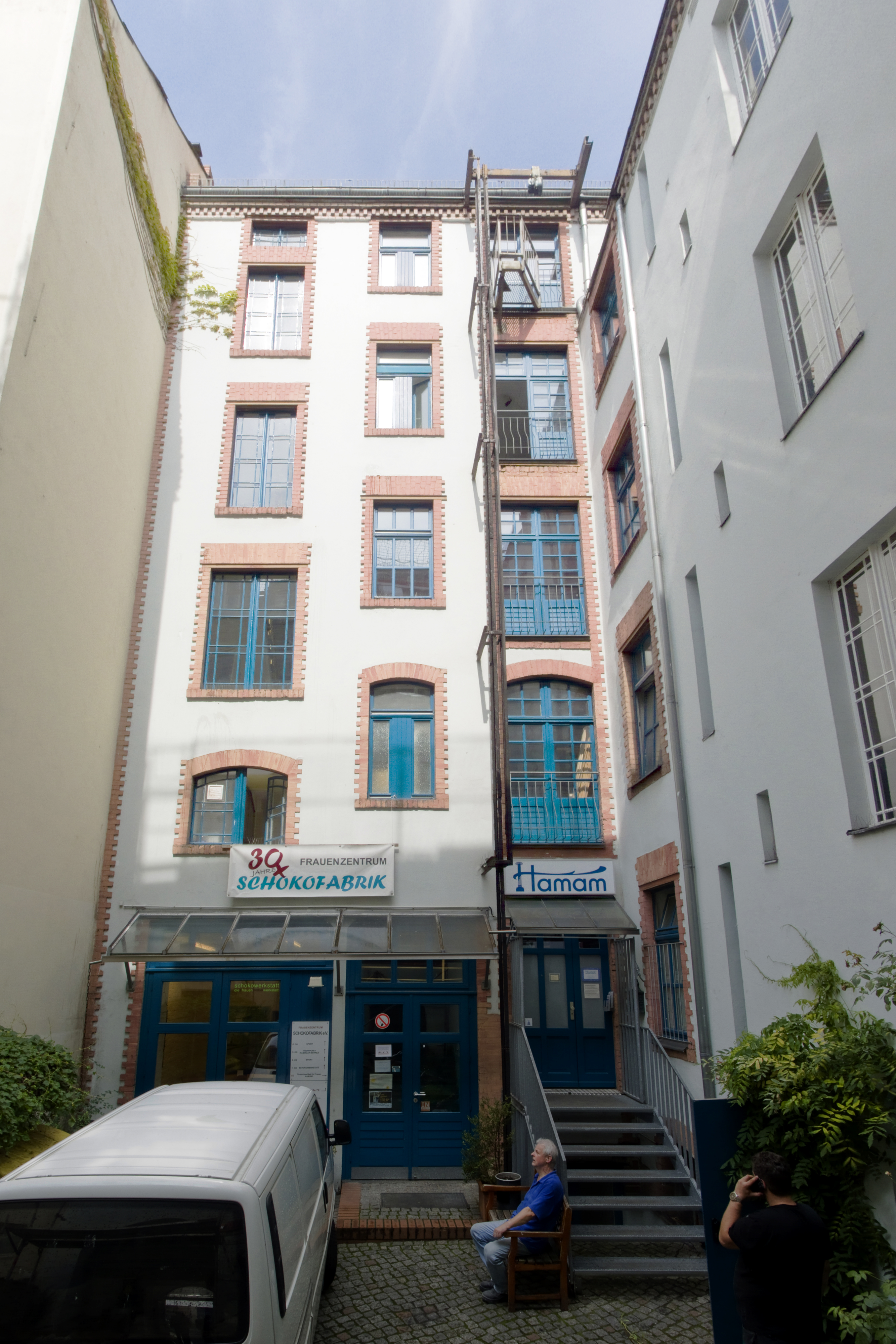
Frauenstadtteilzentrum Schokofabrik
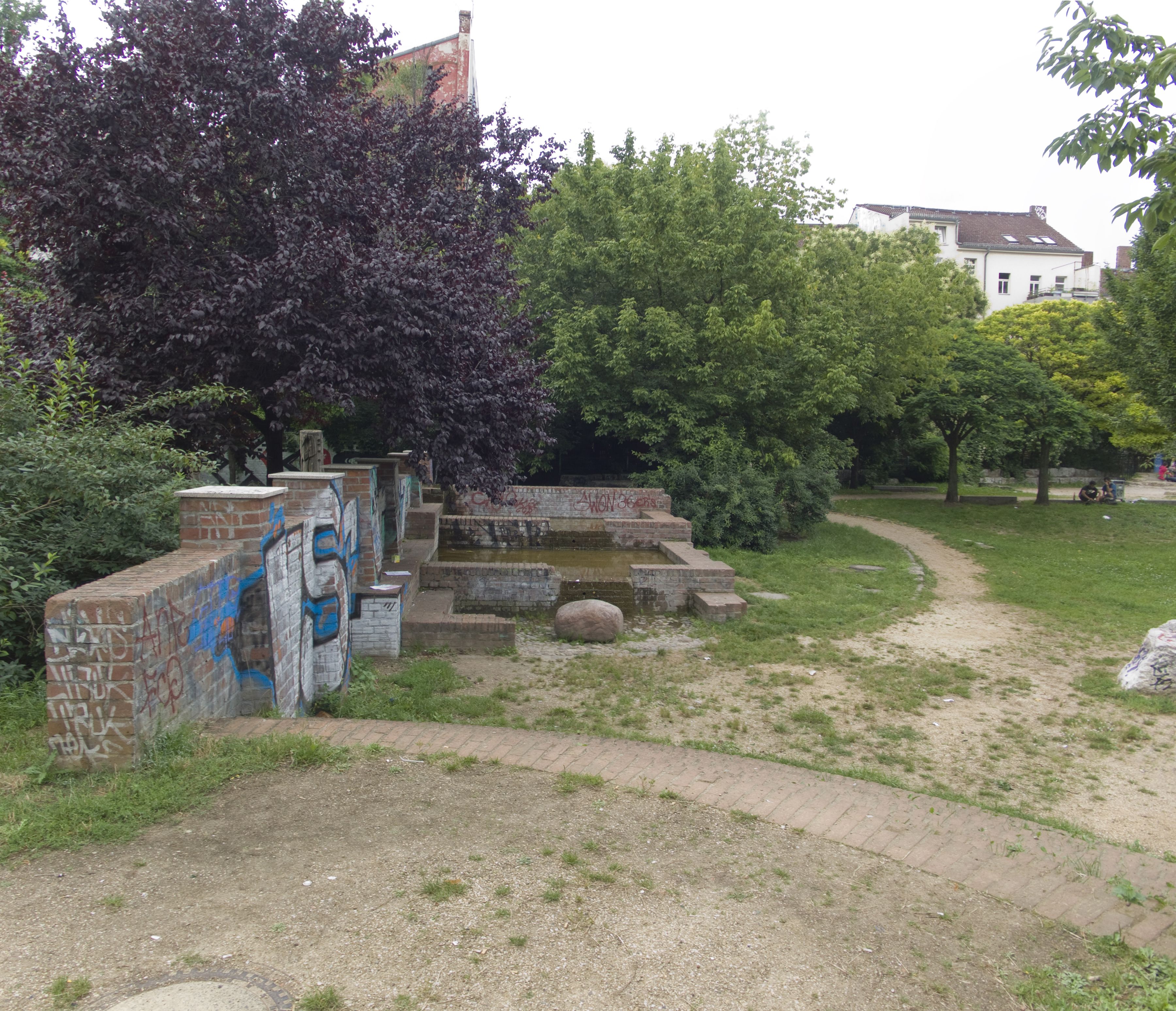
Stadtteilpark Skalitzer Straße
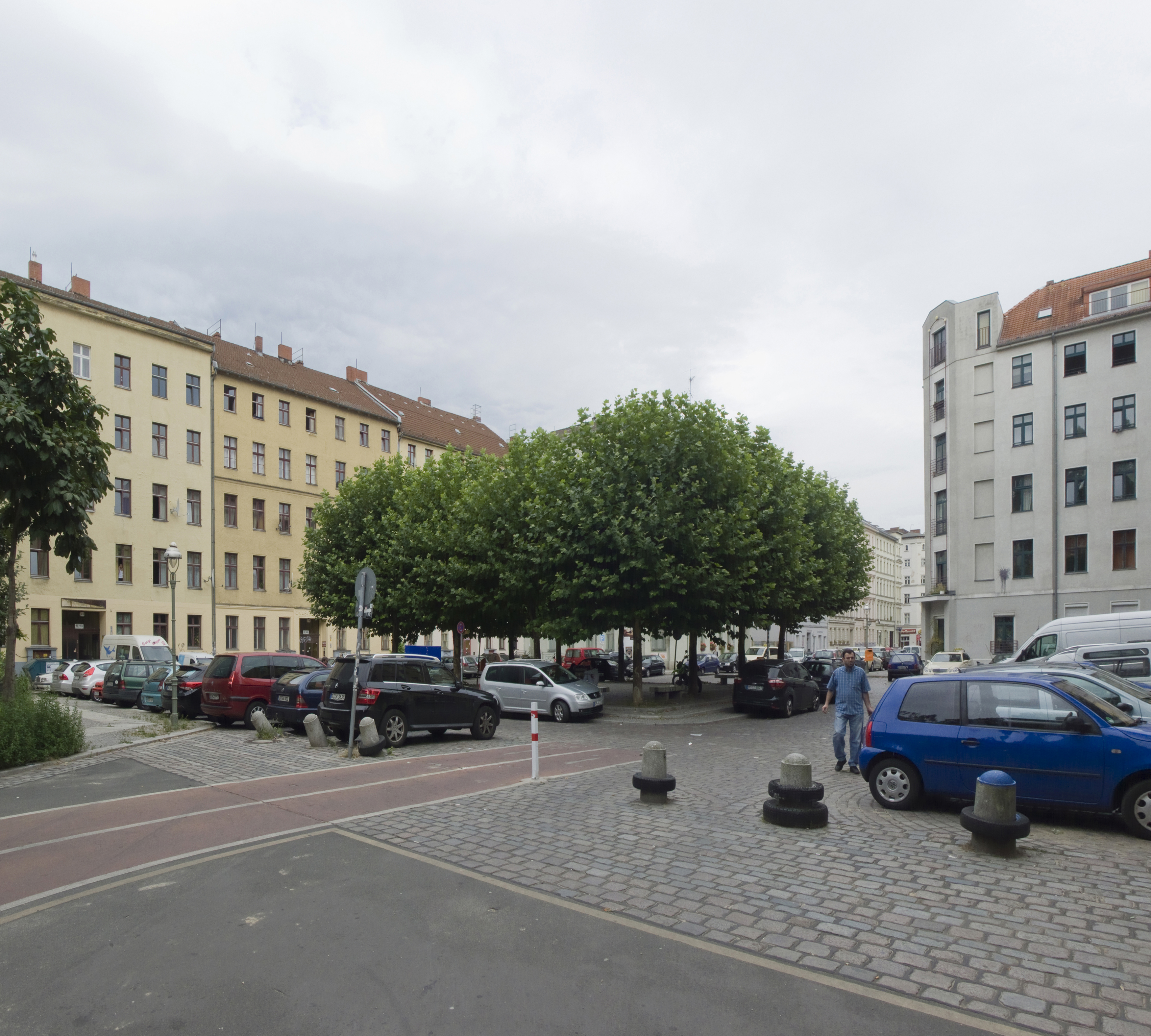
Stadtplatz Naunynstraße
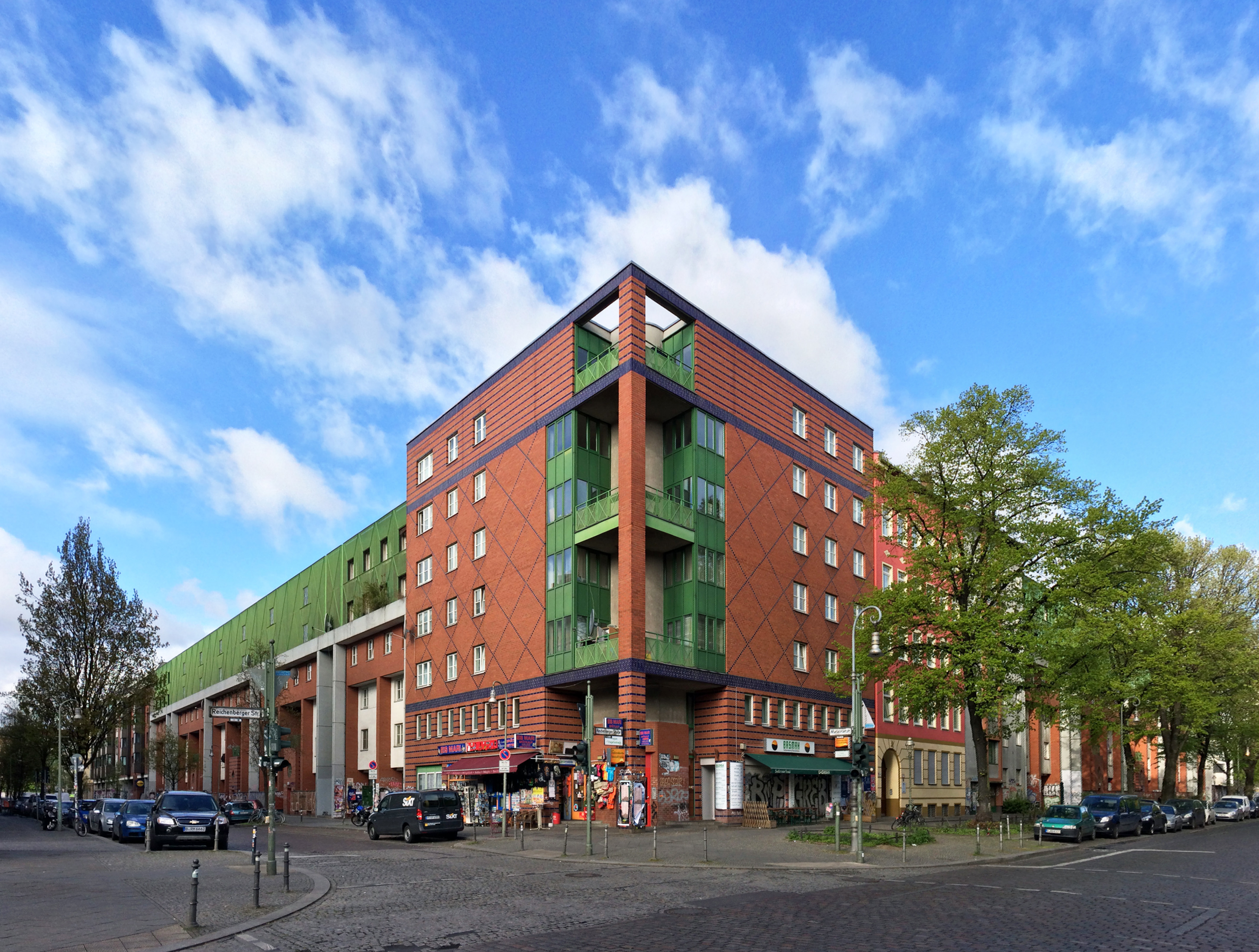
Wohnbebauung Block 88, Wilhelm Holzbauer

### Demonstrationsgebiet SO 36
Das Demonstrationsgebiet SO 36 nimmt eine deutlich größere Fläche als das Demonstrationsgebiet Luisenstadt ein. Anders als in der Luisenstadt wurden hier allerdings nicht ganze Blöcke komplett instand gesetzt. Stattdessen wurde eine große Anzahl von einzelnen, verteilten Projekten durchgeführt. Das Demonstrationsgebiet SO 36 reicht vom Mariannenplatz bis zur Lohmühleninsel, einschließlich Schlesischem Tor und Görlitzer Park. Direkt am Schlesischen Tor entstand eins der prominentesten IBA-Projekte, das Wohnhaus Bonjour Tristesse von Álvaro Siza Vieira und Kontaktarchitekt Peter Brinkert. Der Görlitzer Park ist ebenso ein IBA-Projekt wie das Seniorenwohnhaus in der Köpenicker Straße von Otto Steidle und Siegwart Geiger. Der Umbau des Bahnhofsgebäudes Schlesisches Tor ist ein Projekt des Planungskollektivs Nr. 1 (Helmut Maier). Am Schlesischen Tor und in der Cuvrystraße befinden sich sogenannte Bildhauersymposien mit mehreren Skulpturen im öffentlichen Raum. Zahlreiche Kindertagesstätten wurden eingerichtet: in der Schlesischen Straße, Cuvrystraße, Reichenberger Straße, Oppelner Straße, Lübbener Straße und am Paul-Lincke-Ufer. Eins der bekannten, alternativen Hausbesetzungs-Projekte aus diesem Demonstrationsgebiet ist die Regenbogenfabrik in der Lausitzer Straße. Im Bereich der Reichenberger Straße wurden die Straßenräume neu gestaltet. Auch die Freiraumgestaltungen von Spreewaldplatz, Lausitzer Platz und Paul-Lincke-Ufer sind IBA-Projekte. Bis 1990 wurden in diesem Demonstrationsgebiet rund 4000 Altbauwohnungen erneuert. Rund 400 Wohnungen wurden bei baulichen Selbsthilfe-Projekten geschaffen sowie 113 Neubauwohnungen. Es entstanden zehn Kindertagesstätten mit insgesamt 877 Plätzen.

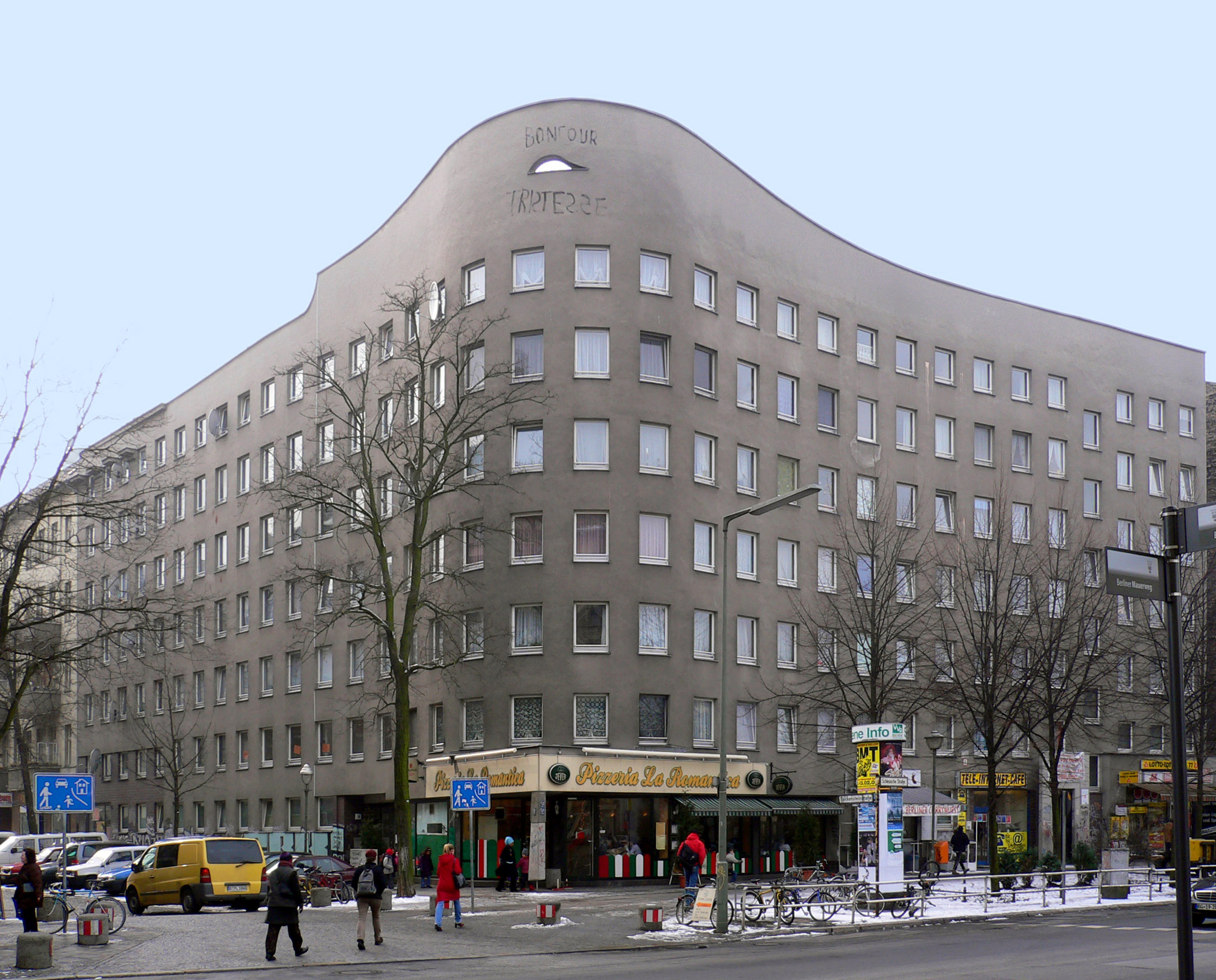
Wohnhaus Bonjour Tristesse
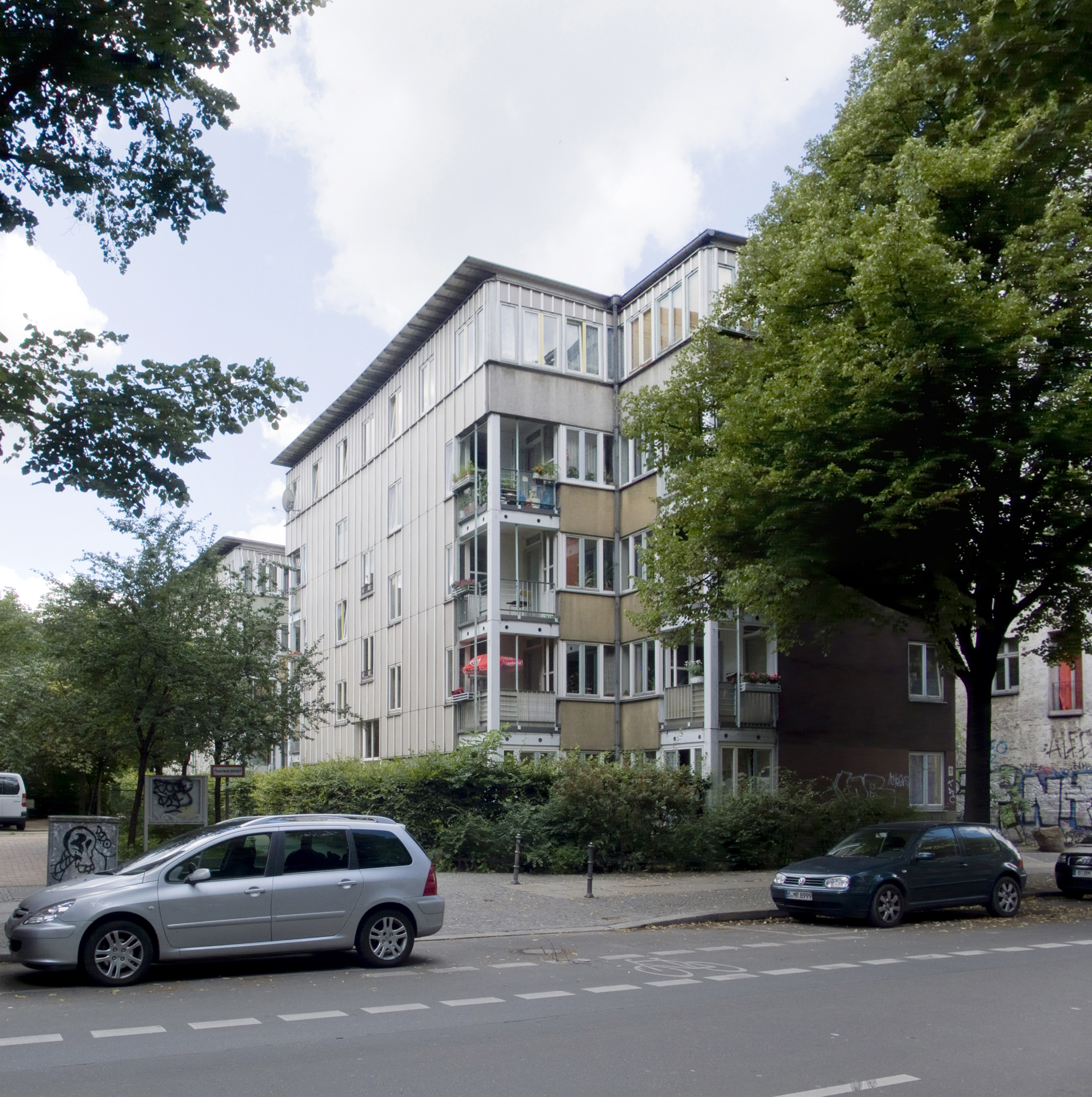
Seniorenwohnhaus Köpenicker Straße
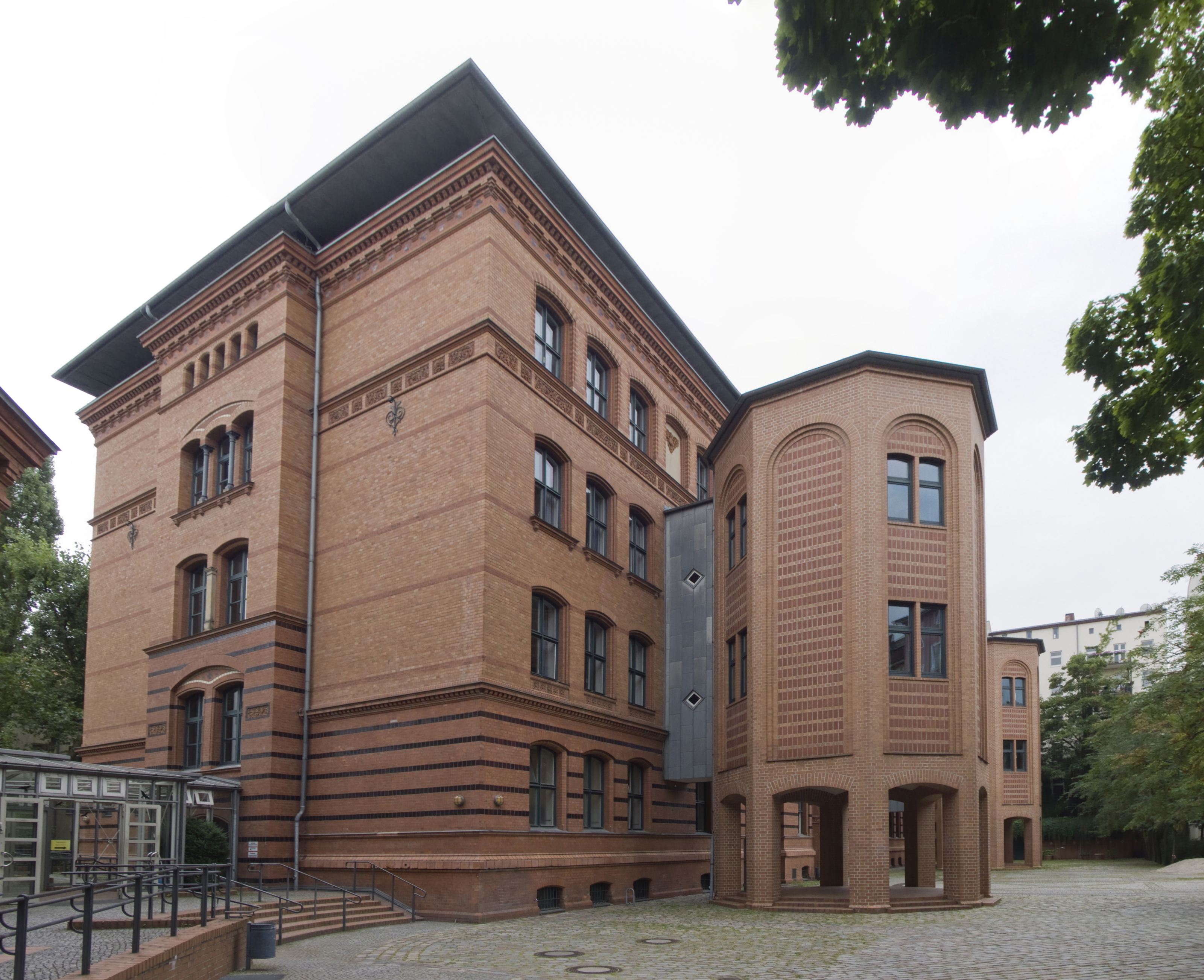
Schule Block 158
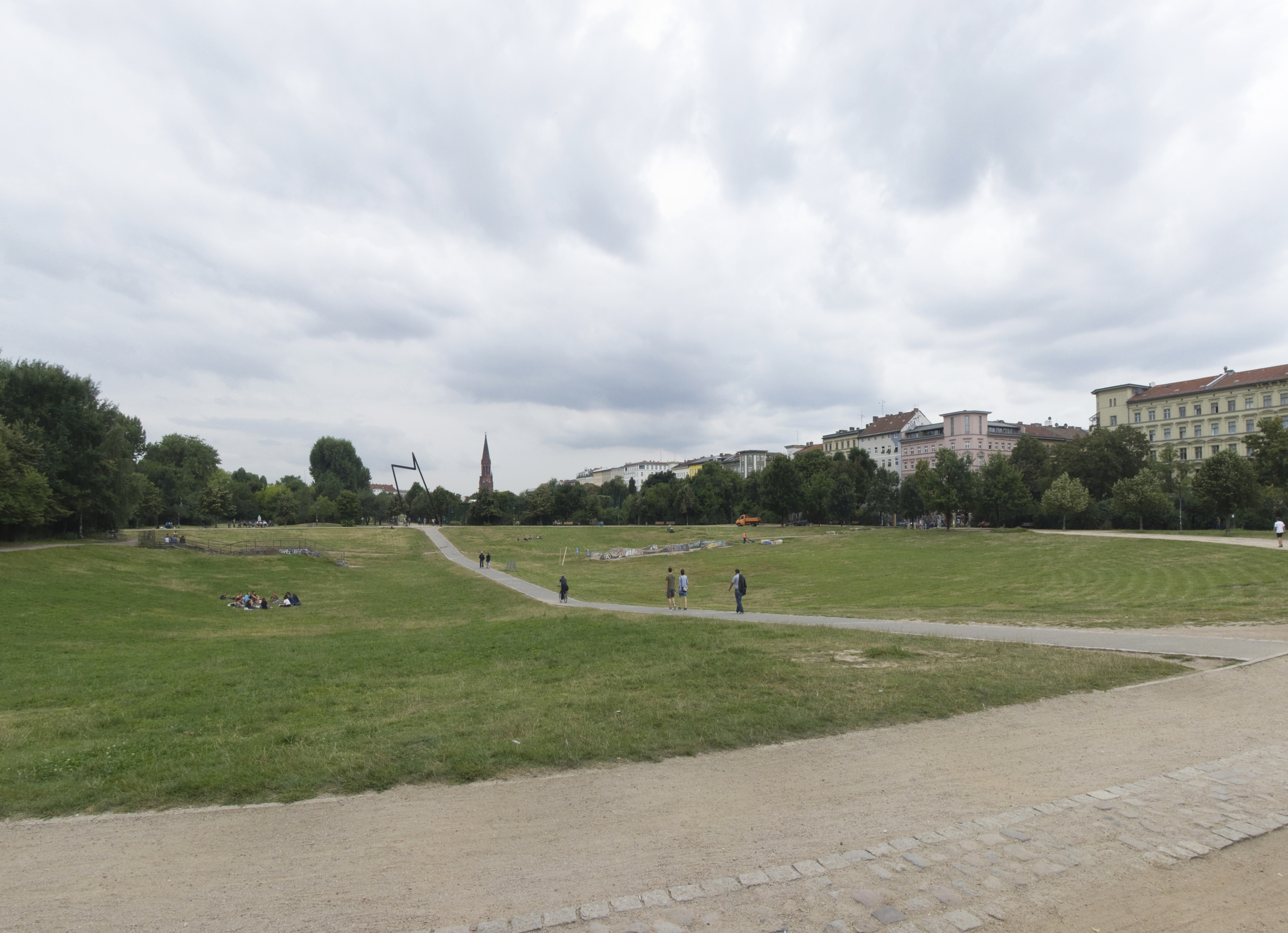
Görlitzer Park
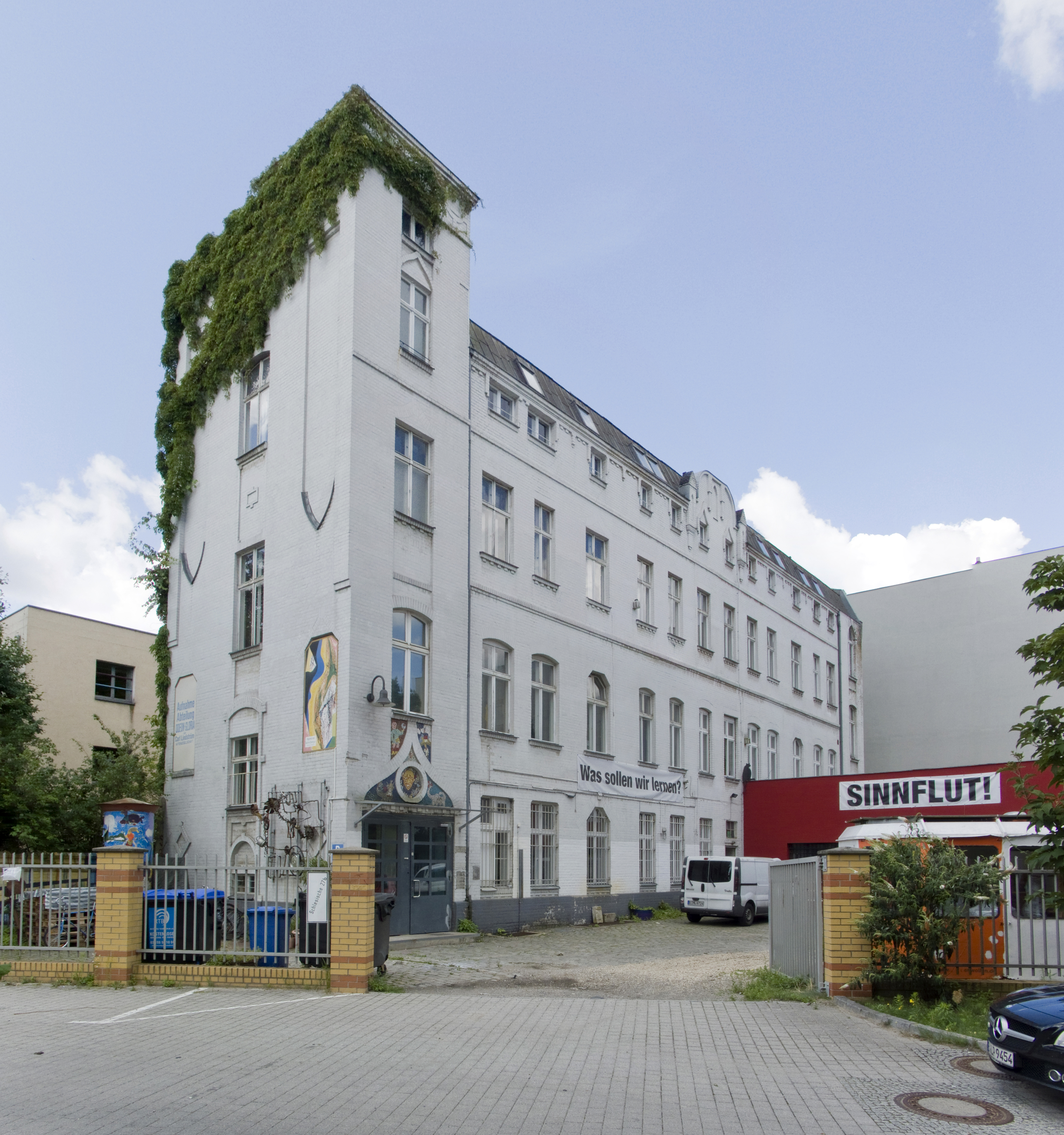
Deutsch-türkisches Jugend- und Kulturzentrum, Schlesische Straße
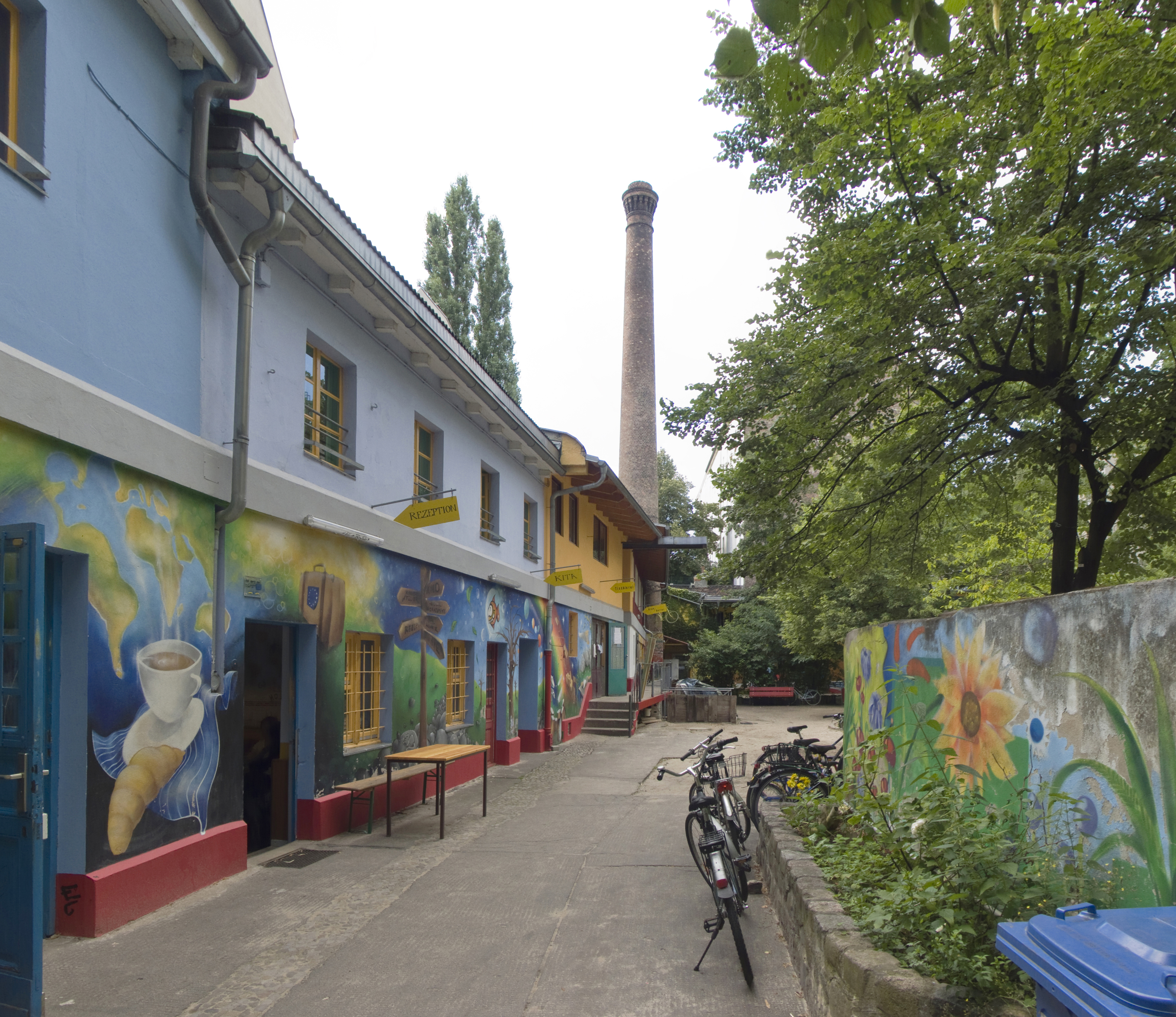
Regenbogenfabrik
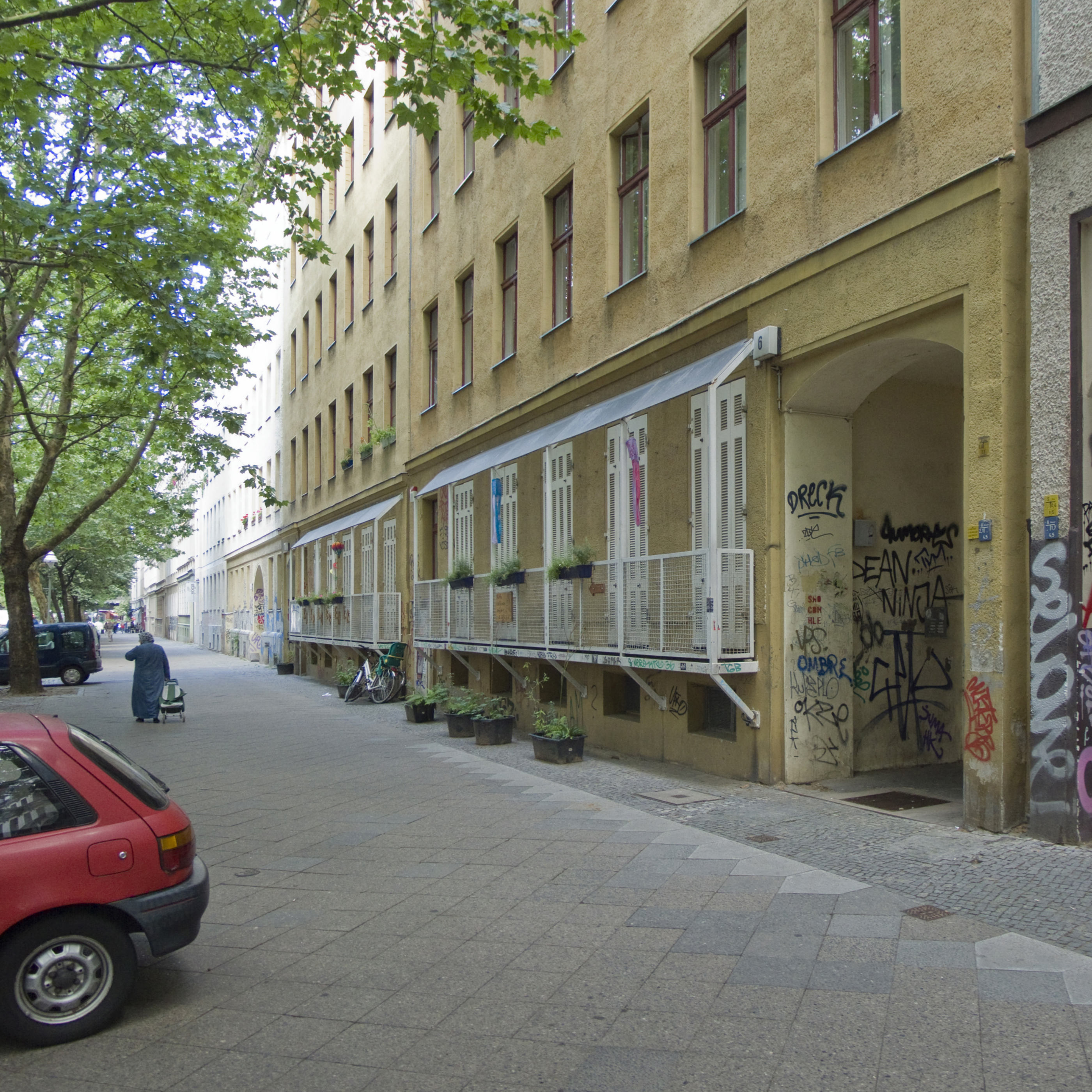
Kindertagesstätte Lübbener Straße 6/7

## Projekte
Zusammenfassung
- Neubau von rund 350 Wohnungen des Sozialen Wohnungsbaus sowie von Kultur- und Freizeiteinrichtungen am Tegeler Hafen
- Neubau von rund 1900 Wohneinheiten inklusive Infrastruktur im Bereich Berlin-Tiergarten und Wilmersdorf Prager Platz
- Neubau von rund 2500 Wohneinheiten inklusive Infrastruktur im Bereich der historischen Friedrichstadt
- Sanierung von rund 7000 Altbauwohnungen in Berlin-Kreuzberg, Luisenstadt und SO 36
- Neubau (einschließlich Selbstbau-Projekten) von rund 1100 Wohnungen in Berlin-Kreuzberg, Luisenstadt und SO 36

Vollständige Liste der Projekte
Auswahl einzelner Projekte
- Wohnhaus, G. Peichl, 1984–1989
- Ritterstraße Nord und Süd, R. Krier, 1978–1980, 1982–1989[34]
- Mehrfamilienhaus mit Wohnturm, J. Hejduk, 1988
- Wohn- und Geschäftshäuser Südliche Friedrichstadt Block 10, J. Johnson, A. Rossi, G. Braghieri, C. Stead, 1981–1988
- Wohnanlage am Tegeler Hafen, C. Moore, Urban Innovations Group, 1987
- Wohnbebauung, O. M. Ungers, 1987
- Wohnen Am Karlsbad, G. Heinrichs, 1986/1987
- Wohnen Am Karlsbad, Hilmer & Sattler, 1986/1987
- Seniorenwohnheim, Steidle & Partner, 1985–1987
- Wohnen Am Karlsbad, J. Sawade, 1984–1987
- „Schinkelplatz“, R. Krier, 1977–1987
- IBA-Wohnungsbau (Wohnpark am Berlin Museum), A. Isozaki, 1982–1986
- Wohn- und Geschäftshaus Block 5, Eisenman/Robertson Architects, –1986, 1982–1984
- Wohnen am Berlin Museum[35] Haus F Block 33 – Wohnpark Victoria, H. Kollhoff, A. A. Ovaska, A. Geier, –1986, 1982–1984
- Wohnhaus, Kammerer & Belz, 1984/1985
- Stadtvilla an der Rauchstraße, A. Rossi, 1983–1985
- Stadtvilla an der Rauchstraße, Haus 8, H. Hollein, H. Strenner, W. Fritsch, U. Liebl, K. Matuschek, F. Madl, D. Nehnig, E. Pedevilla, –1985, 1983/1984
- Stadtvillen an der Rauchstraße, R. Krier, 1983–1985
- Städtebauliches Gutachten und Vorentwürfe, T. Herzog, M. Bunge, R. Streckebach, M. Elsner, F. Nakhaei, 1983–1985 (Projekt)
- Stadtvilla an der Rauchstraße, K. T. Brenner, B. Tonon, 1983–1985
- Phosphat-Eliminationsanlage PEA, G. Peichl, 1979–1985[36]
- Stadtvilla an der Rauchstraße, Haus 3, N. Di Battista, G. Grassi, E. Guazzoni, G. Zanella, 1982–1984
- Südliche Friedrichstadt Block 606, G. Valle, M. Groggi, M. Burckhardt, M. Rossin, A. Nulli, 1983 (Liebmann-Schule Friedrichstraße)
- Wohnhaus Schlesisches Tor („Bonjour Tristesse“), Á. Siza, 1982/1983

## Folgen der IBA 1987
In direkter Folge der IBA wurden die Bauten fertiggestellt, die zwar bis 1987 geplant, aber noch nicht gebaut waren. Eine gewisse Anzahl von IBA-Bauten wurde erst in der Zeit zwischen 1987 und 1994 gebaut. Beispiele hierfür sind das Gebäude von Zaha Hadid in der Stresemannstraße, das Rundhofhaus von Rave Architekten in der Wilhelmstraße, die Bauten von J.P. Kleihues (Wohnhaus) und Peter Brinkert (Kita) am Fanny-Hensel-Weg, das Wohnhaus am Checkpoint Charlie von OMA, das Wohnhaus von Georg Kohlmaier & Barna von Sartory am Hafenplatz sowie die Bauten der Haus Rucker Co im selben Block.
Eine weitere direkte Folge war die städtebauliche Planung. Die IBA selbst beinhaltete Planungen, bei denen zwar der städtebauliche Entwurf ein IBA-Projekt war, die eigentliche Bebauung dann wiederum nicht im Rahmen der IBA stattfand. Beispiele hierfür sind das Jüdische Museum, das Willy-Brandt-Haus der SPD, das Grandhotel Esplanade sowie das Familiengericht, beide am Landwehrkanal. Auch Wohnbebauungen am Ida-Wolff-Platz in Kreuzberg gehören zu diesen Planungen, bei denen zwar der Städtebau Teil der IBA war, nicht jedoch die letztendlich ausgeführten Bauten. Der städtebauliche Wettbewerb für den Bereich Karolinen-/Schloß-/Berliner Straße in Tegel war ein IBA-Projekt, die später ausgeführten Bauen hingegen nicht. Der Neubau des TAZ-Gebäudes in der Rudi-Dutschke-Straße entsprach nicht der eigentlichen IBA-Planung, wurde jedoch in Abstimmung mit den Leitbildern der IBA entworfen und in der offiziellen IBA-Projektübersicht wohlwollend erwähnt.
Die in Nachfolge der IBA gegründete private S.T.E.R.N. GmbH führte von Januar 1986 bis Dezember 1992 mit derselben Mannschaft den Erneuerungsprozess weiter. Das Land Berlin wurde 1994 für die außergewöhnlichen Leistungen im Rahmen der Behutsamen Stadterneuerung in Kreuzberg mit dem European Urban and Regional Award ausgezeichnet. Insgesamt führte vor allem die IBA-Altbau die Planung in eine neue Epoche: Der Neubau tritt zurück hinter die Sicherung und Modernisierung der Bestände. Mit ihren Pilotprojekten war sie der Auslöser von Förderprogrammen zur Stadterneuerung und von Änderungen der Gesetzespraxis für Sanierung und zum Milieuschutz.

## Beteiligte bekannte Architekten
An der Internationalen Bauausstellung 1987 haben unter anderem folgende Architekten teilgenommen:
- Raimund Abraham[41]
- Hinrich und Inken Baller
- Helge Bofinger
- Gottfried Böhm
- Mario Botta (Block 234)[42]
- Klaus Theo Brenner & Benedict Tonon
- Hans-Busso von Busse[43]
- Karl und Max Dudler[44]
- Peter Eisenman (Haus am Checkpoint Charlie)[45]
- Dieter Frowein & Gerhard Spangenberg
- Giorgio Grassi (Thomas-Dehler-Straße 44)
- Antoine Grumbach
- Zaha Hadid (Stresemannstraße)[46]
- Hardt-Waltherr Hämer
- Georg Heinrichs
- John Hejduk Kreuzberg Tower (Charlotten- Ecke Besselstraße),[47] Tor- und Uhrenhaus Friedrichstraße, Wohnhaus Tegel[48]
- Herman Hertzberger (Wohnungsbau „LiMa“)[49]
- Hilmer & Sattler
- Hans Hollein (Rauchstraße 5)
- Arata Isozaki
- Josef Paul Kleihues
- Kollhoff & Ovaska (Lindenstraße)[50]
- Rem Koolhaas/OMA (Koolhaas-Haus am Checkpoint Charlie)[51]
- Rob Krier
- Charles Willard Moore (Moore, Ruble, Yudell)[52]
- Henry Nielebock & Partner
- Poly, Steinebach, Weber
- Paolo Portoghesi
- Aldo Rossi mit Jay Johnson, Gianni Braghieri, Christopher Stead (Koch- Ecke Wilhelmstraße)
- Jürgen Sawade
- Axel Schultes (BJSS)[53]
- Álvaro Siza Vieira („Bonjour Tristesse“)
- Steidle + Partner
- Robert A. M. Stern
- James Stirling mit Michael Wilford[54]
- Stanley Tigerman
- Oswald Mathias Ungers